# Biserica de lemn din Poienile Izei

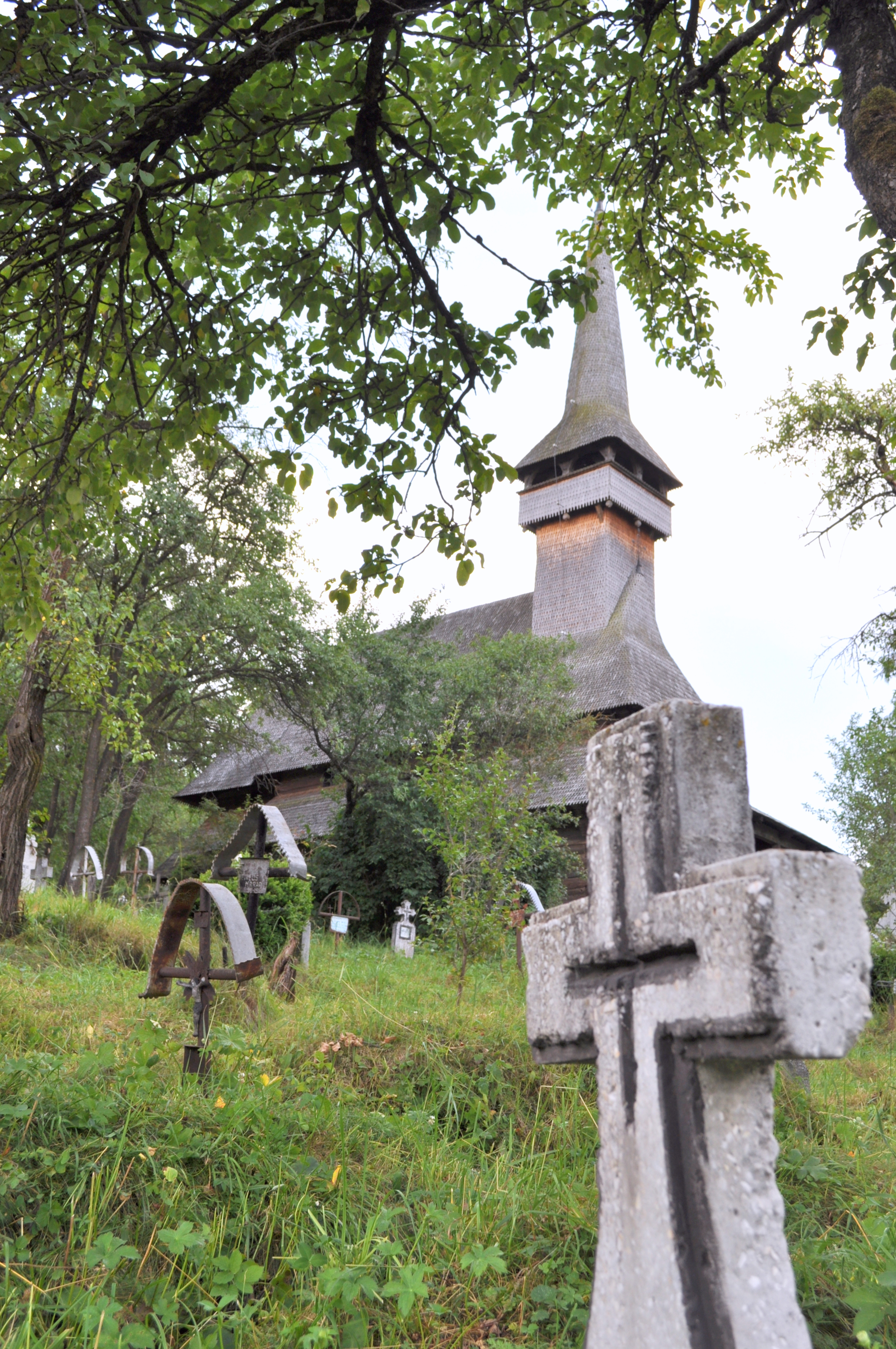
Biserica de lemn „Cuvioasa Paraschiva" din Poienile Izei, județul Maramureș, foto: iulie 2012.

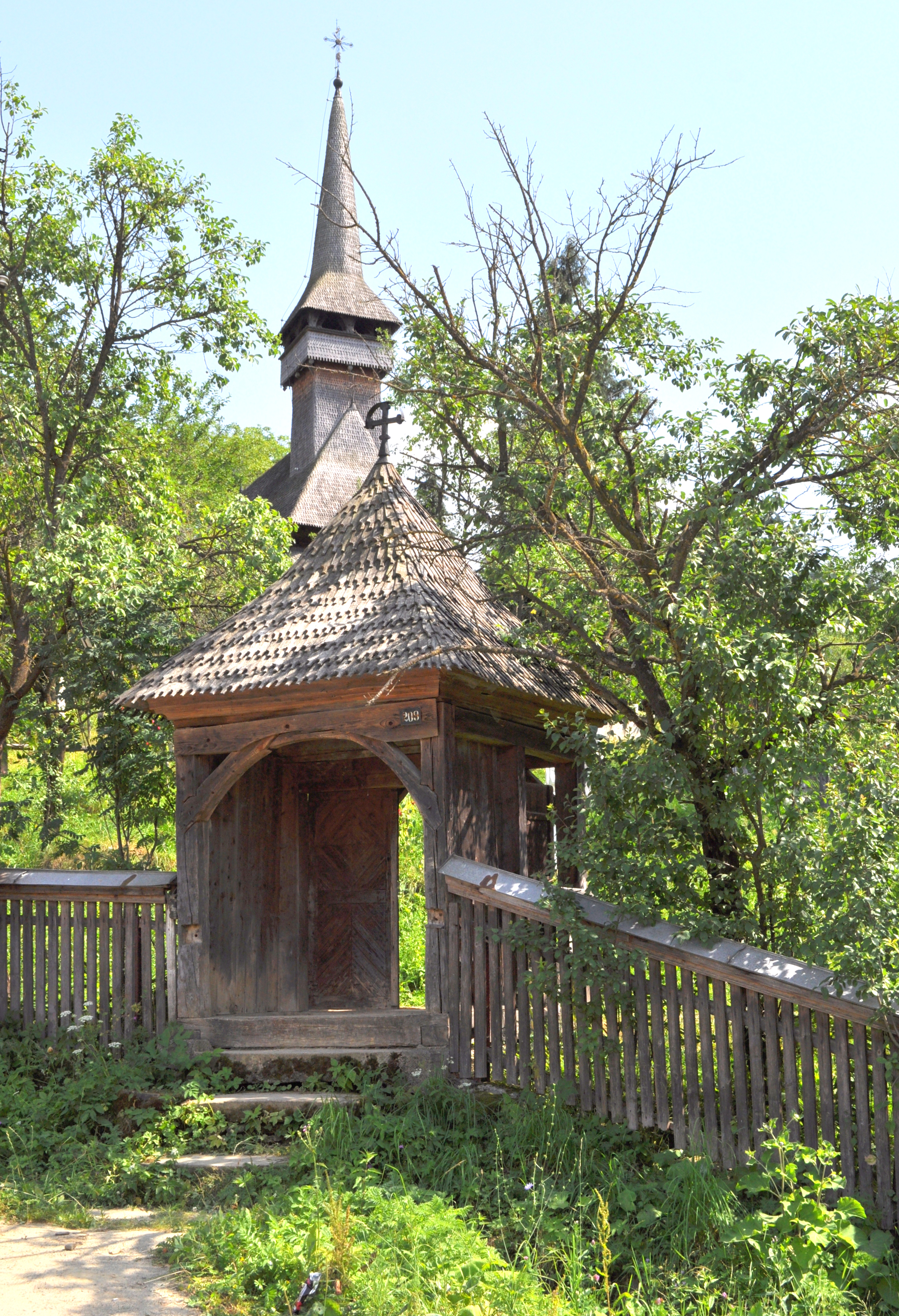
Biserica de lemn „Cuvioasa Paraschiva" din Poienile Izei, județul Maramureș, foto: iulie 2012.

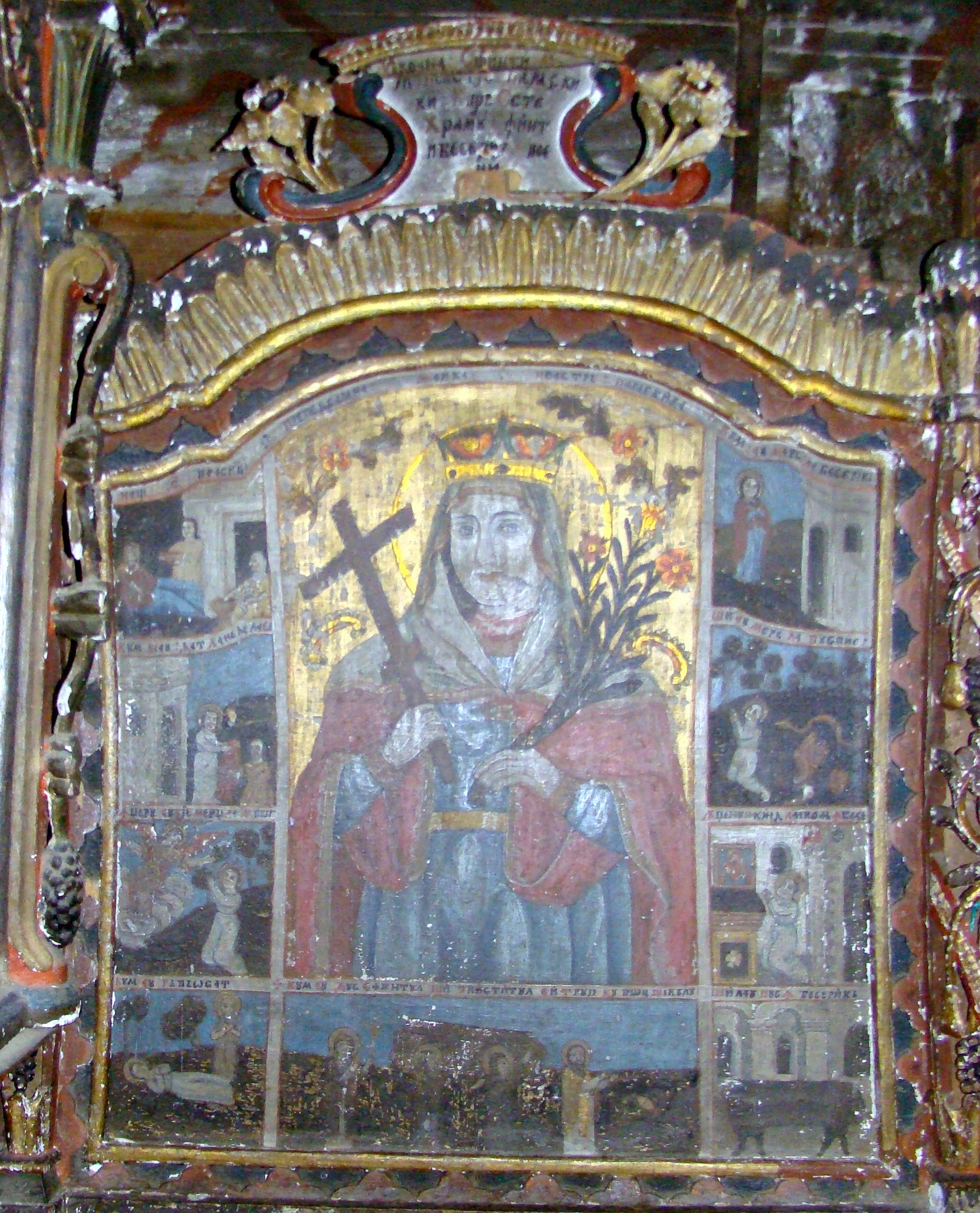
Icoana de hram: Cuvioasa Paraschiva

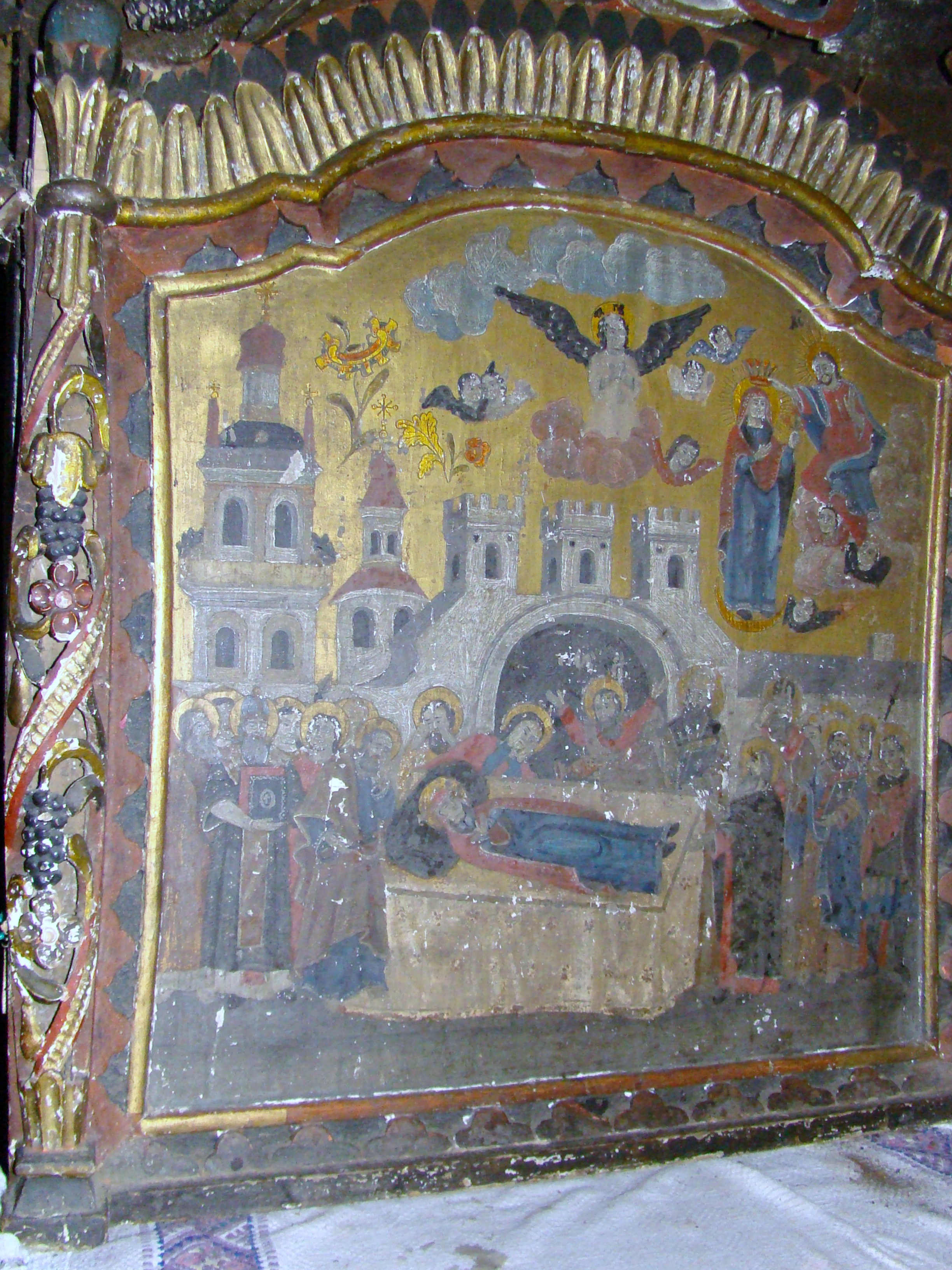
Adormirea Maicii Domnului

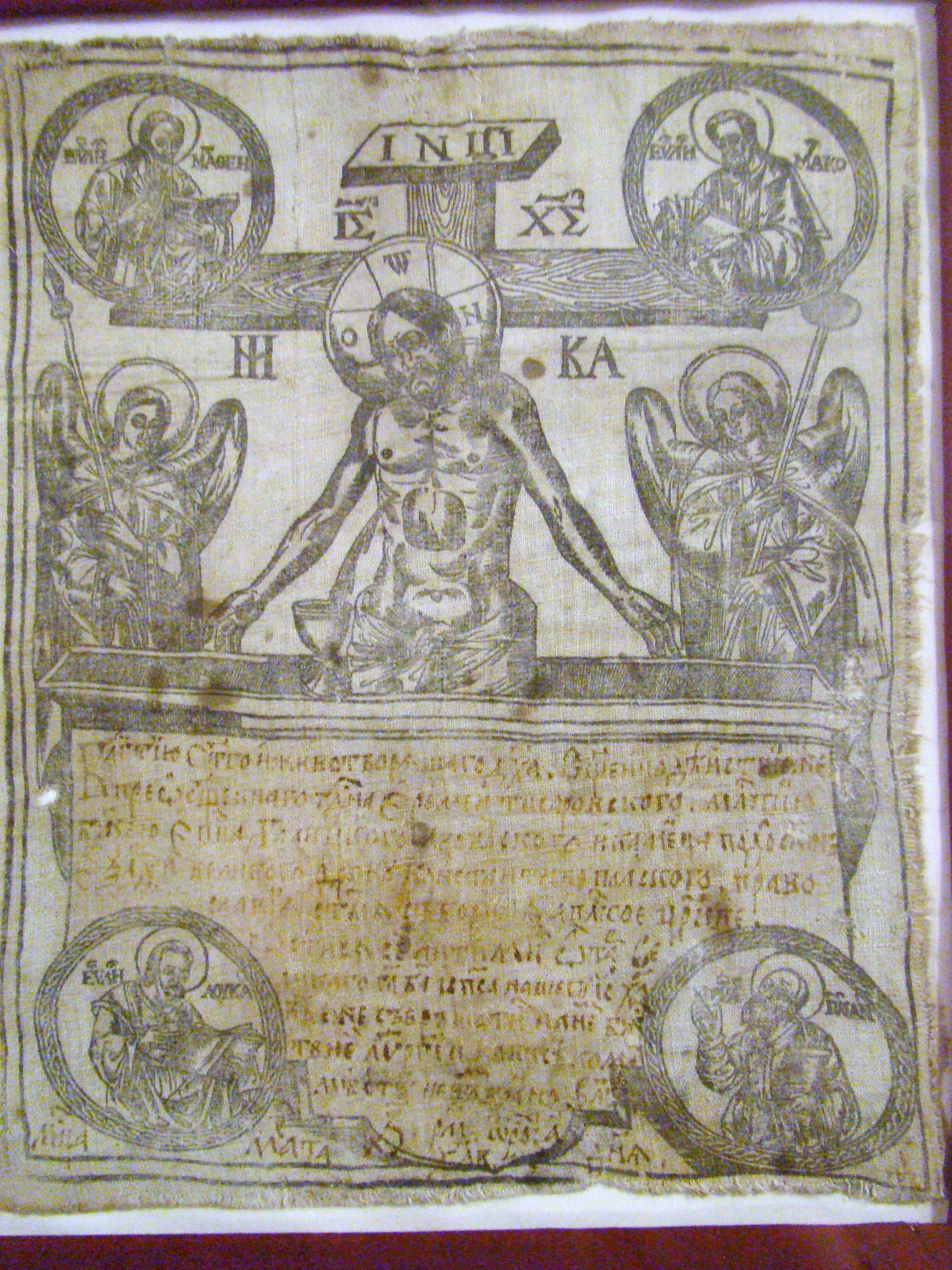
Antimisul de la 1632, cel mai vechi exponat din colecția Arhiepiscopiei Clujului

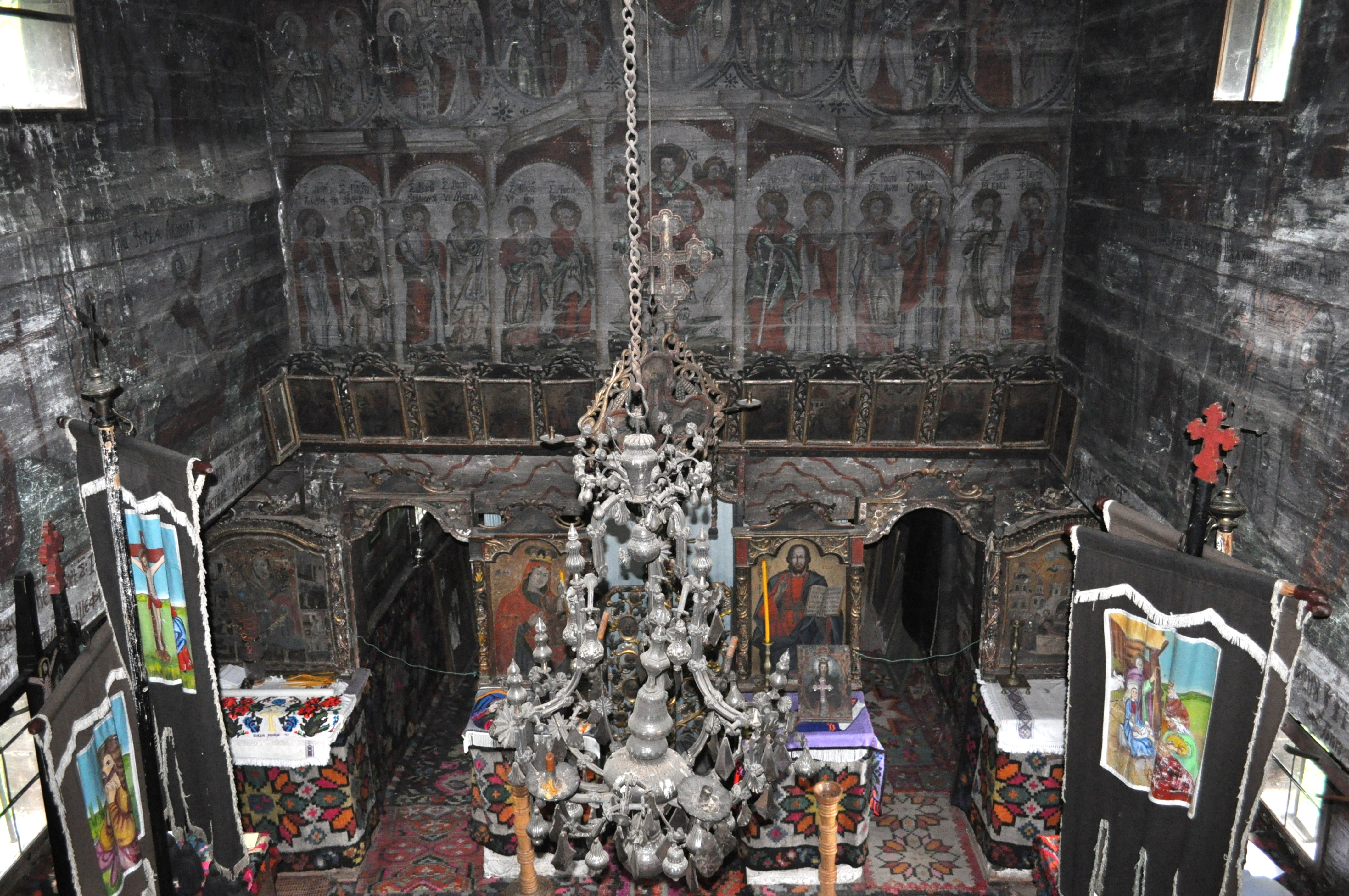
Interiorul navei văzut din corul bisericii

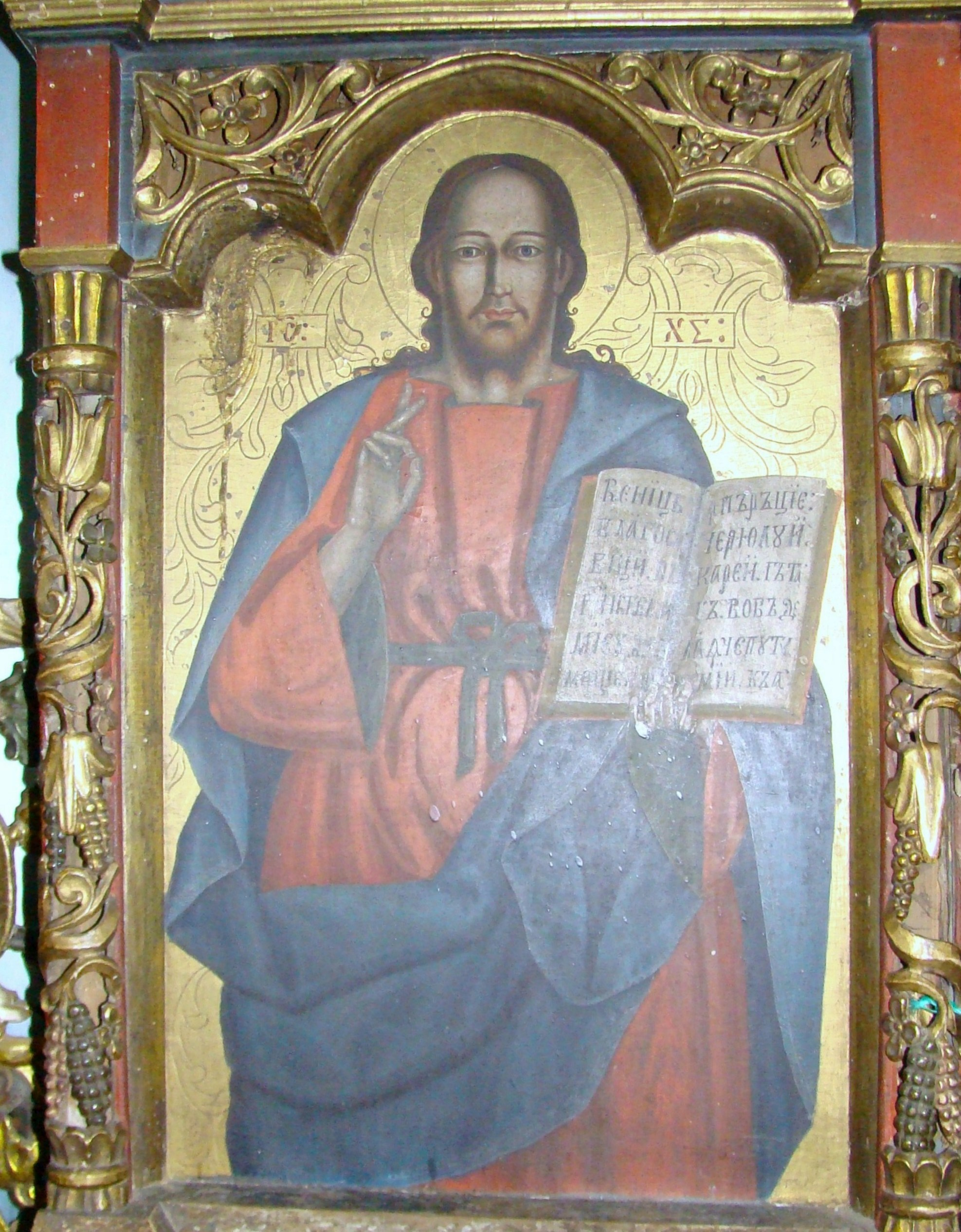
Icoană împărătească

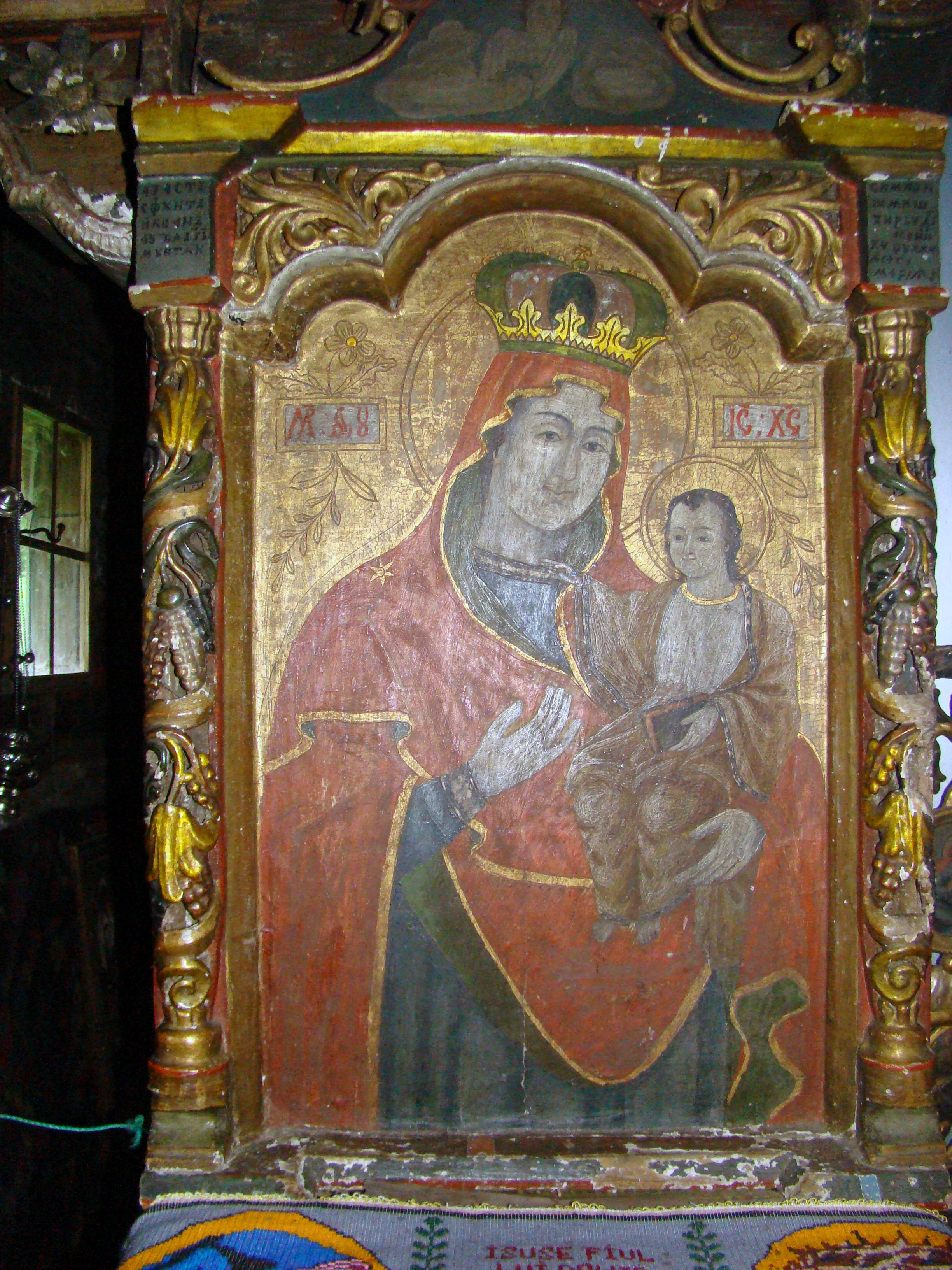
Icoană împărătească

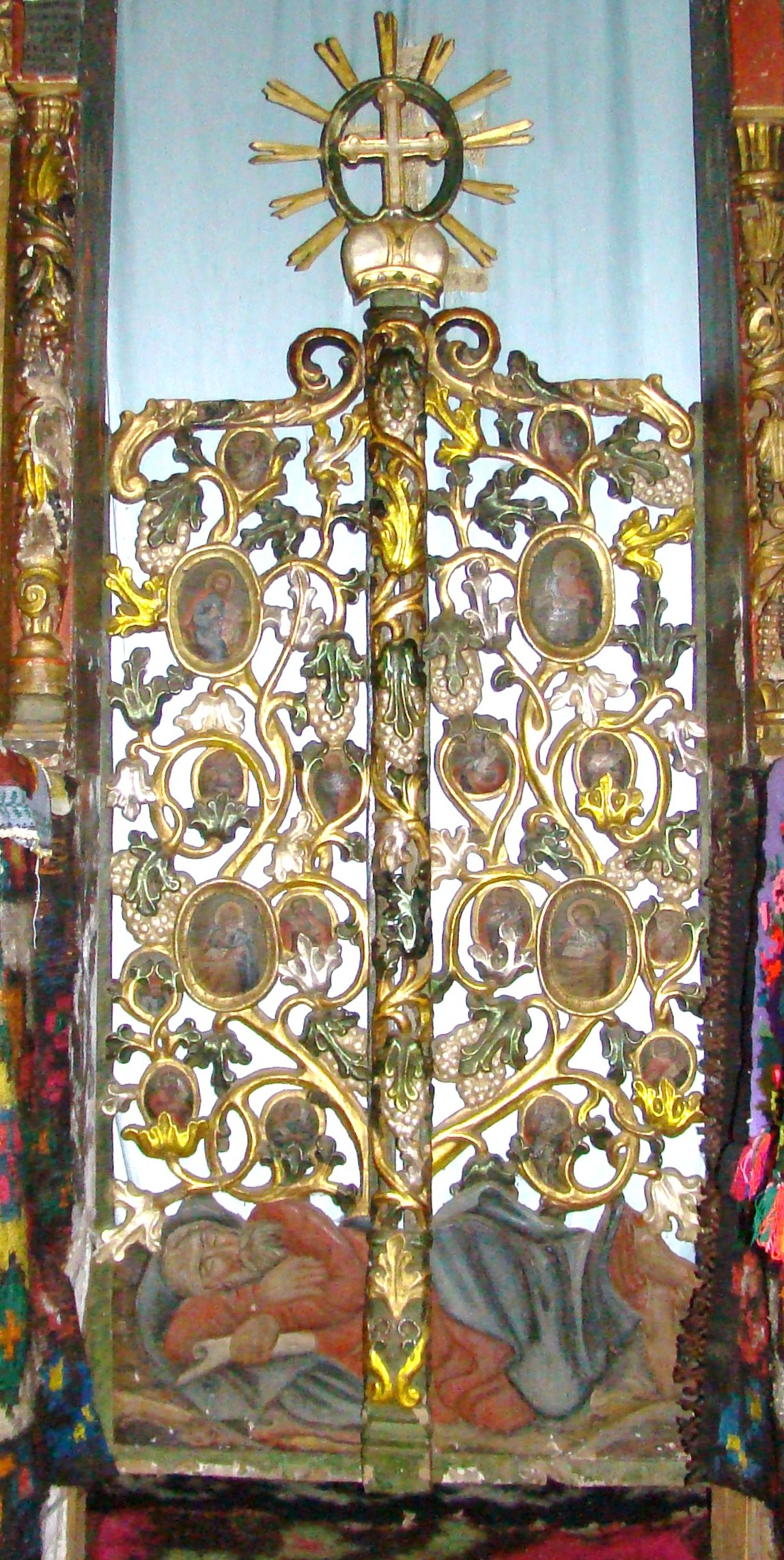
Ușile împărătești, cu motivul Arborelui lui Ieseu

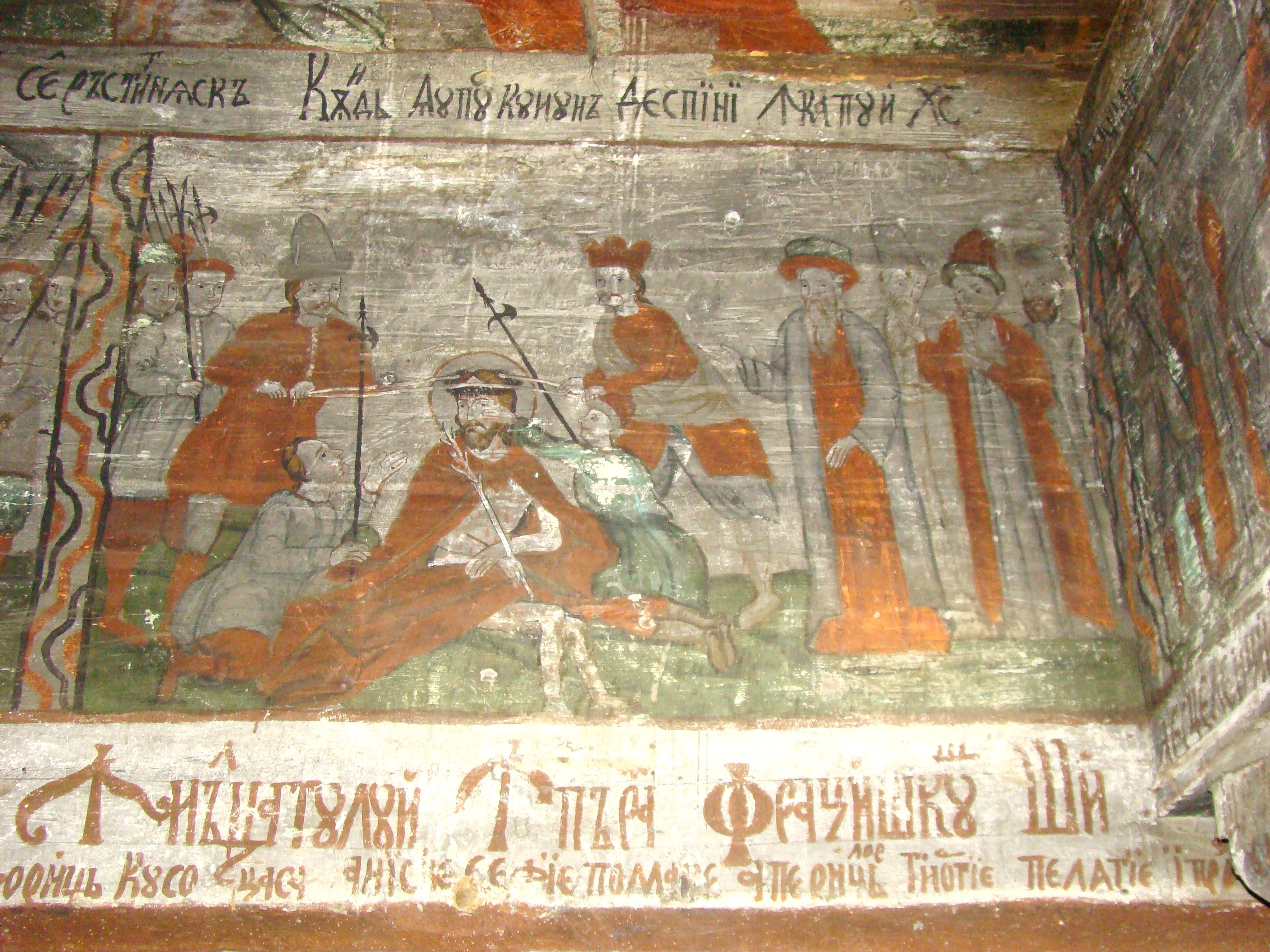
Încoronarea cu spini

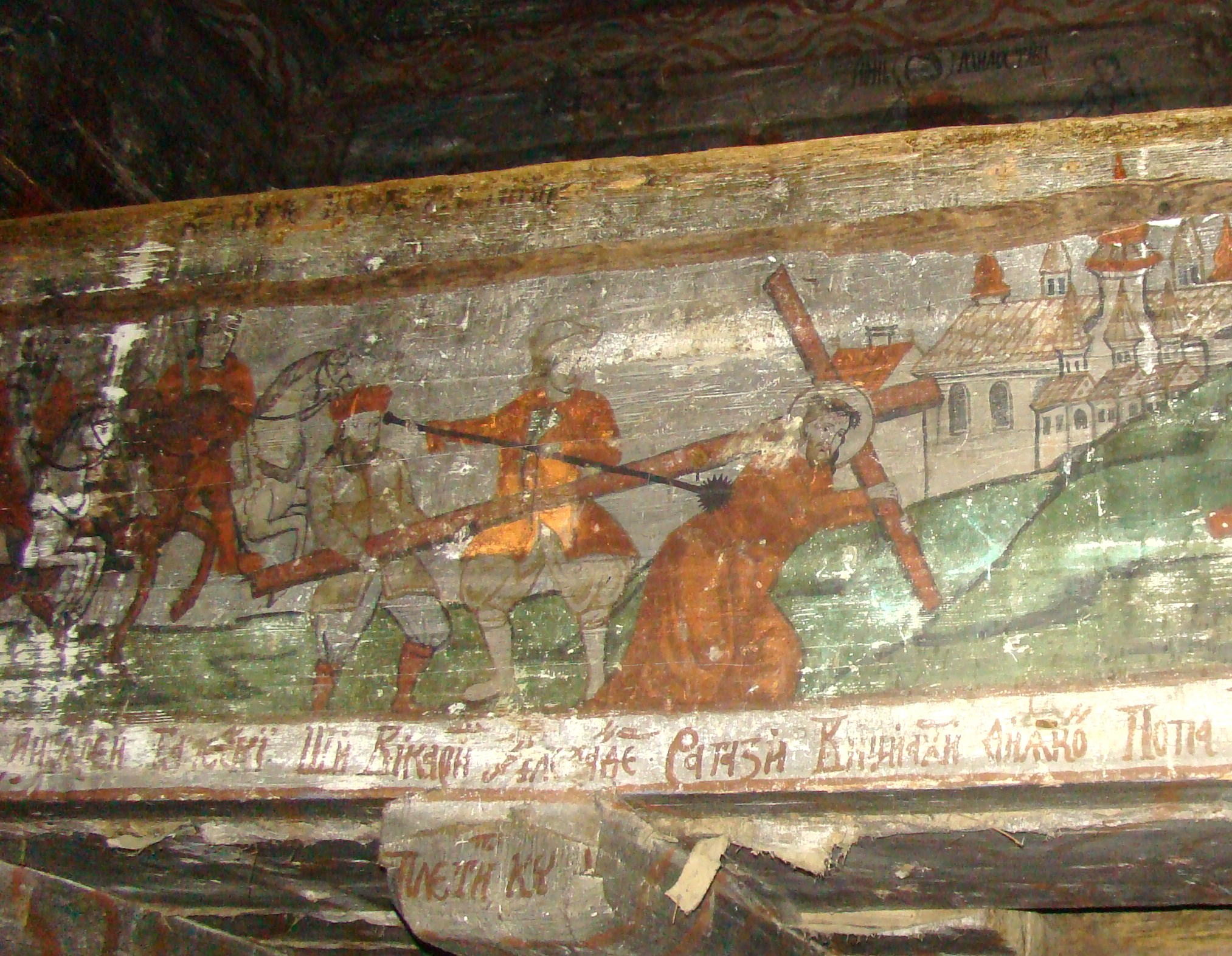
Purtarea crucii

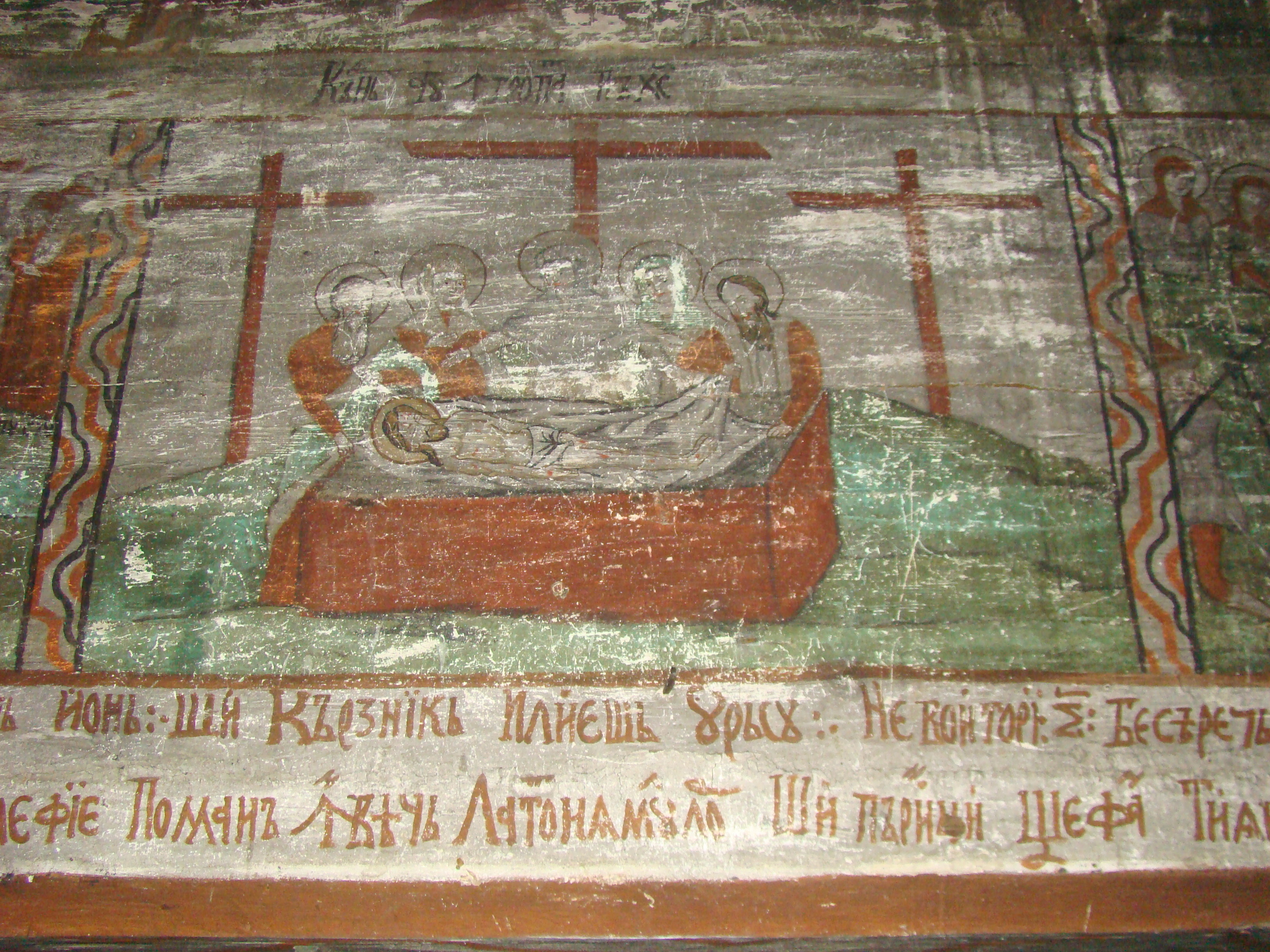
Coborârea pe de cruce și punerea în mormânt

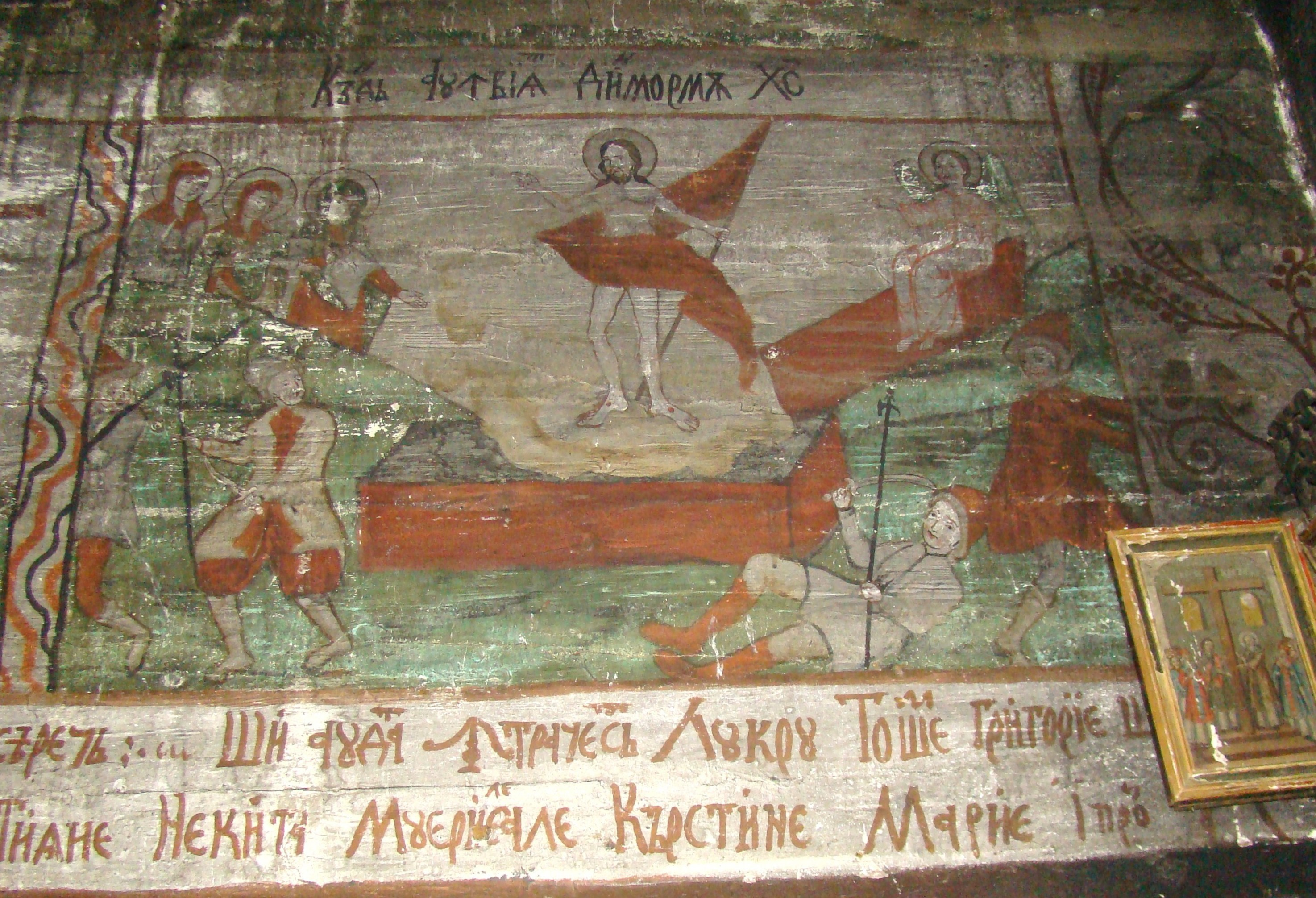
Învierea Domnului

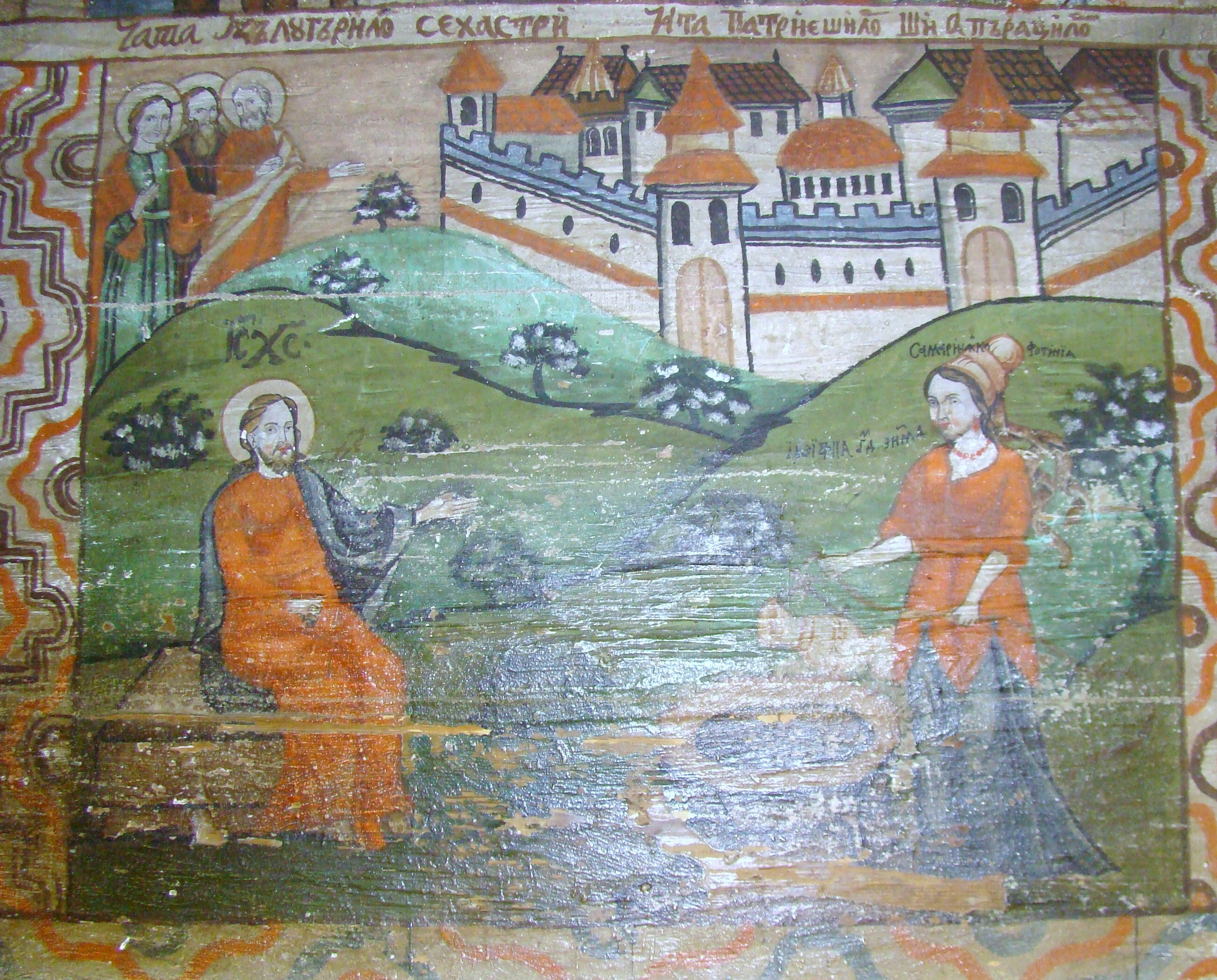
Convorbirea cu femeia samarineancă la fântâna lui Iacob

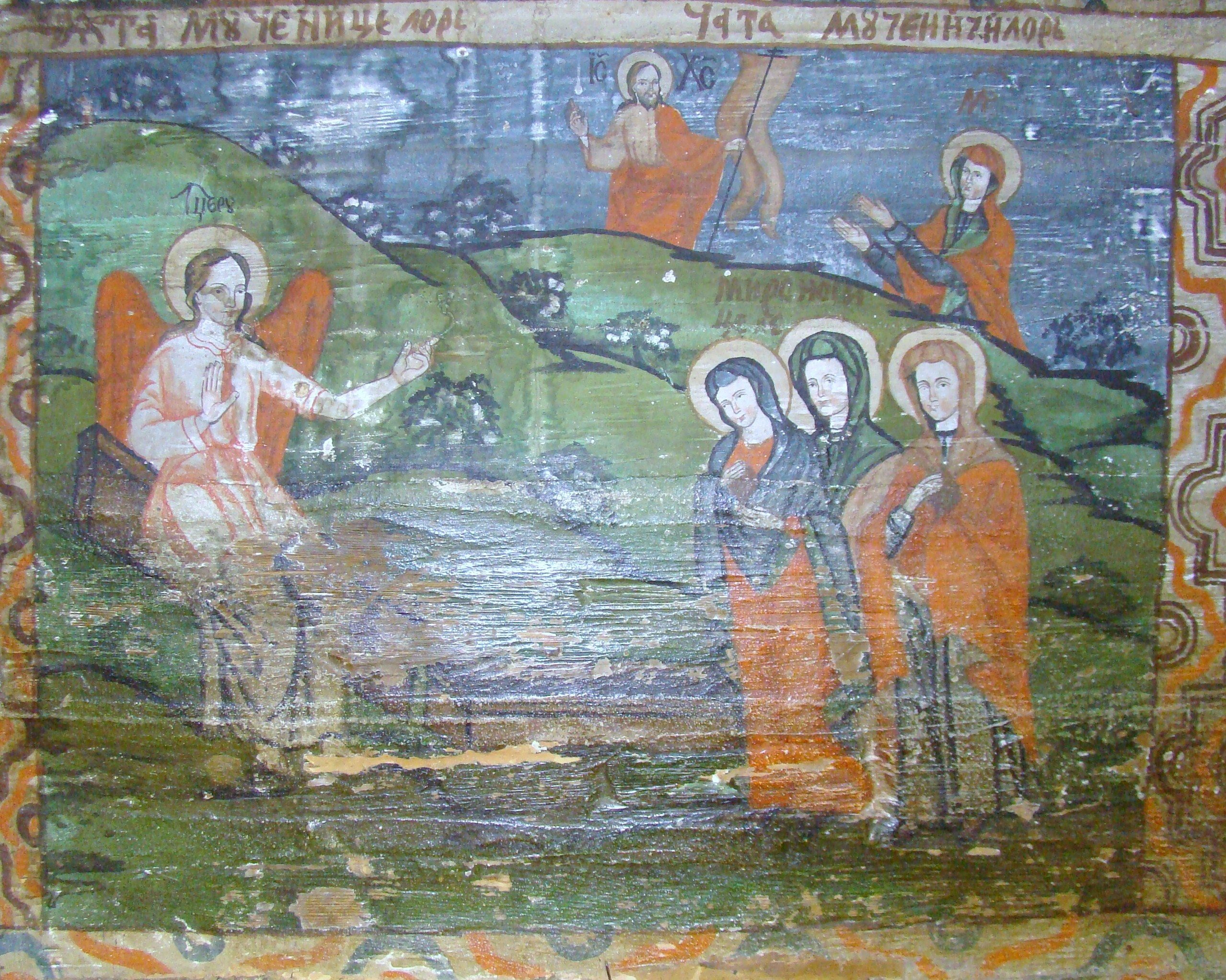
Femeile mironosițe la mormânt

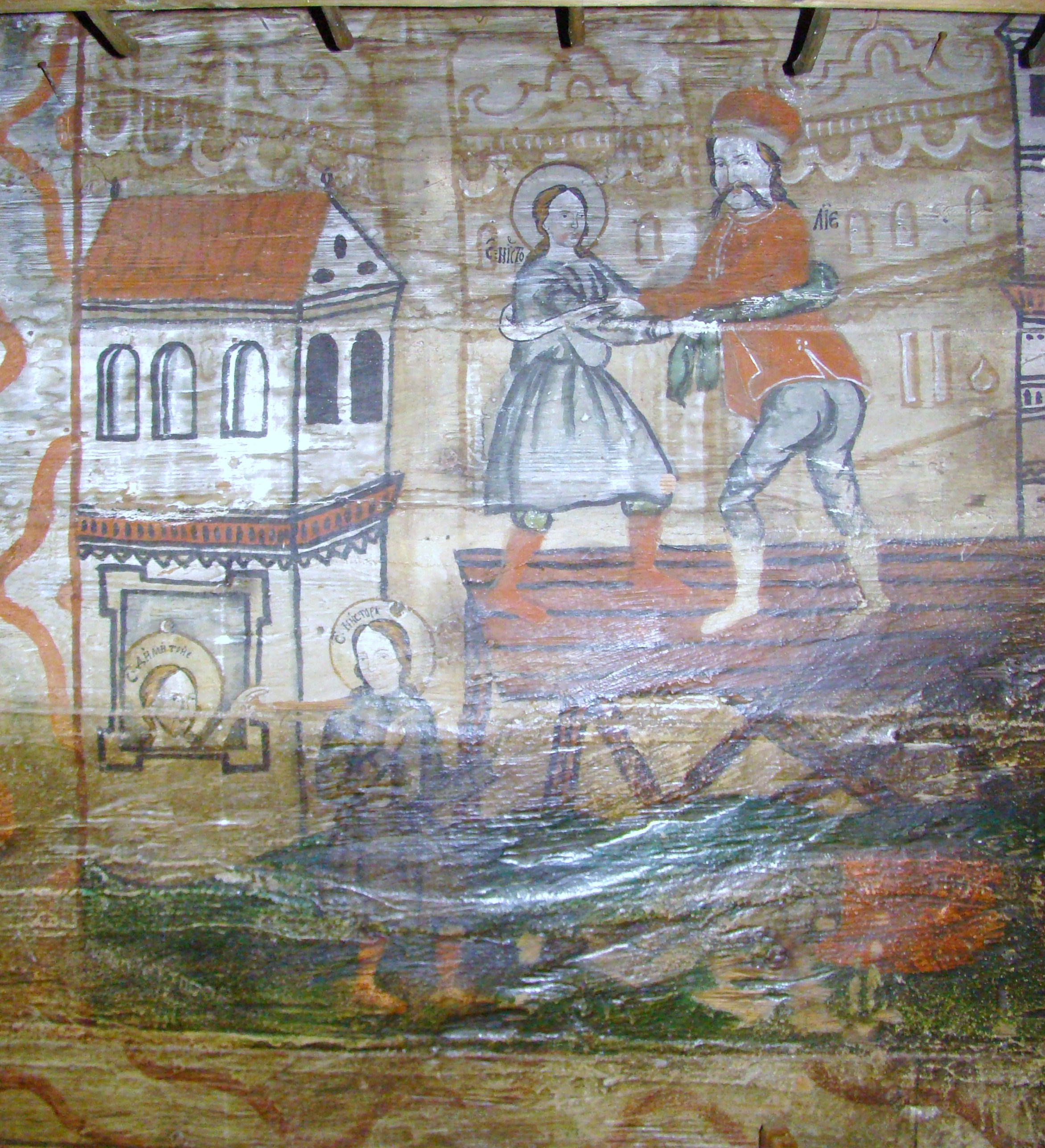
Lupta lui Nestor cu Lie păgânul

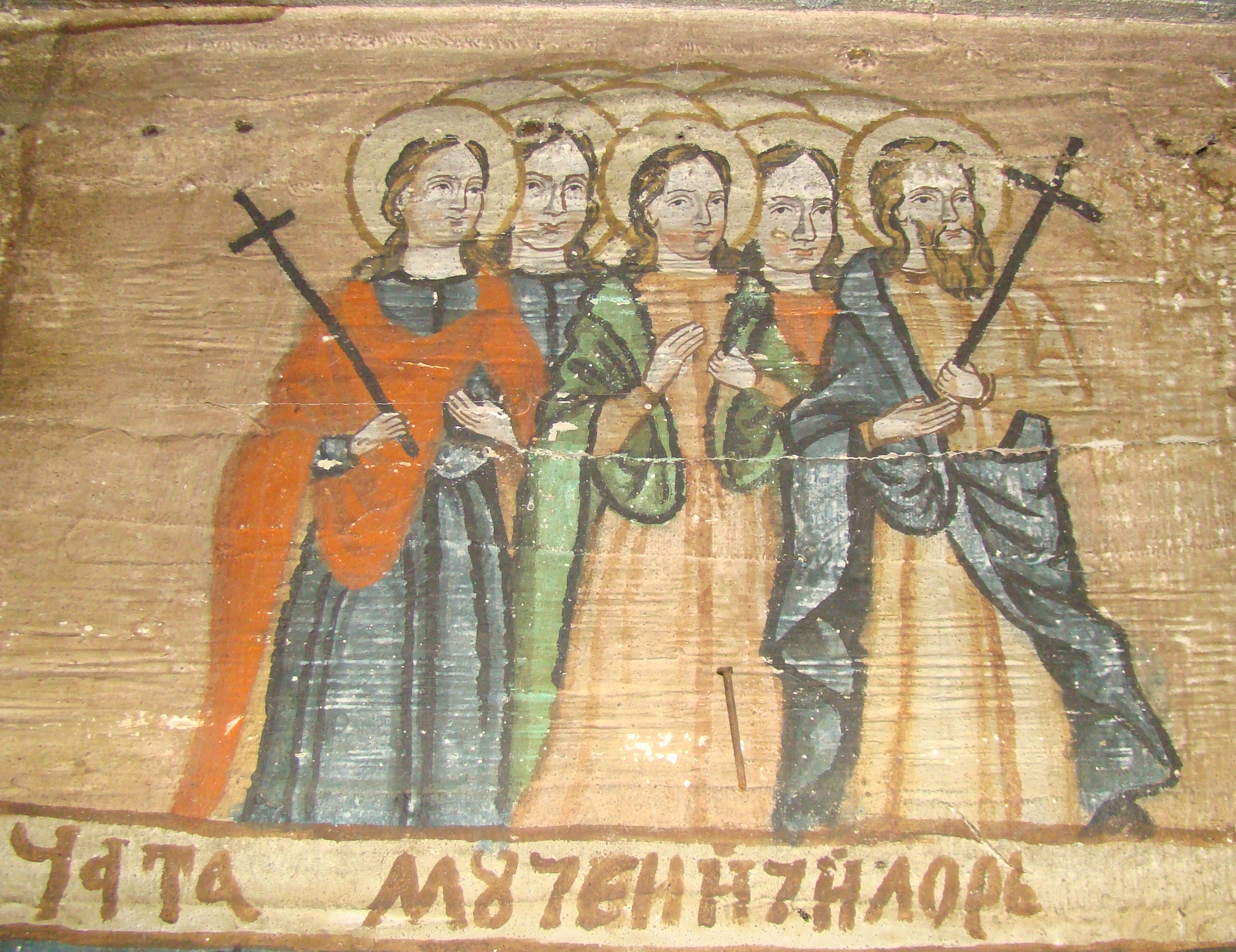
Pictura pronaosului: Ceata mucenicilor

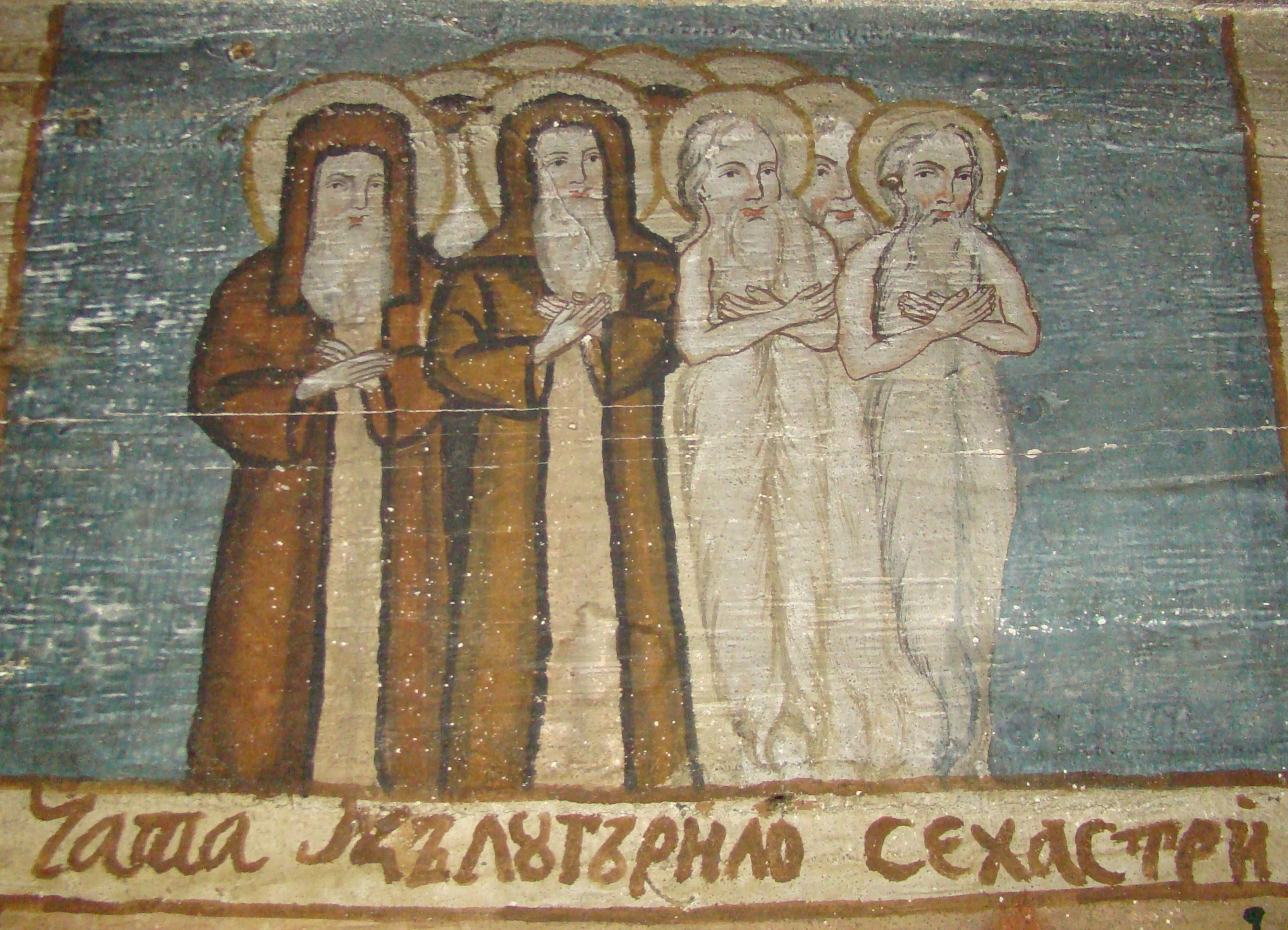
Pictura pronaosului: Ceata sfinților ierarhi

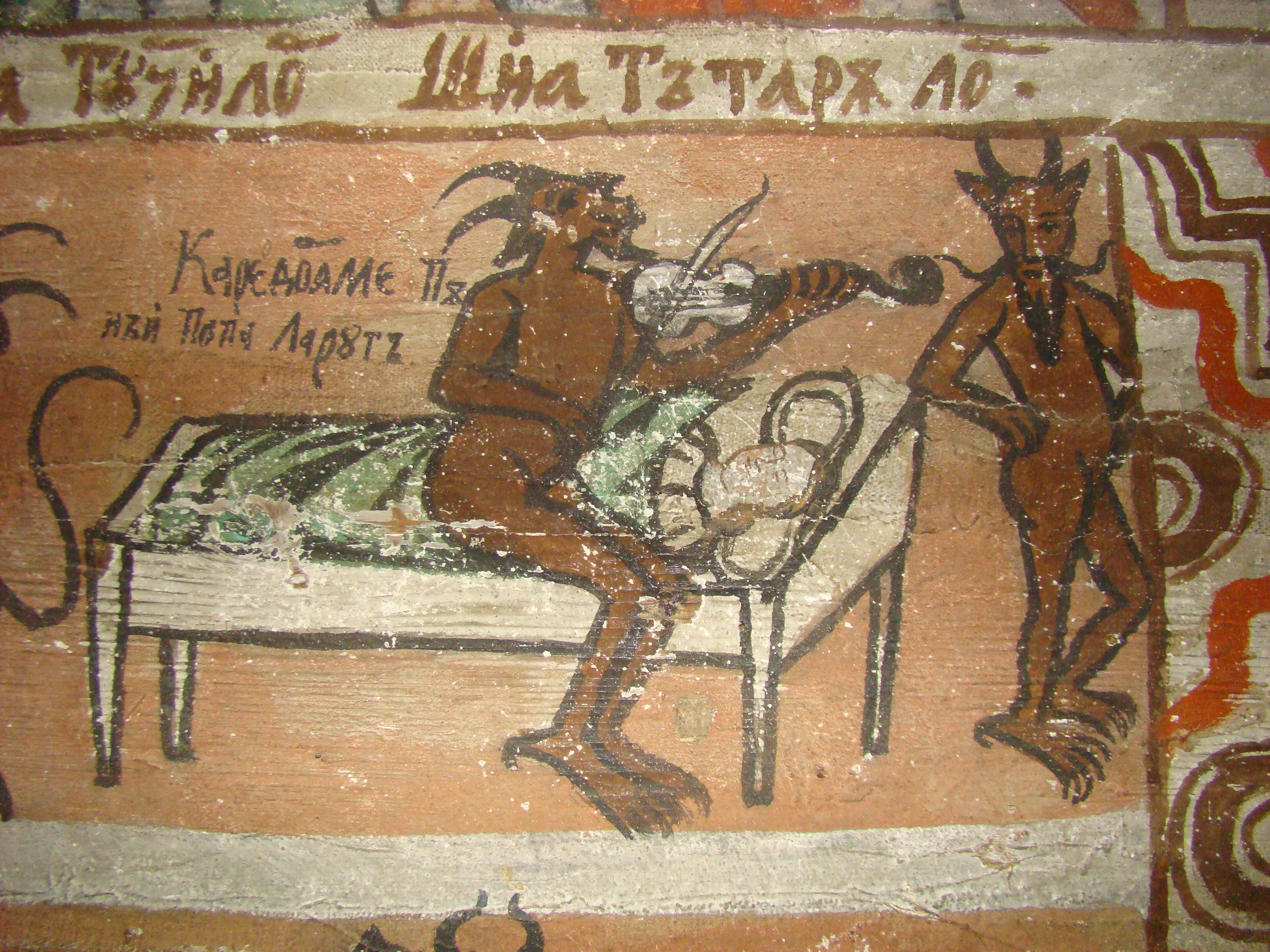
Pictura pronaosului: detaliu din reprezentarea Judecății de Apoi

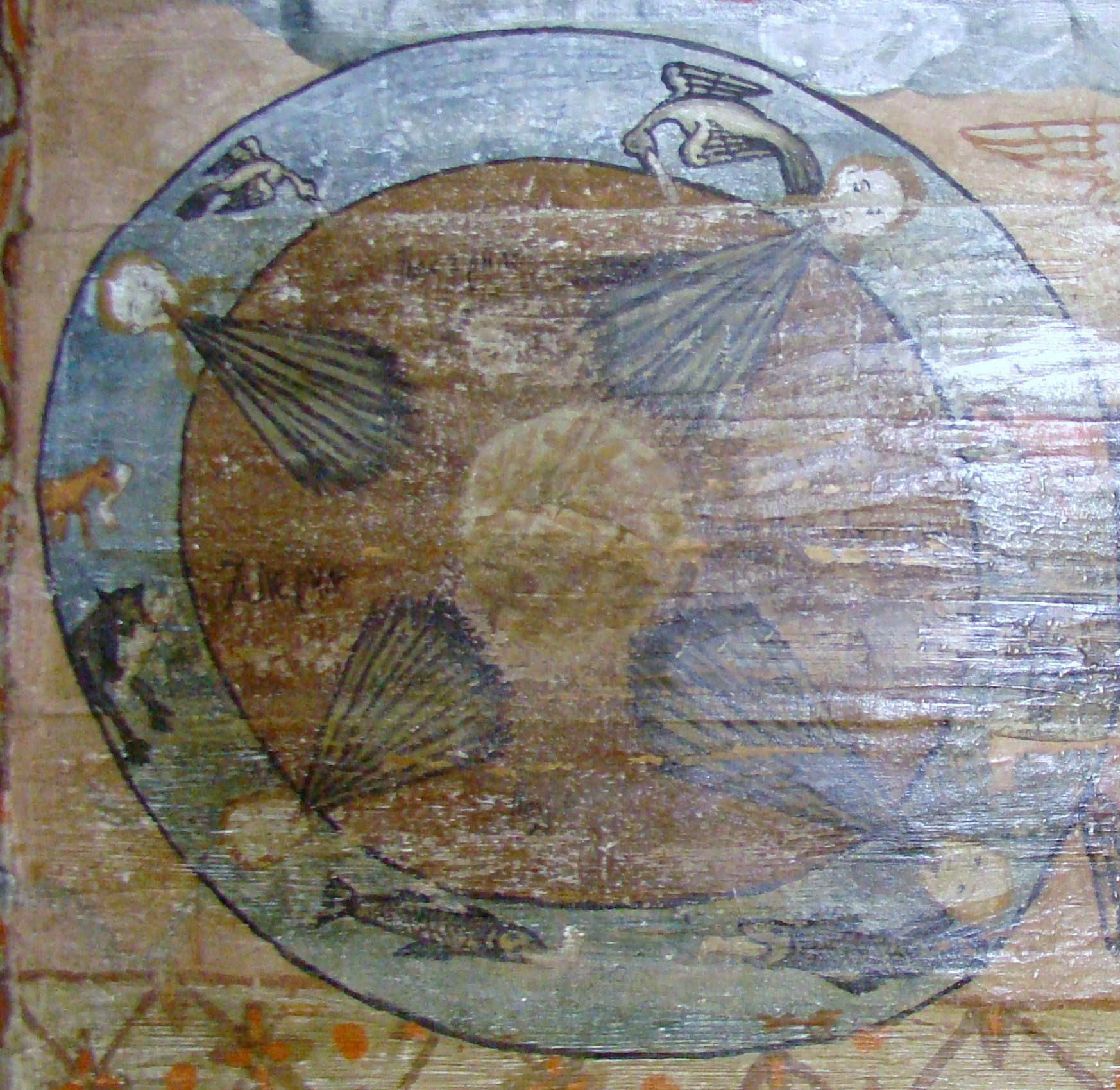
Pictura pronaosului: Cele patru vânturi dezlănțuite

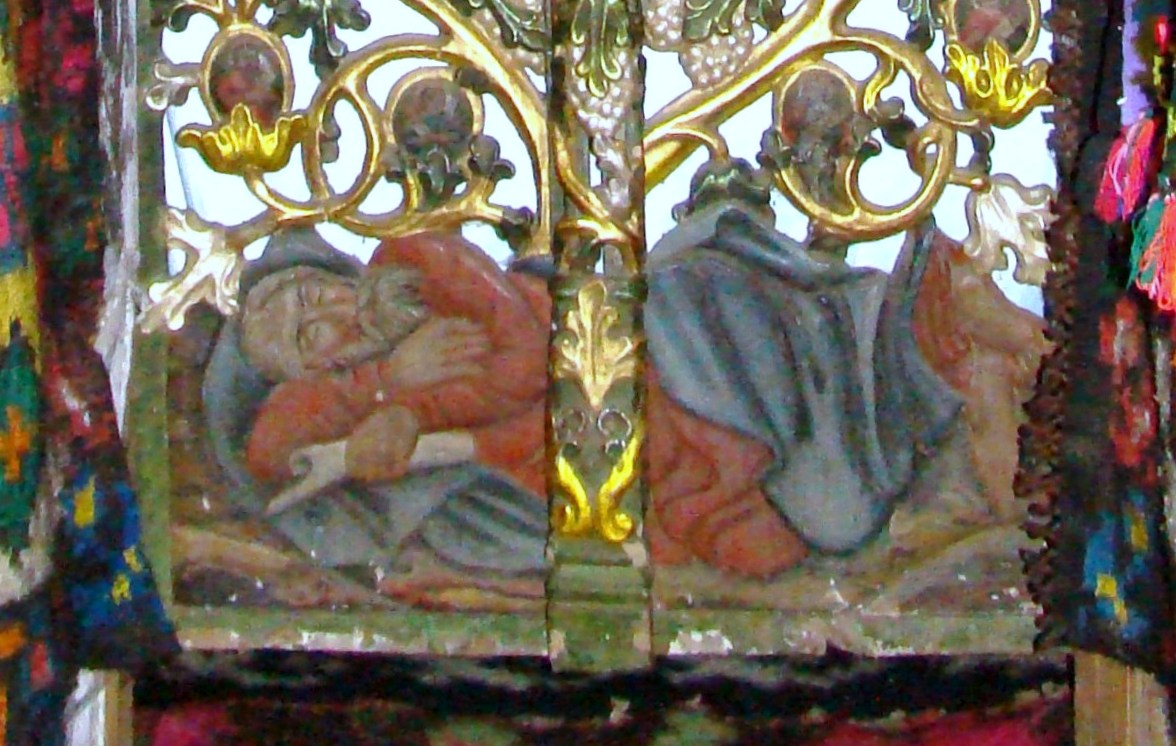
Ușile împărătești (detaliu)

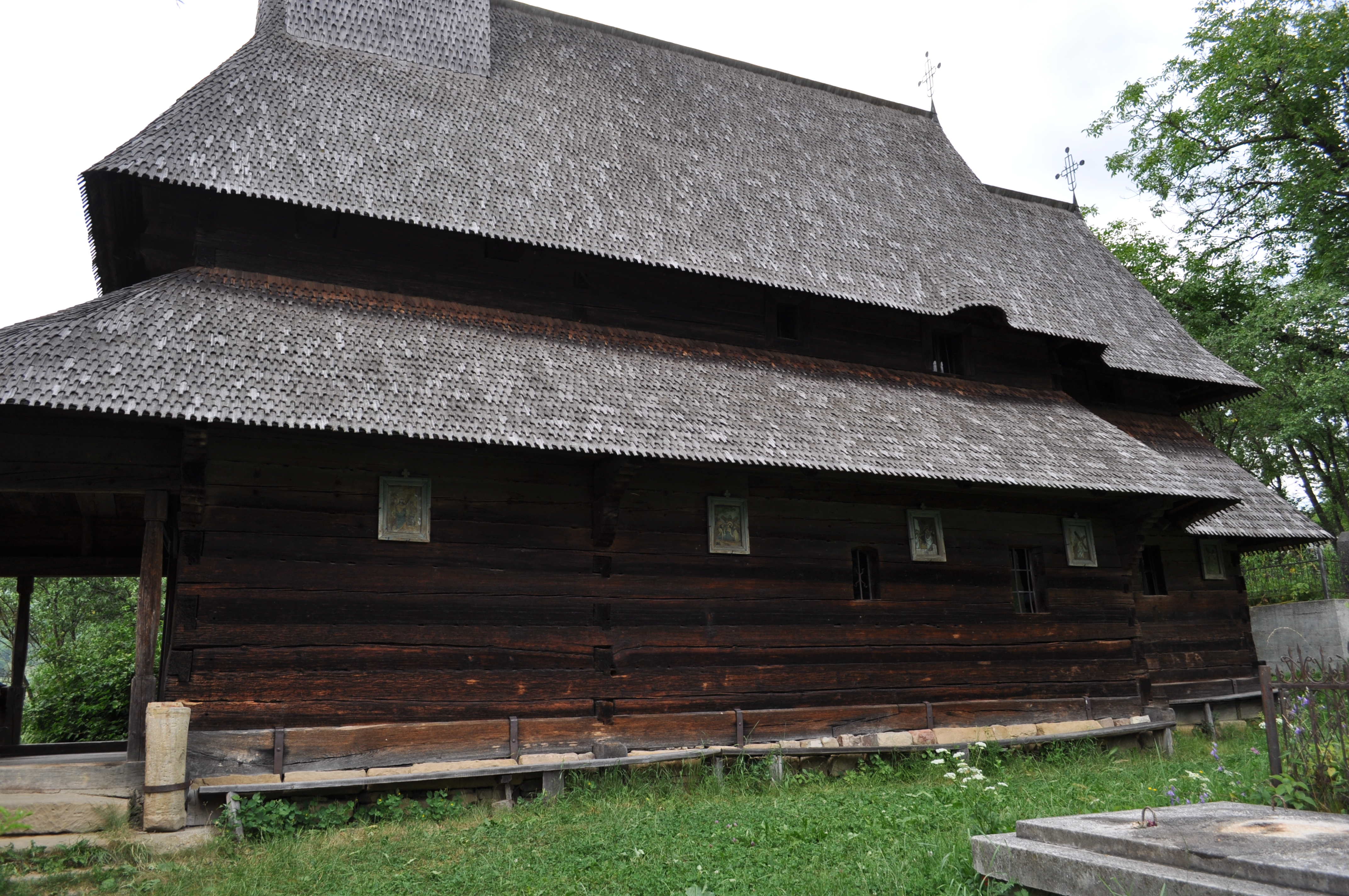
Butea bisericii și acoperișul cu dublă poală

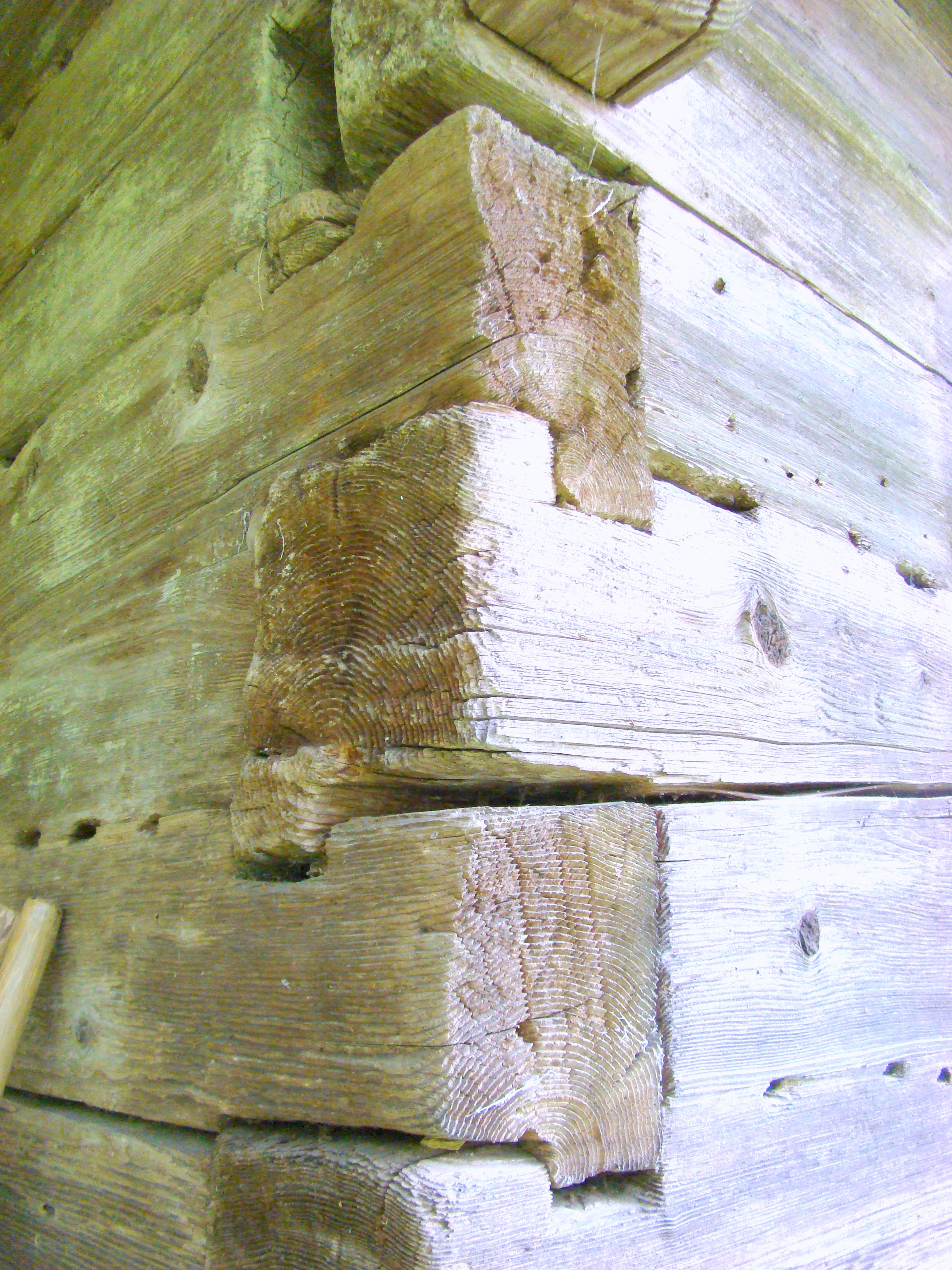
Cheotoare dublă

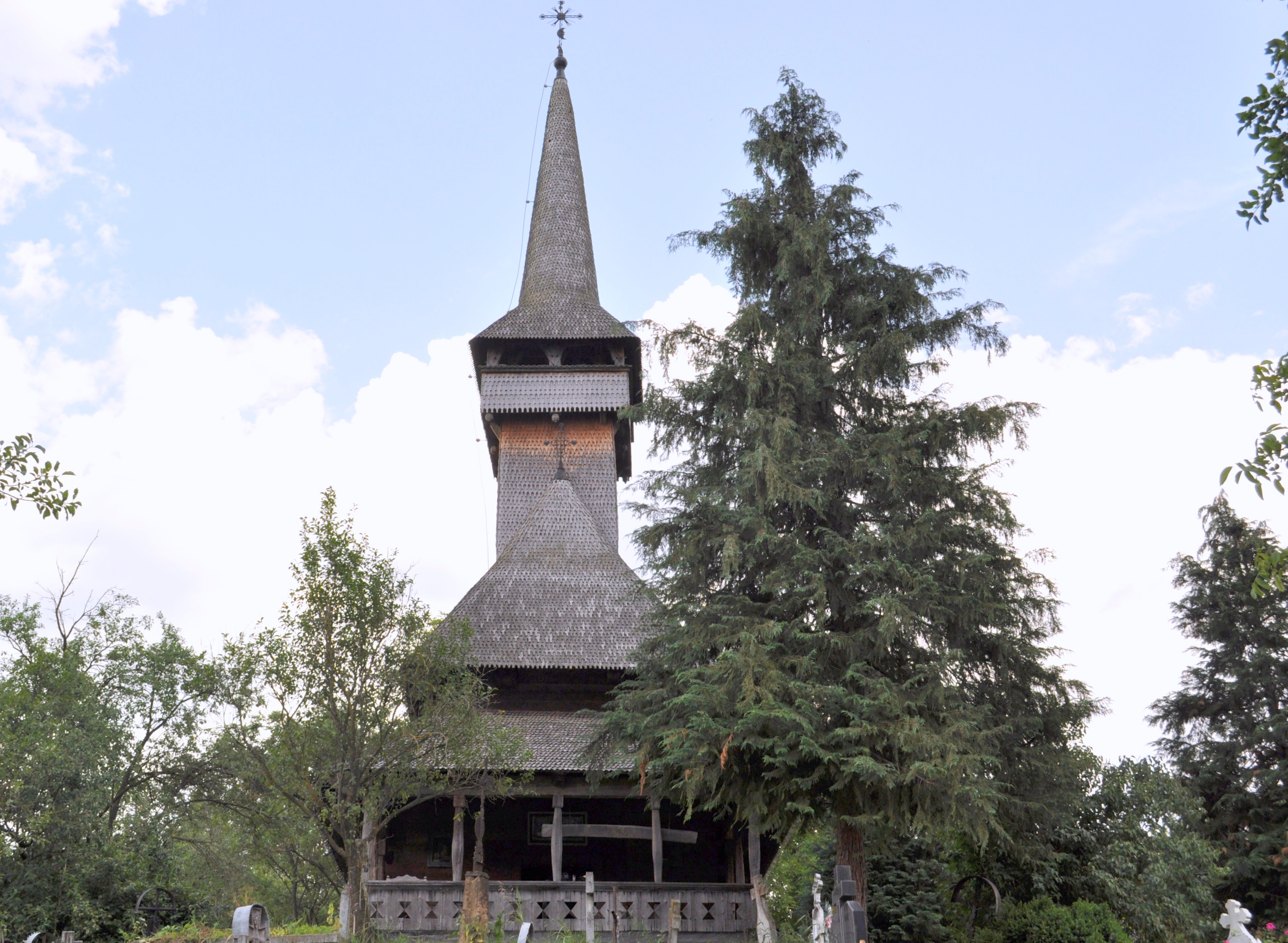
Biserica (vest)

Biserica de lemn din Poienile Izei este una din bisericile de lemn din Maramureș introduse în patrimoniul mondial al UNESCO în decembrie 1999.

## Istoric
Cunoscută și ca biserica de lemn din Poienile Glodului, biserica se află în Maramureșul istoric și a fost construită în 1632 de obștea satului. Localitatea Poienile Izei este atestată documentar prima dată în anul 1430. În Diplomele maramureșene din 24 noiembrie 1430, 18 iunie 1450 si 22 iunie 1458 această localitate este menționată datorită stabilirii de proprietăți, fiind atribuită ca donație unui descendent nobiliar. În decursul timpului s-a numit Poienile lui Ilieș, apoi Poienile Șieului, a Glodului, până la inspirata denumire de acum. Este lesne de înțeles că, existând aici o comunitate, aceasta a fost preocupată să-și construiască o biserică, fapt atestat documentar abia in anul 1604. Preotul susține că biserica ar fi mai veche:
„Tradiția populară locală prezintă însă această inițiativă ca fiind mai veche, adevăr argumentat de arhitectura bisericii. Absida altarului fiind decroșată, de formă pătrată, denotă faptul că biserica este ridicată înainte de secolul al XV-lea, deoarece bisericile maramureșene din lemn construite după secolul al XV-lea au, în general, altarul poligonal (în cinci laturi) și o formă arhitecturală mai avansată. Un alt element important de menționat este forma de îmbinare a bârnelor, așa numita cheotoare dreaptă-dublă, utilizată în vremuri străvechi și înlocuită, datorită evoluției tehnicii de construcție, cu cheotoarea numită „coadă de rândunică” (blockbau).”—Preot Ioan Pop , Biserica „Sf.Cuvioasă Paraschiva” din Poienile Izei
A fost supraînălțată în prima jumătate a secolului al XVIII-lea, în 1785 a fost pictată proscomidia de Radu Munteanu, iar în 1794 a fost pictat restul bisericii de către un zugrav localnic. În prima jumătate a secolului al XIX-lea a fost adăugat pridvorul, iar la sfârșitul aceluiași secol au fost realizate ferestrele dreptunghiulare dintre naos și pronaos. 
Biserica are plan dreptunghiular cu pridvor pe vest și absida altarului rectangulară, în retragere. Este luminată de ferestre pe două niveluri și are acoperiș cu dublă poală și turn-clopotniță pe pronaos, cu camera clopotelor în consolă, deschisă, cu arcade pe stâlpi și acoperiș înalt, piramidal. De remarcat că în vârf, imediat sub cruce, se află o semilună din metal, despre care se spune că a fost amplasată pentru ca biserica să nu fie distrusă de năvălitorii tătari și turci. Este cunoscut faptul că în incursiunea lor în Maramureș, din anul 1717, tătarii au incendiat toate comunitățile de pe Valea Izei cu bisericile și casele lor și au luat mulți robi, scăpând doar biserica din Ieud, datată în 1364, și cea din Poienile Izei, protejată de semiluna islamică. 
„Aceasta este doar o ipoteză gratuită, deoarece se știe că românii nu făceau compromisuri cu religia lor, preferând mai degrabă martiriul decât să se lepede în vreun fel de credință. Explicația prezenței semilunii sub cruce este cu totul alta și anume că, în realitate, aceasta nu este o semilună, ci o lună personificată (cu ochi, nas și gură). La baza crucii se află reprezentat globul pământesc, iar la intersectarea brațelor crucii este soarele, dispunere ce reprezintă liturghia cosmică, semn că prin Jertfa lui Iisus Hristos - Fiul lui Dumnezeu - se restaurează starea primordială a creației și se binecuvântează întregul univers, soarele, luna și pământul.   ”—Preot Ioan Pop,  Biserica „Sf.Cuvioasă Paraschiva” din Poienile Izei
Este una din cele mai frumoase și bine conservate biserici de lemn din Maramureș, ce ilustrează evoluția în timp a tipului de biserică de lemn maramureșeană. Planul cu absida altarului rectangulară aparține secolului al XVII-lea, fiind una din puținele biserici de lemn care mai păstrează acest tip de absidă, iar pereții supraînălțați ca și acoperișul cu dublă poală, sunt frecvente în secolul al XVIII-lea. 

## Hramul
Prezența hramului „Sf. Cuvioasă Paraschiva” la biserica din Poienile Izei se explică prin aceea că între Maramureș și Moldova a existat o strânsă legătură istorică, națională, culturală și spirituală, iar în urma aducerii moaștelor Cuvioasei Paraschiva la Iași, au dorit să se pună sub ocrotirea ei și creștinii acestor meleaguri.
„Este deosebit de interesant faptul că, deși biserica - monument are hramul „Sf. Cuvioasă Paraschiva”, în locul stabilit canonic pentru icoana hramului, în partea de miazăzi, nu se află icoana Cuvioasei Paraschiva, ci o icoană reprezentând Adormirea Maicii Domnului, iar cea a Cuvioasei Paraschiva este dispusă in partea de miazănoapte, în locul icoanei Sfântului Nicolae, aceasta din urmă fiind amplasată imediat lângă ea. Pe peretele de miazăzi, lângă icoana Adormirii Maicii Domnului este expusă o altă icoană a Cuvioasei Paraschiva, spre a crea un echilibru estetic, icoanele fiind realizate de autori diferiți.
           
Această excepție de la norma canonică se explică prin faptul că biserica a avut inițial hramul „Adormirea Maicii Domnului”, iar cel al „Sf. Cuvioase Paraschiva” a fost adăugat ca un al doilea hram. Hramul „Adormirea Maicii Domnului” nu este unul strămutat de la o altă biserică mai veche, întrucât ar trebui ca aceste icoane să fie situate tocmai invers.”—Preot Ioan Pop, Biserica „Sf.Cuvioasă Paraschiva” din Poienile Izei

## Pictura
Pictura bisericii din Poienile Izei, executatǎ în 1794 de cǎtre un zugrav localnic, este realizatǎ într-un stil eclectic, în care se combinǎ reminiscențe tradiționale cu elemente inovatoare ce aparțin limbajului epocii. Programul iconografic este, în linii generale, cel caracteristic  bisericilor maramureșene. Pictura a fost realizată între anii 1793-1794, după cum rezultă din pisanie (pe poalele bolții în naos, de la sud, pe vest și apoi la nord): „Această sfântă besărică s-au început a să zugrăvi în anul 1794 în zilele pre înălțatului împărat Franțiscu și a escelenție sa episcop Boceski și vicăraș Alexander Șagari, viți-arhidiacon popa Vasîlie din Rozavle și s-au zugrăvit din îndemnul...lui popa Teodor și din ...a satului...și cîrsznic Ilieș Ursu,  nevoitori 5 besărici(i) și au dat într-acest lucru Tomșe Grigore și cu al său frate Tomșe Ilie 20 de florinți să le fie pomană în veci la tot neamul lor și părinții Ștefan...Nechita, muerei sale Cârstina Marie...” . Deși pictorul nu și-a consemnat numele, cercetătorii cred că ar putea fi un zugrav maramureșean anonim, iar tradiția locală îl numește a fi zugravul Gheorghe din Dragomirești.

## Altarul
Este cel mai înalt loc în biserică (altum, în limba latină) și adună  în sine simbolistica centrului lumii. Pe sfânta masă se găsește chivotul, pe care, din construcțtie, se află o icoană a Maicii Domnului cu Pruncul. Pe boltă este reprezentat Duhul Sfânt în chip de porumbel. În partea stângă, în colț, se află procomodiarul. În primul registru de sus sunt reprezentați sfinți cuvioși. Registrul de jos, în partea de miazăzi, prezintă viziunea sfântului Petru I al Alexandriei căruia, în timpul Sfintei Liturghii, pe Sfânta Masă, i s-a arătat Iisus cu haina sfâșiată, pe care sfântul l-a întrebat: „Cine ți-a sfâșiat haina, Doamne?” Isus  i-a răspuns: „Arie nebunul, o, Petre!” Urmează Sfinții Ierarhi, pictați în picioare.
În partea de răsărit este reprezentată Sfânta Treime, iar sub ea, în registru de jos, Buna Vestire. În stânga Proscomidiarului este reprezentat „Iisus - Vița de Vie”, iar un text de pe tăblia Proscomodiarului îndeamnă la smerenie și cugetare: „pentru păcatele voastre mi-am vărsat Sfântulu mieu sânge răsticnindu-mă. Eu sîntu pînea vieței, ușa pocăinței.” Următoarea scenă este aceea a împărtășirii Sfântului Onofrei, care în pocăință, post și rugăciune, viețuind în pustie, a fost cuminecat de îngeri. O scenă deosebită este aceea de pe peretele de răsărit, în interiorul altarului, reprezentând în stil renascentist, occidental, Încoronarea Maicii Domnului, care are în dreptul capului Soarele și stelele, iar la picioare Luna și Pământul înconjurat de șarpe.

## Antimisul
Cu ocazia restaurării făcute de Direcția Monumentelor Istorice între anii 1962-1964 s-au descoperit în piciorul mesei altarului hrisovul bisericii și un antimis. Luate pentru cercetări de către Eparhia Clujului, hrisovul s-a distrus în laborator, prin ardere, în timp ce se încerca citirea lui la o temperatură ridicată, iar antimisul se păstrează în Muzeul Eparhial din Cluj, fiind socotit cel mai vechi exponat de acest fel din Ardeal, existent la acest muzeu.

## Proscomidiarul
Este realizat în anul 1785, din lemn, pictat de cunoscutul zugrav Radu Munteanu. Este semnat și datat. Rețin atenția chipurile heruvimilor, soarele și luna, precum și inscripția.

## Pomelnicul Triptic
Este dăltuit în lemn și conține câteva din numele ctitorilor. Cele două ușițe, cu balamale din piele, reprezintă pe partea exterioară pe Sfinții Apostoli Petru și Pavel, iar pe partea interioară pe Sfinții Arhangheli, unul având balanța, iar altul, ținând în brațe un suflet de ctitor, îi arată aceluia cerul.

## Serafimultroiță
Un obiect de cult deosebit este serafimul troiță pentru lumânări, cu sfeșnice dispuse jos și în părțile laterale, care este coborât cu ajutorul unei frânghii din cupola naosului deasupra ușilor împărătești.

## Iconostasul
Naosul este despărțit de altar prin catapeteasmă sau iconostas. La biserica Sf. Cuvioasă Paraschiva este prevăzut din construcție un perete despărțitor, pe care sunt pictate toate scenele canonice. În partea de sus Răstignirea este încadarată de icoanele Maicii Domnului și Sfântului Ioan Botezătorul. În primul registru de sus sunt pictați prorocii, având în centru pe Maica Domnului, apoi registrul Apostolilor, având în mijloc icoana Deisis.

## Ușile împărătești
Sunt executate din lemn de tei în „sculptură de traforaj”, reprezentând vița de vie cu struguri și frunze,  având medalioane cu cei patru evangheliști, apostoli și prooroci.
„În partea de jos, prin îmbinarea ingenioasă a sculpturii cu pictura, este reprezentat arborele lui Iesei. După unii cercetători, aici ar fi reprezentat somnul lui Iacob care, călătorind spre Mesopotamia, a înnoptat sub cerul liber la Betel, a visat o scară între pământ și cer și, trezindu-se din somn, exclamă: „Cu adevărat aici este poarta cerului.” Pentru creștinii de rit răsăritean ușile împărătești simbolizează poarta cerului, prin care primesc Sfânta Împărtășanie spre a avea viață veșnică și părtășie cu Dumnezeu în veșnicie.”—Preot Ioan Pop, Biserica „Sf. Cuvioasă Paraschiva” din Poienile Izei

## Naosul
Pe bolta naosului este reprezentatǎ Sfânta Treime în redactare occidentalǎ, între capete de îngeri, stele și flori. Pe poalele bolții, în extreme, sunt pictați evangheliștii, iar între ei, primele capitole din cartea Genezei, cu punctarea celor dintâi pǎcate umane: Ispita șarpelui, Cain îl ucide pe Abel, Adam și Eva lucrând pe pǎmânt și Lameh îl ucide pe Cain. Registrele superioare ale pereților naosului, consacrate Patimilor (18 episoade), consemnează deosebit de detaliat îndeosebi peregrinările lui Iisus la judecători. În ciuda conservării unor caracteristici ale iconografiei tradiționale, redactările sunt, în majoritatea cazurilor, influențate de realismul reprezentărilor occidentale, cu accentul pus pe veridicitatea și cruzimea gesturilor. Astfel, în Încununarea cu spini Iisus plin de răni sângerânde este scuipat și pălmuit, iar în Drumul Crucii, Iisus e încovoiat sub greutatea crucii, și împins de un soldat cu o ghioagă. 
„Deosebit de interesantă ni se pare intercalarea unui element cu rădăcini folclorice în Crucificare: pelicanul care își sfâșie pieptul pentru a-și învia puii din sângele său, imagine metaforică, inspirată din "Fiziolog", în care această pasăre este considerată un simbol al lui Iisus răstignit, străpuns de suliță, "pentru învierea a toată lumea".”—Anca Pop-Bratu,  Pictura murală maramureșeană
Registrul al treilea al pereților naosului este dedicat unor scene de vindecare (a slăbănogului, a orbului), unor pilde (a bogatului nemilostiv) și unei teme din ciclul de după înviere (Necredința lui Toma) ilustrând duminicile dintre Paște și Rusalii. Tot în registrul inferior sunt ilustrate câteva episoade din viețile unor sfinți: lupta lui Nestor cu Lie, înălțarea sfântului Ilie și Sfântul Anton ispitit de diavoli.

## Imagini din exterior

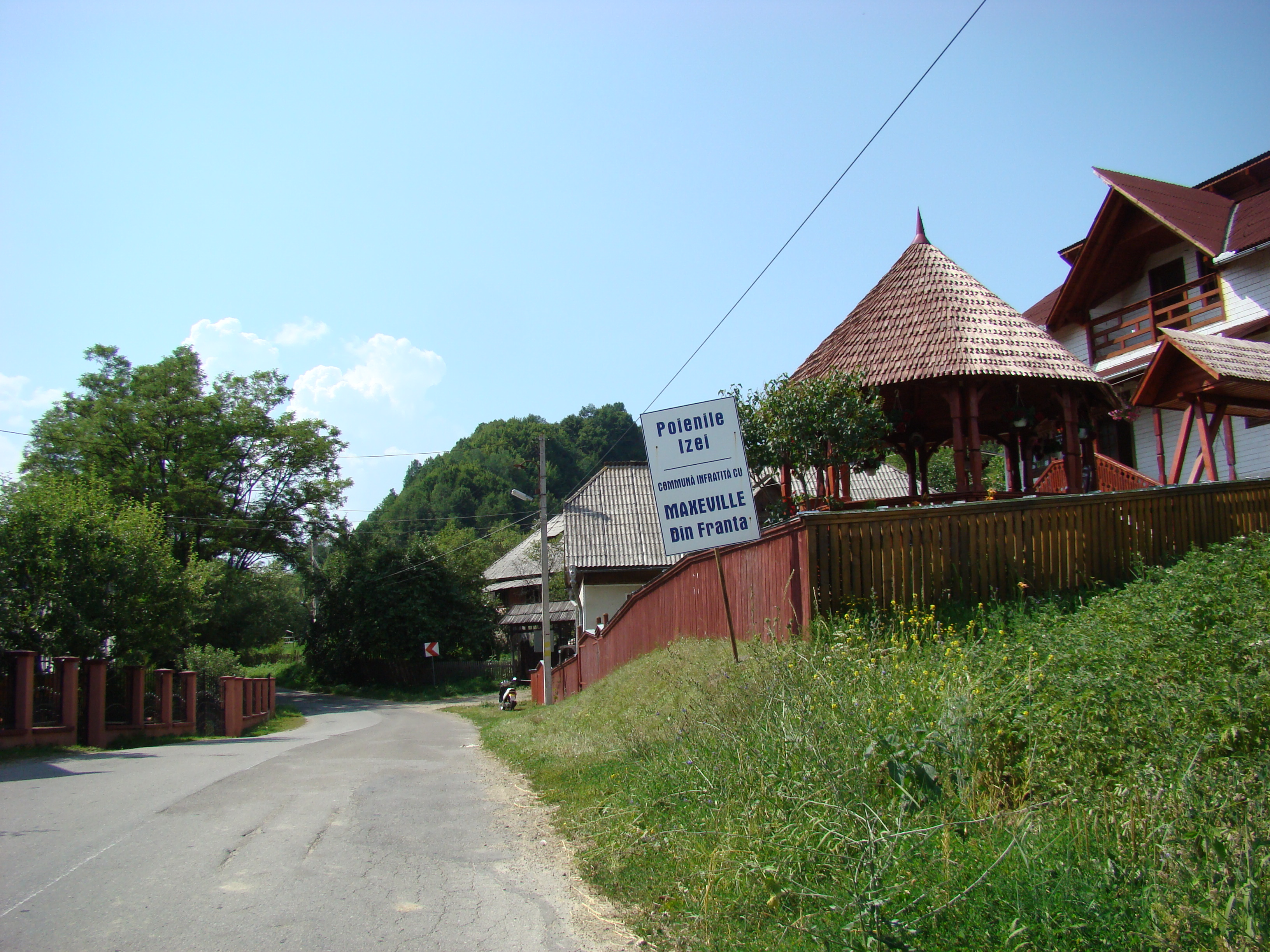
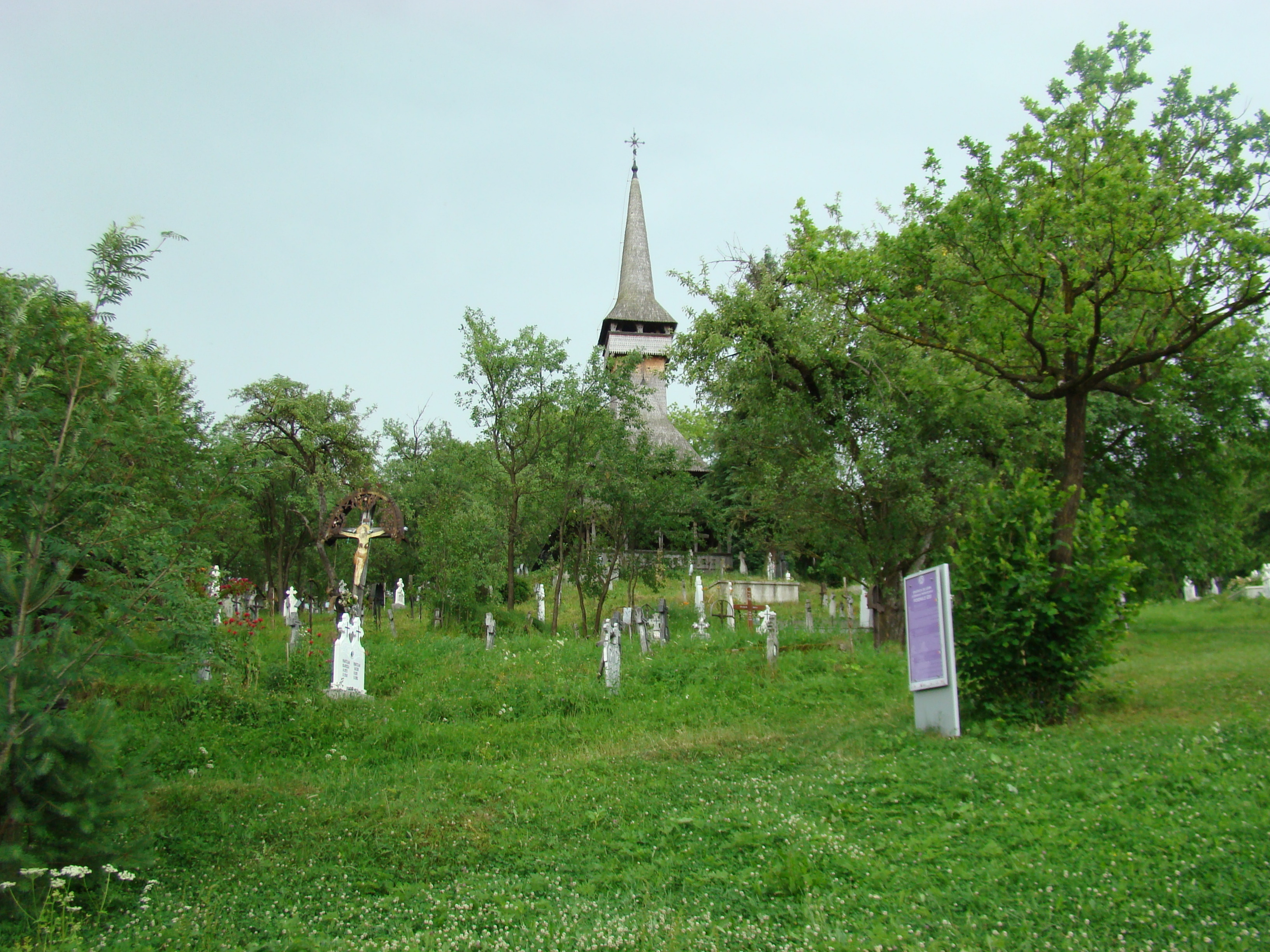
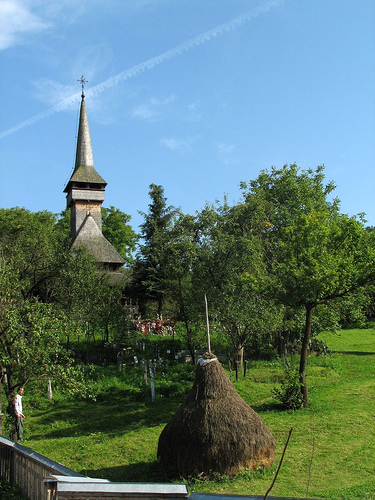
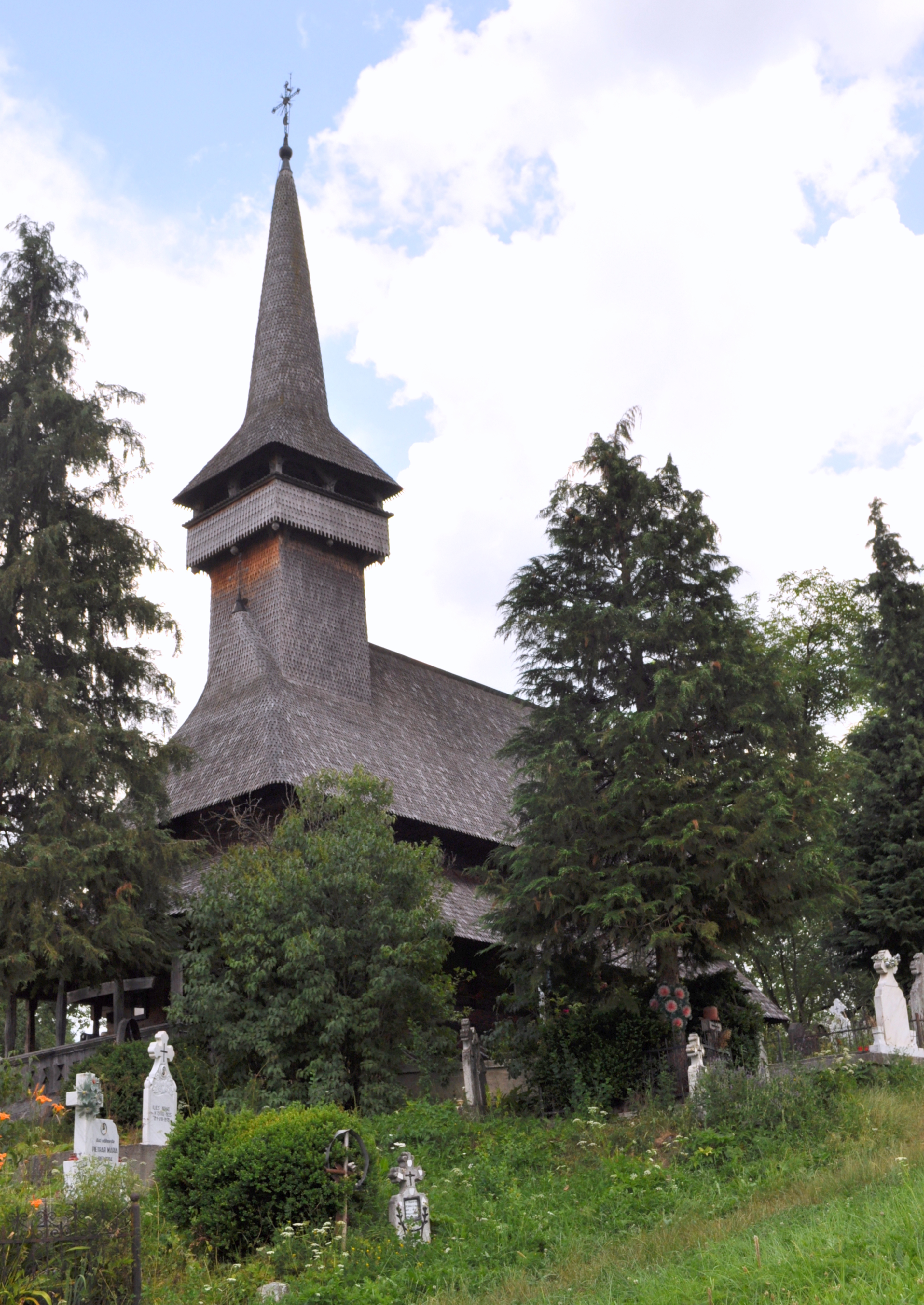
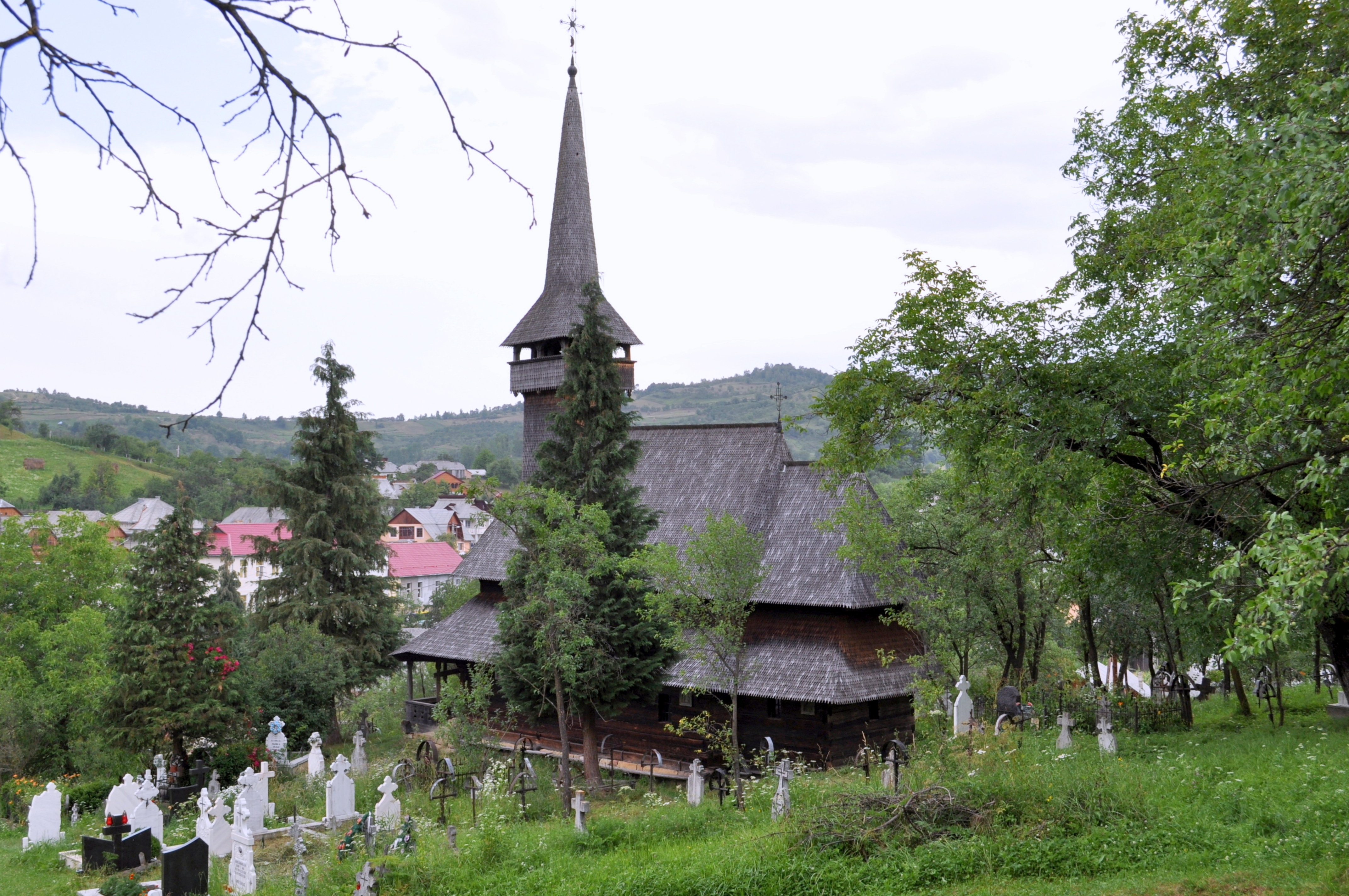
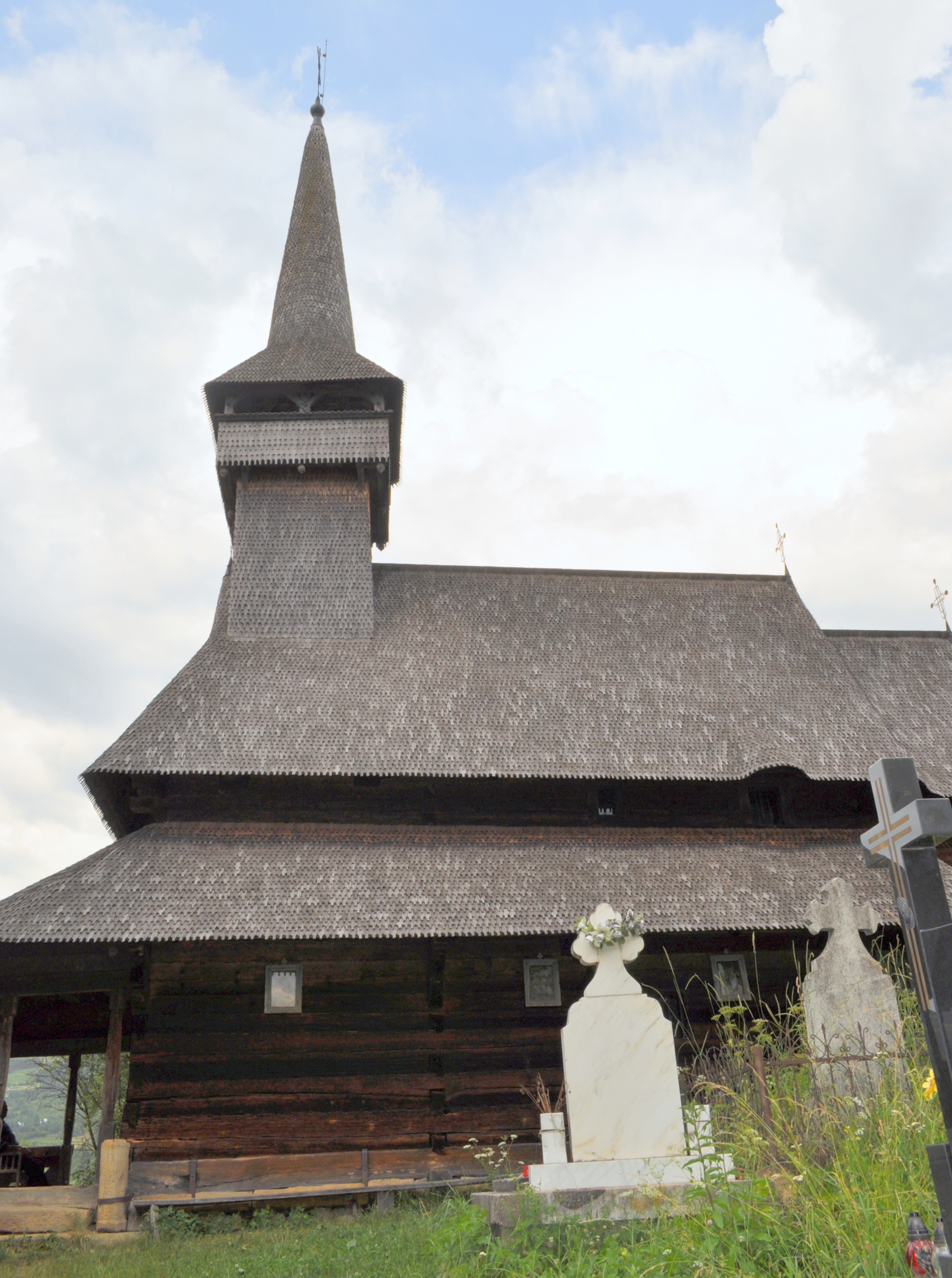
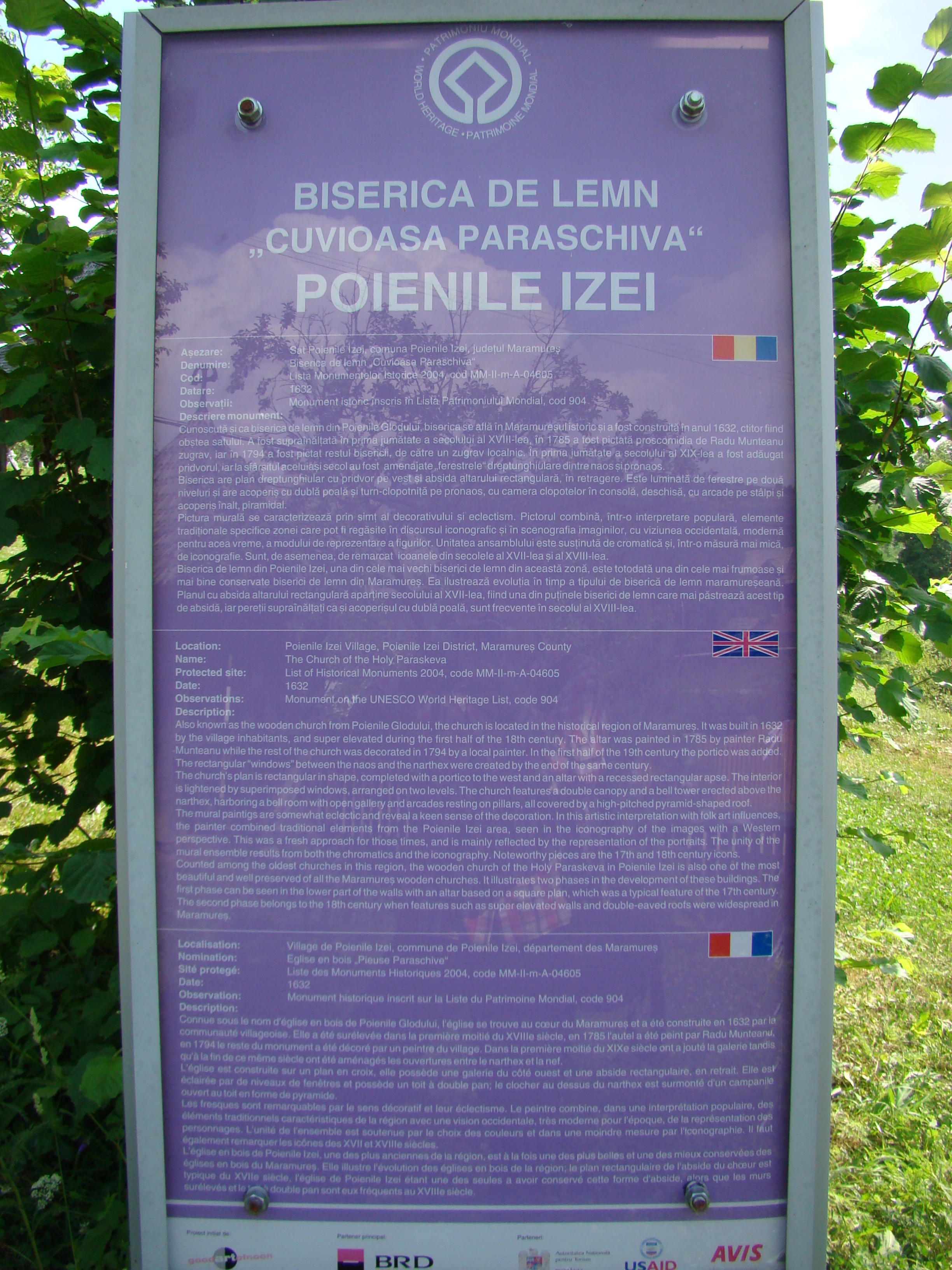
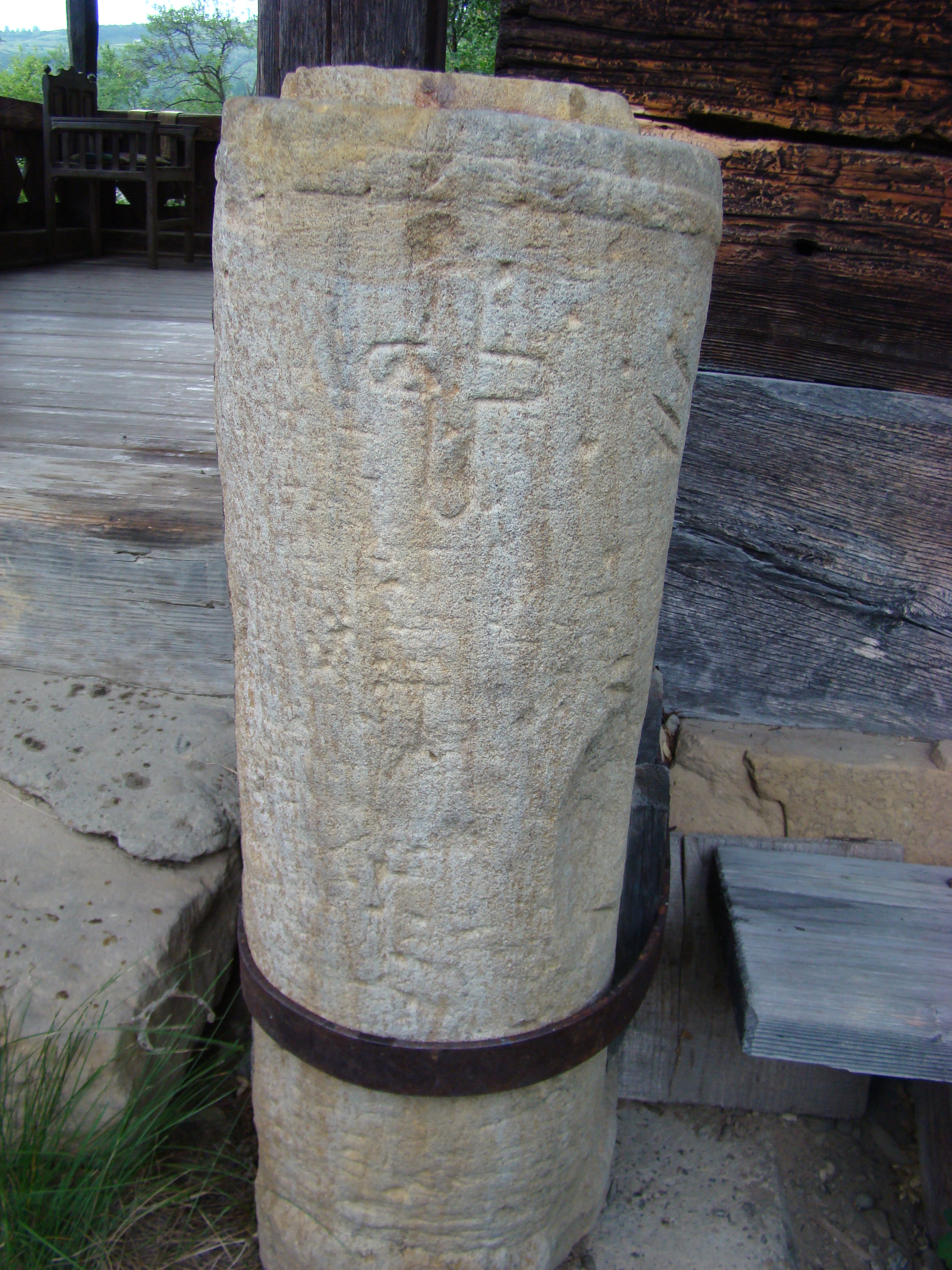
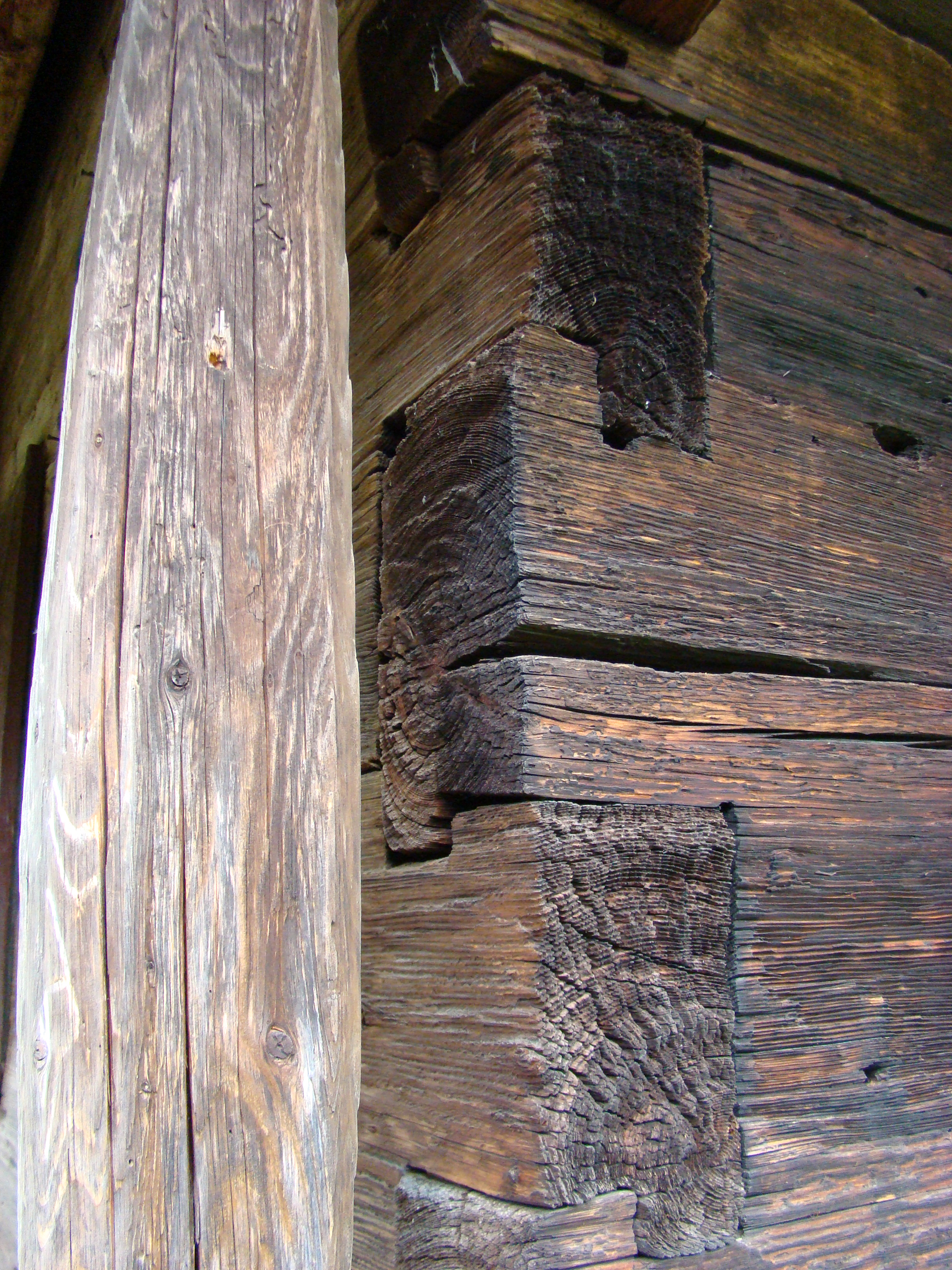
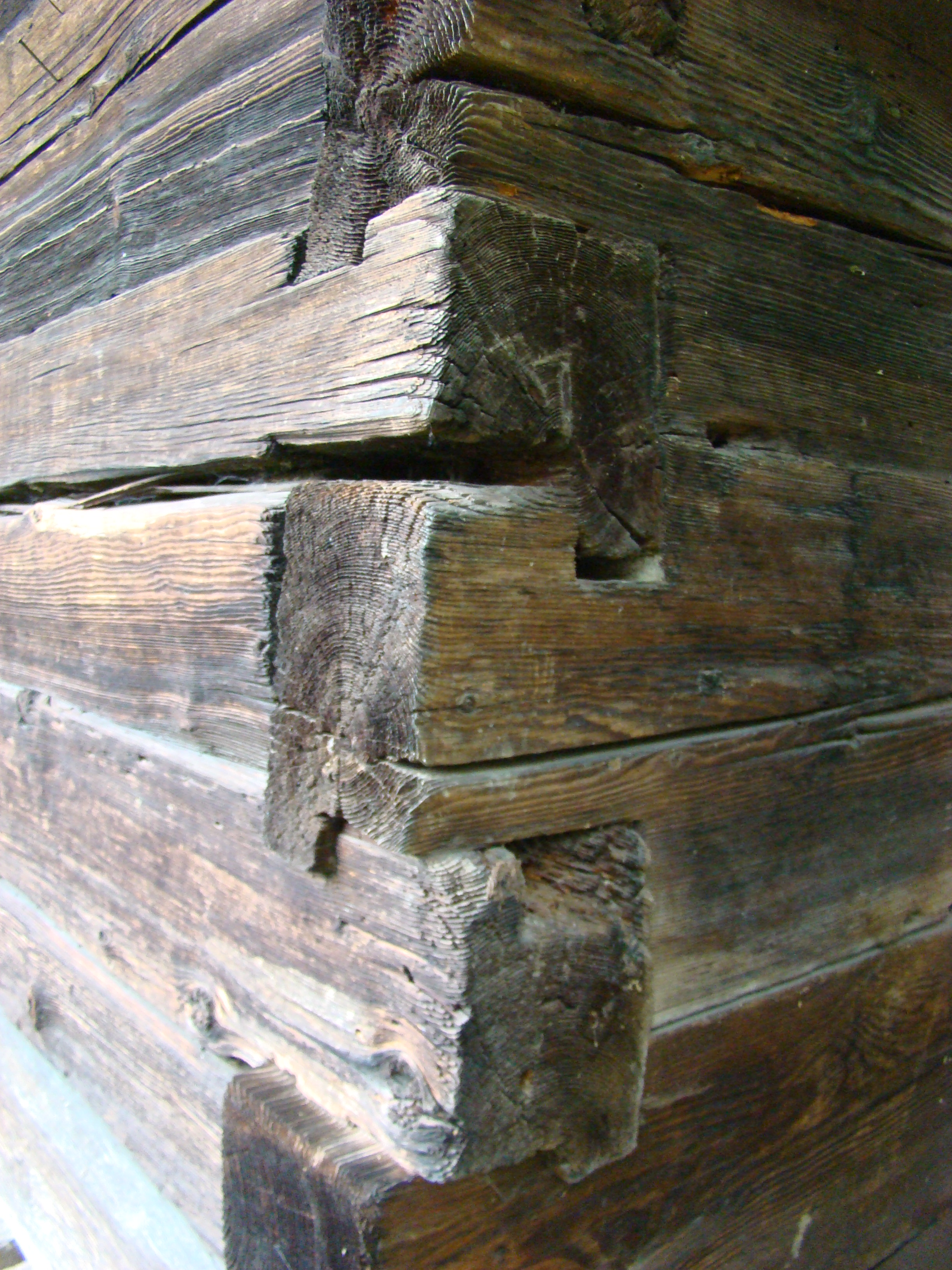
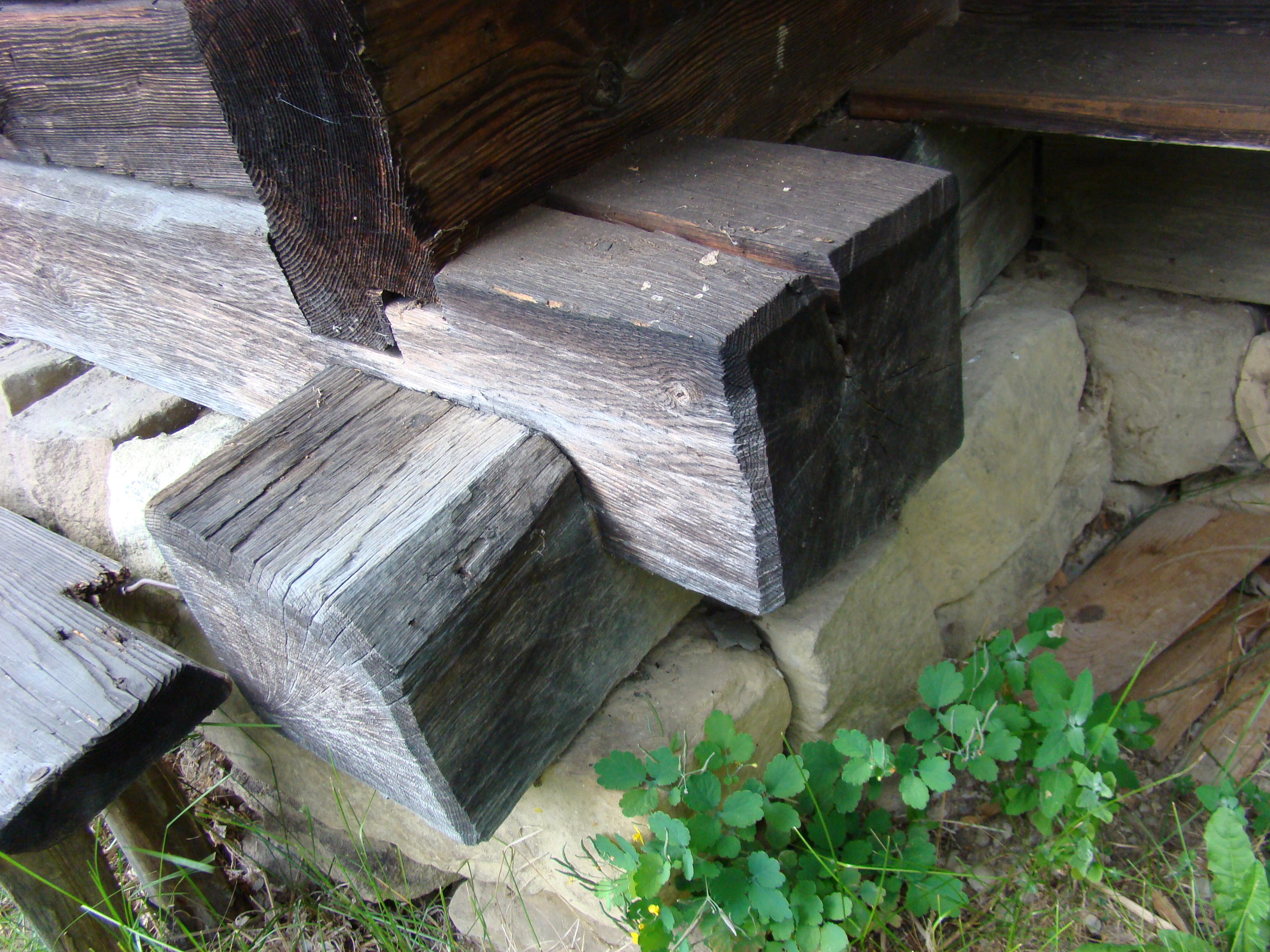
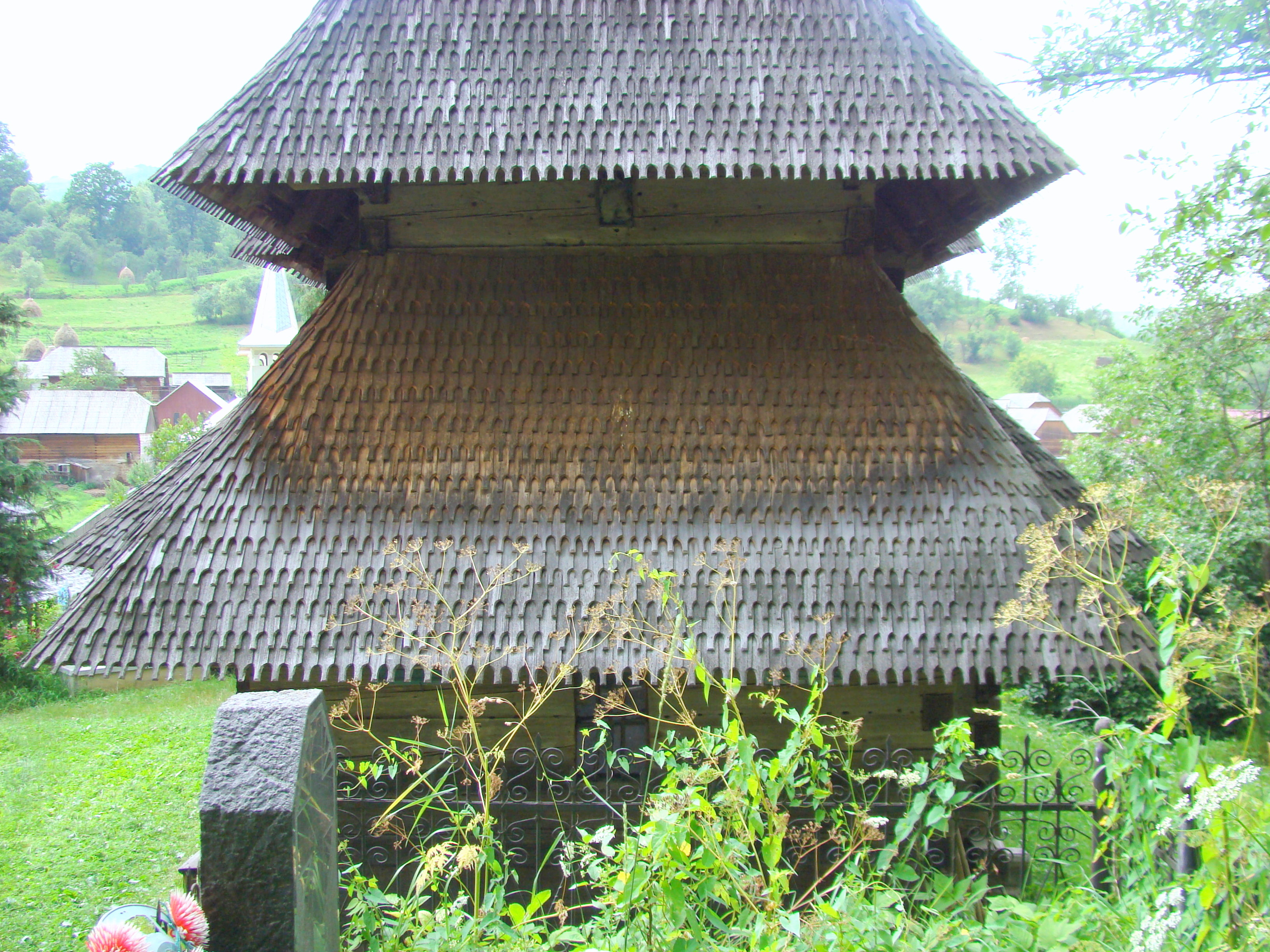
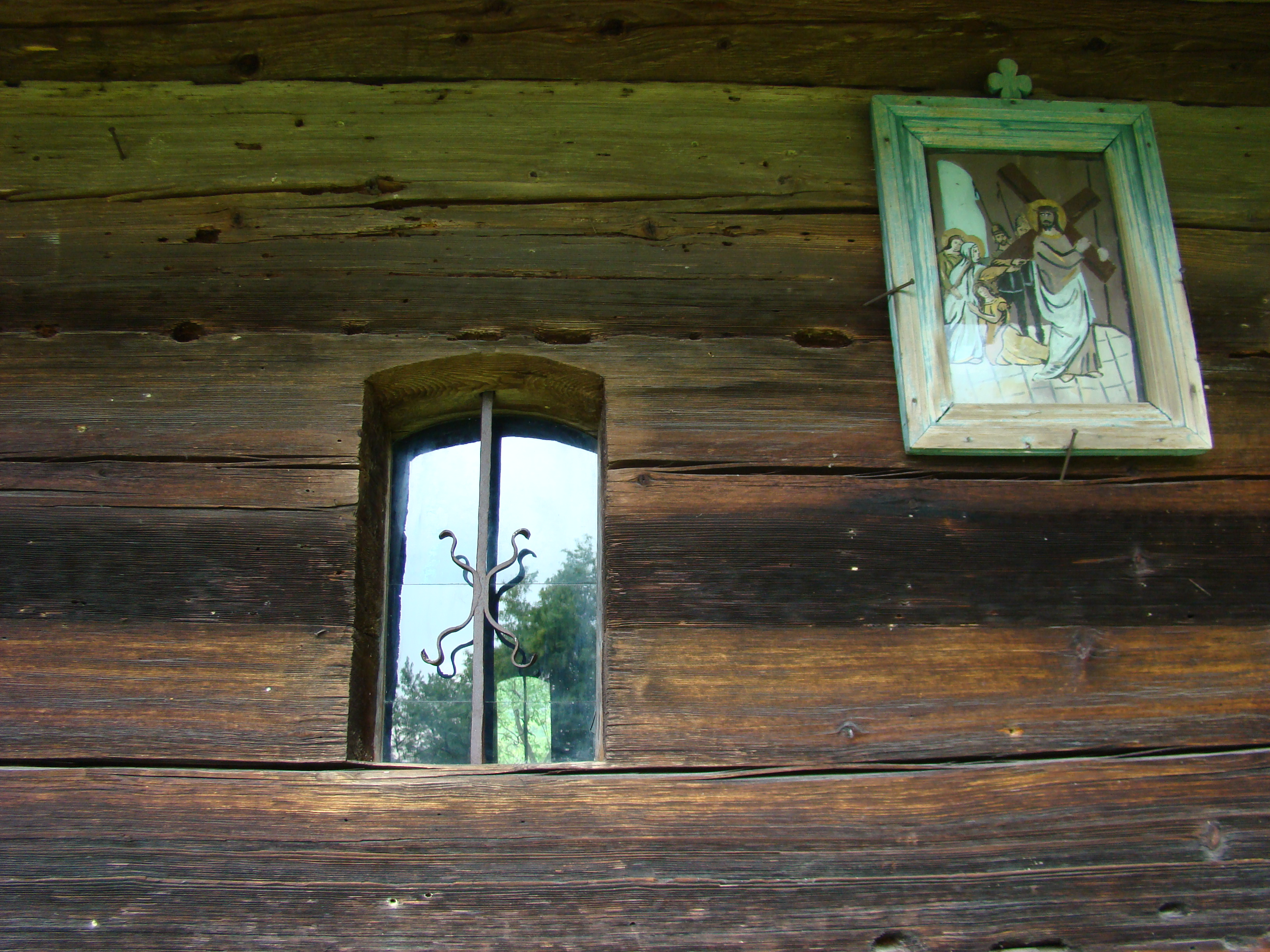
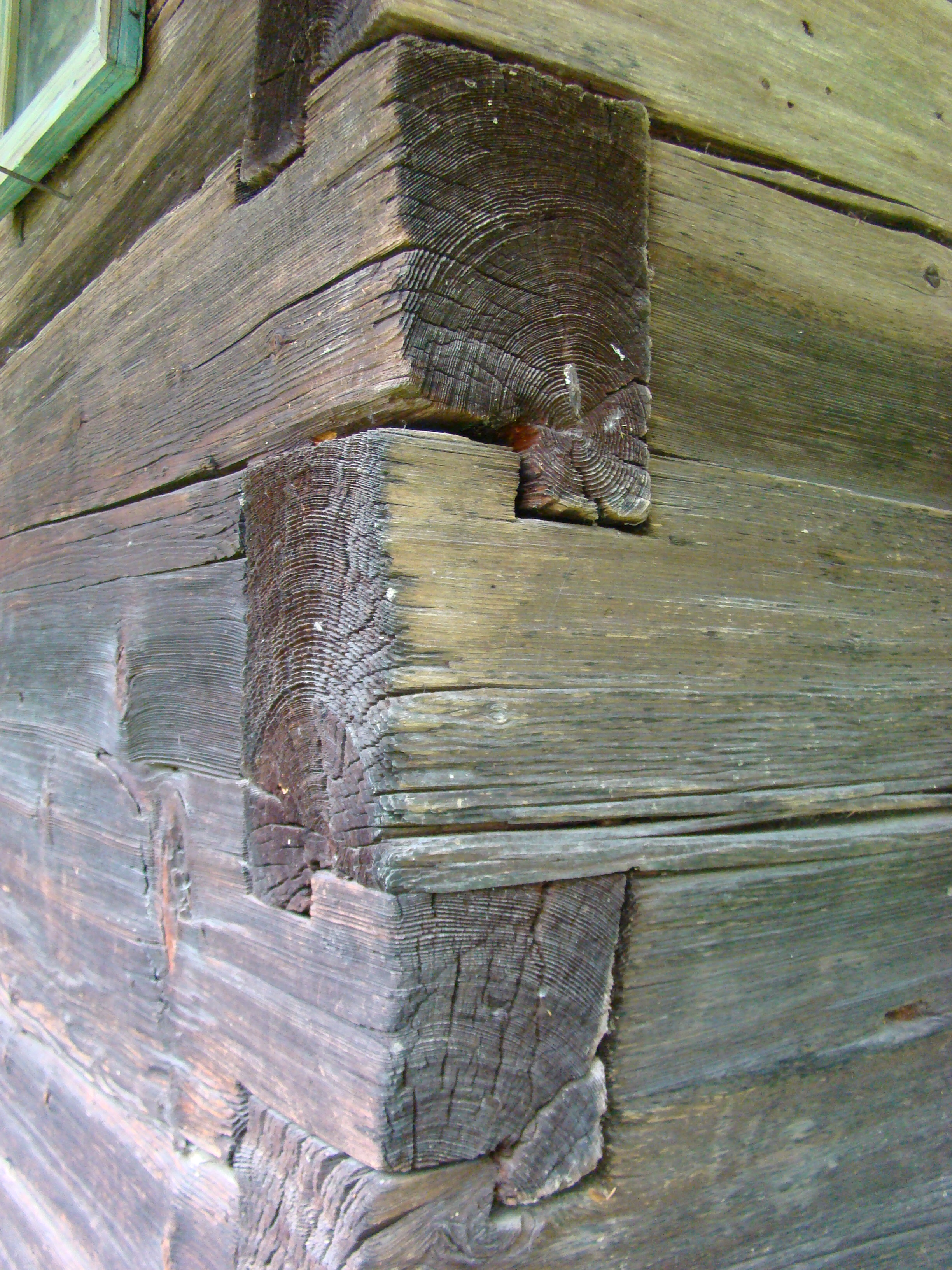
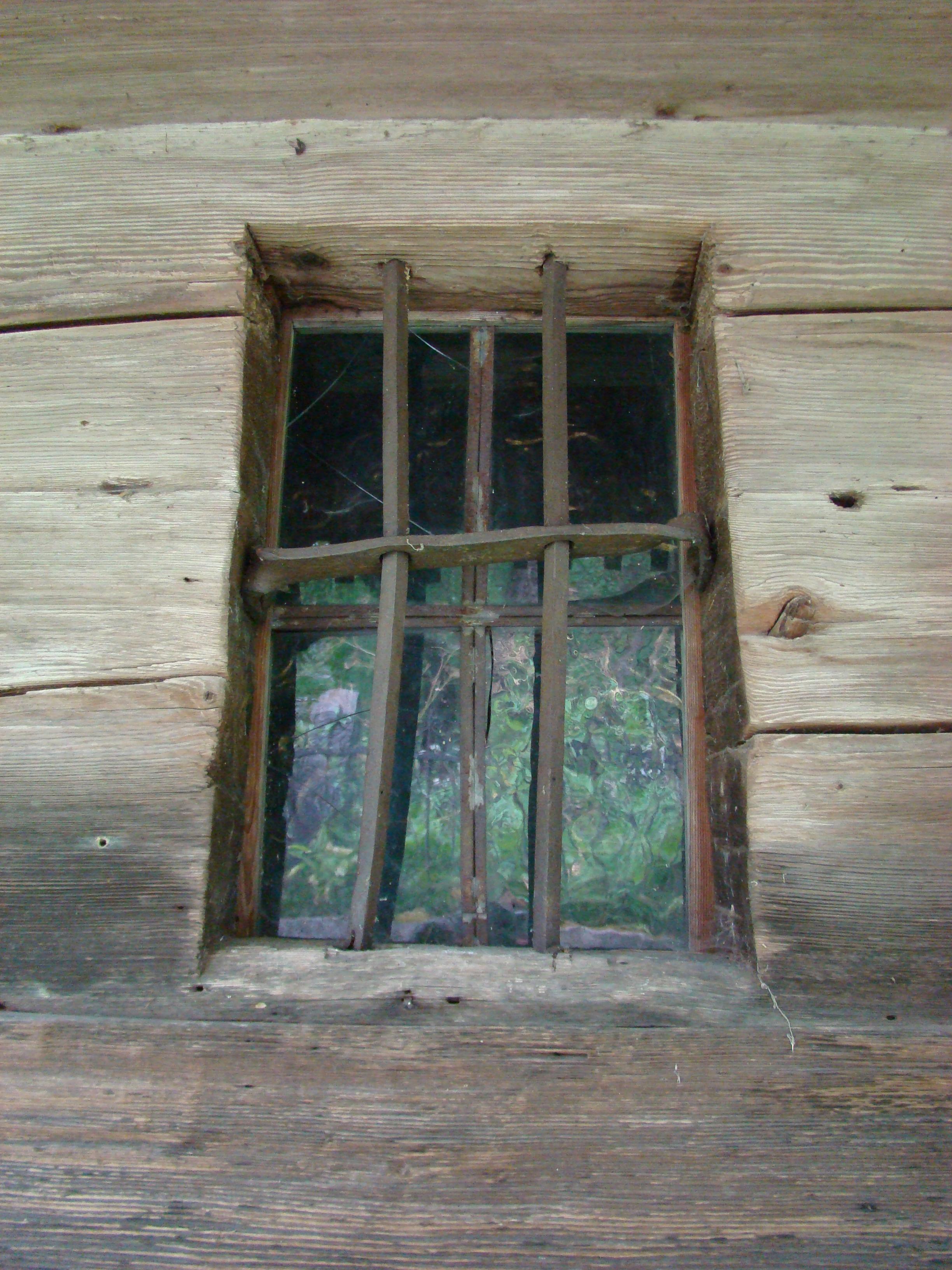
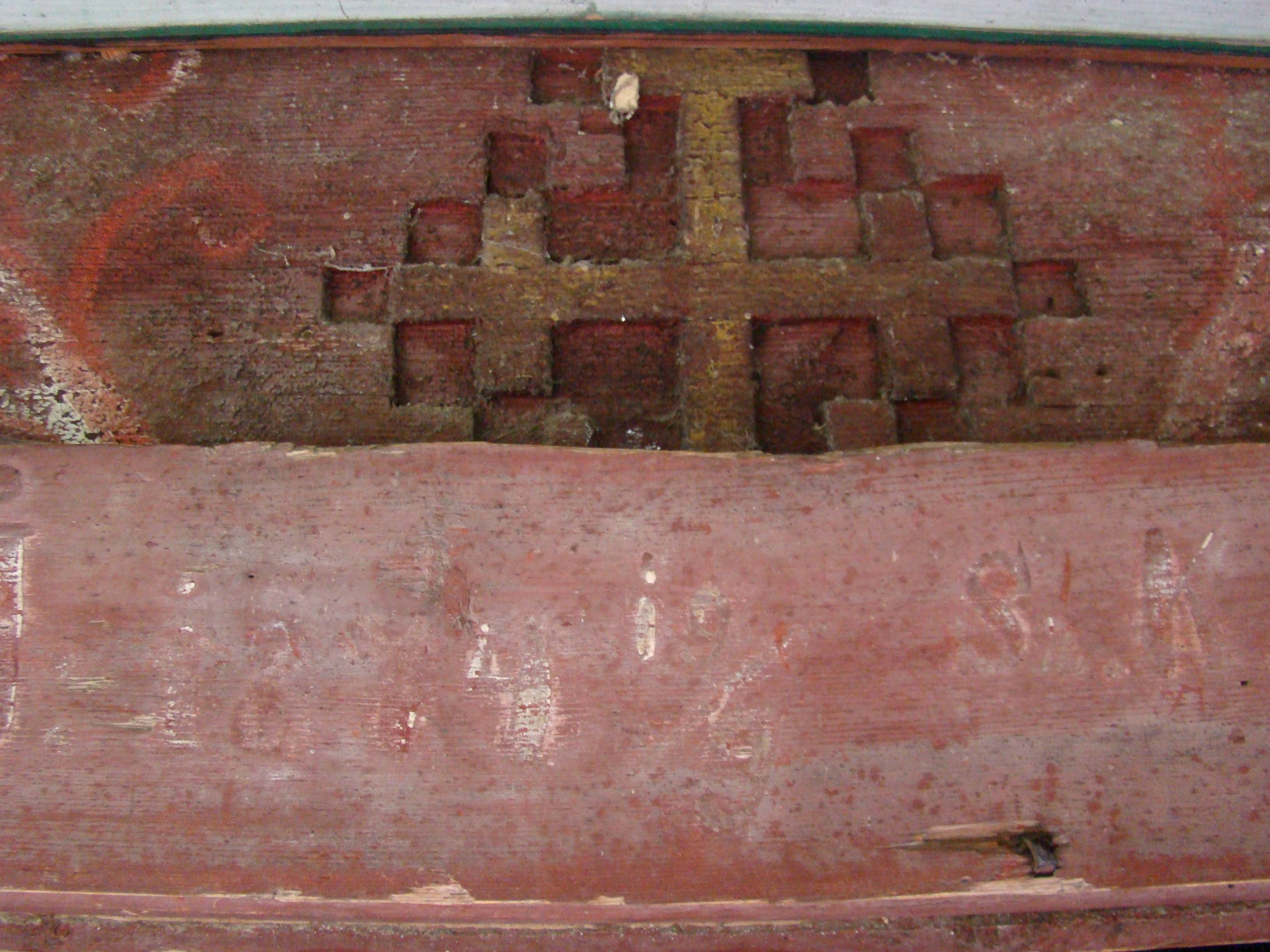
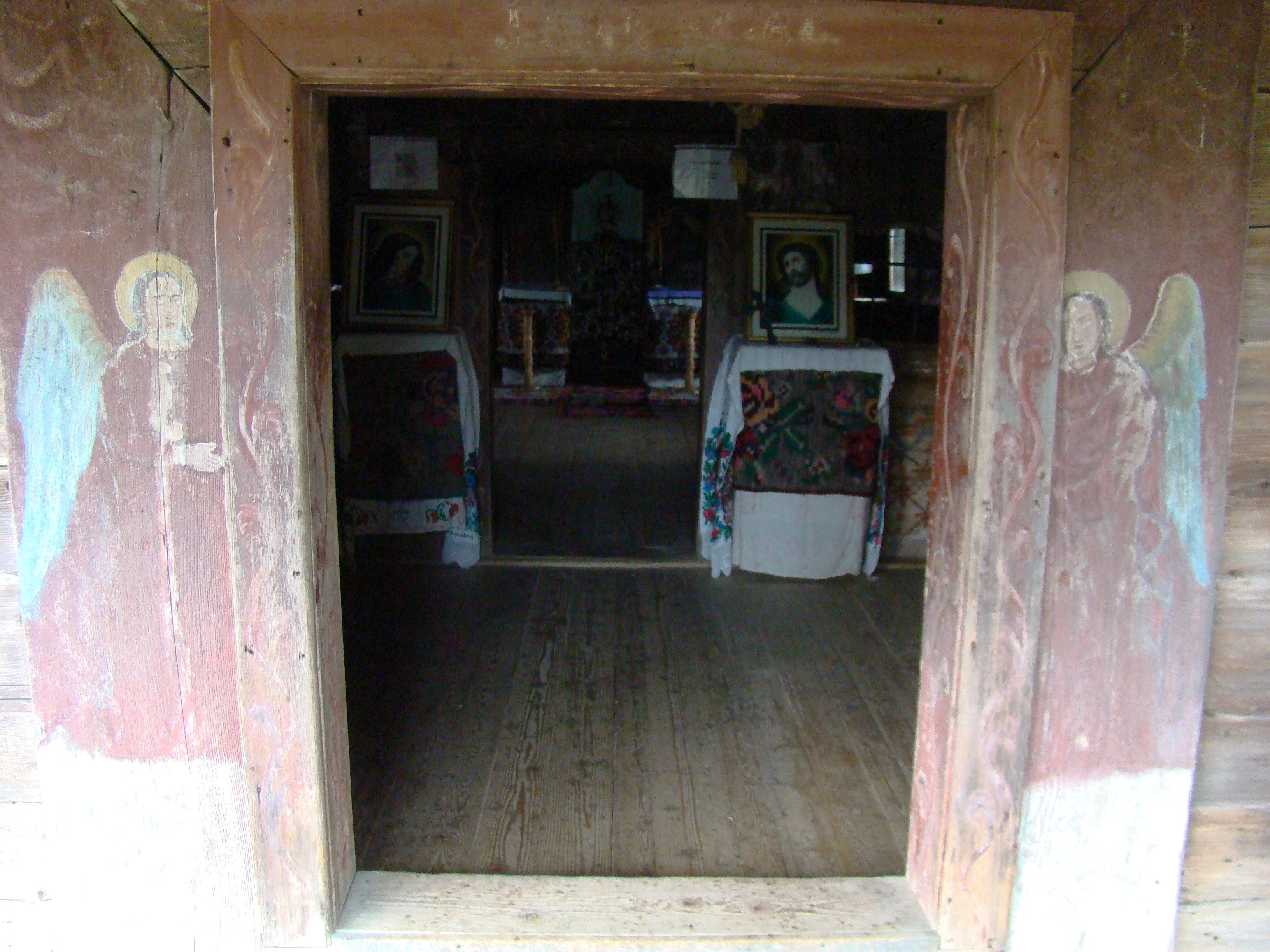
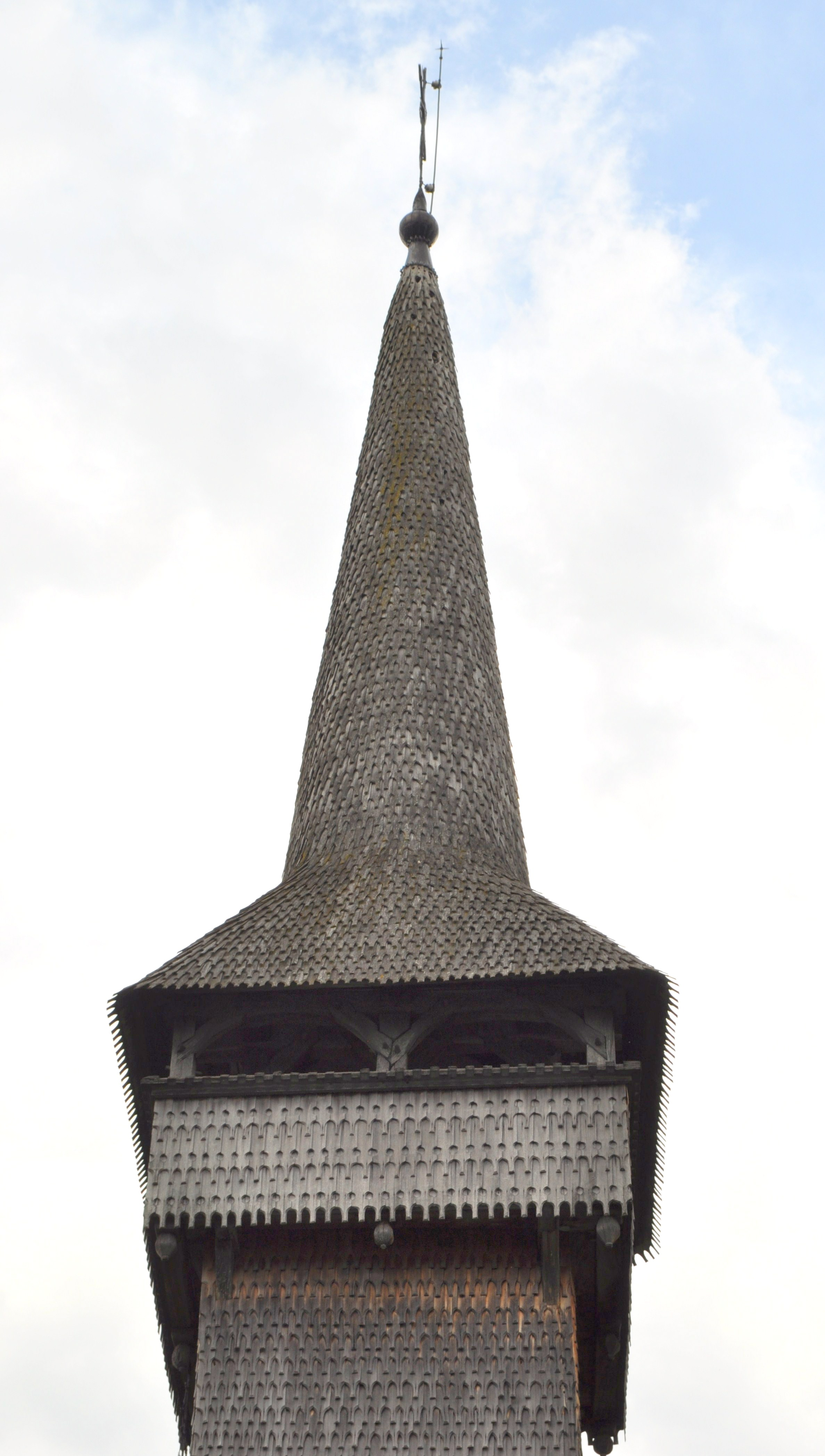
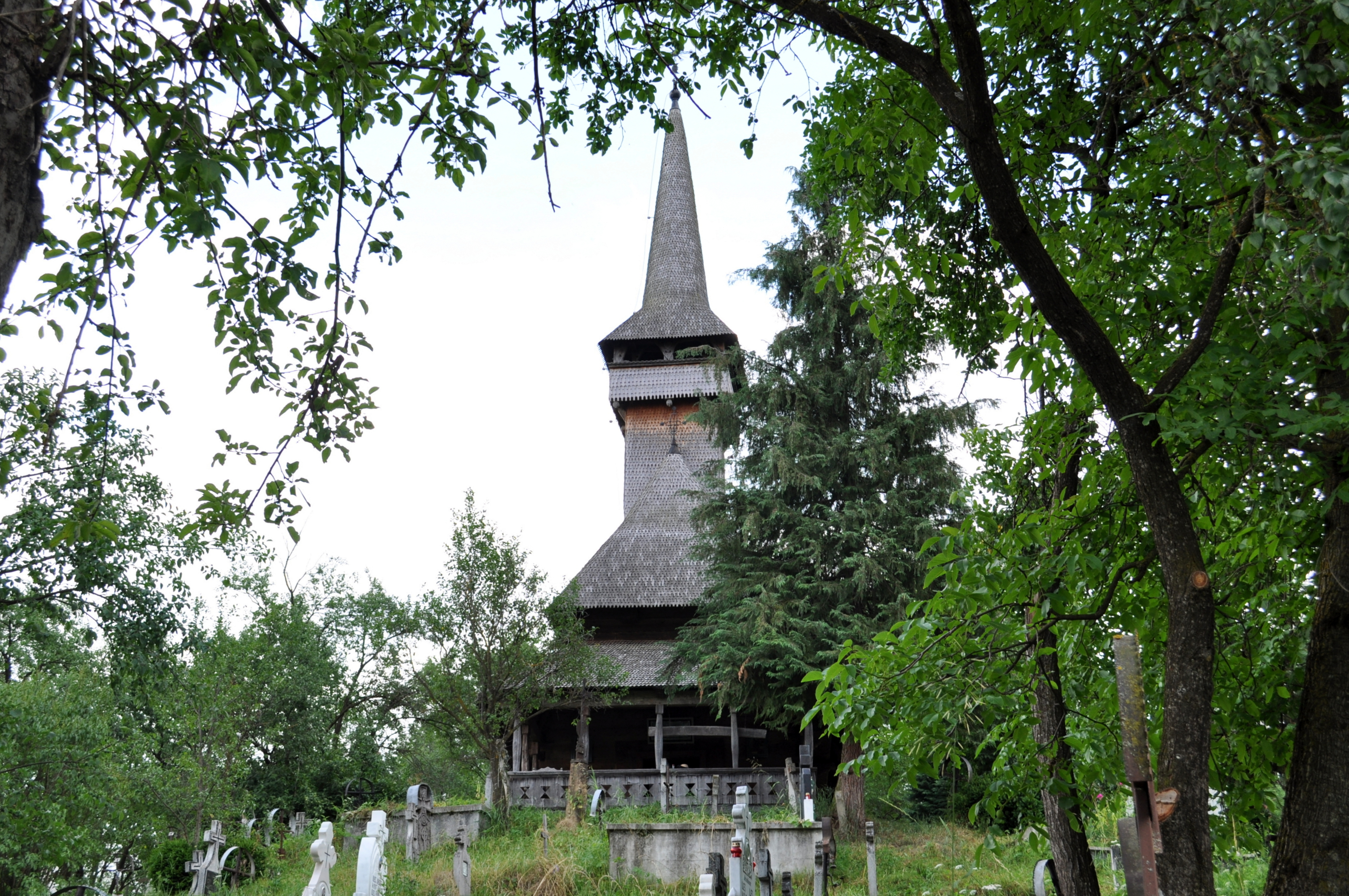
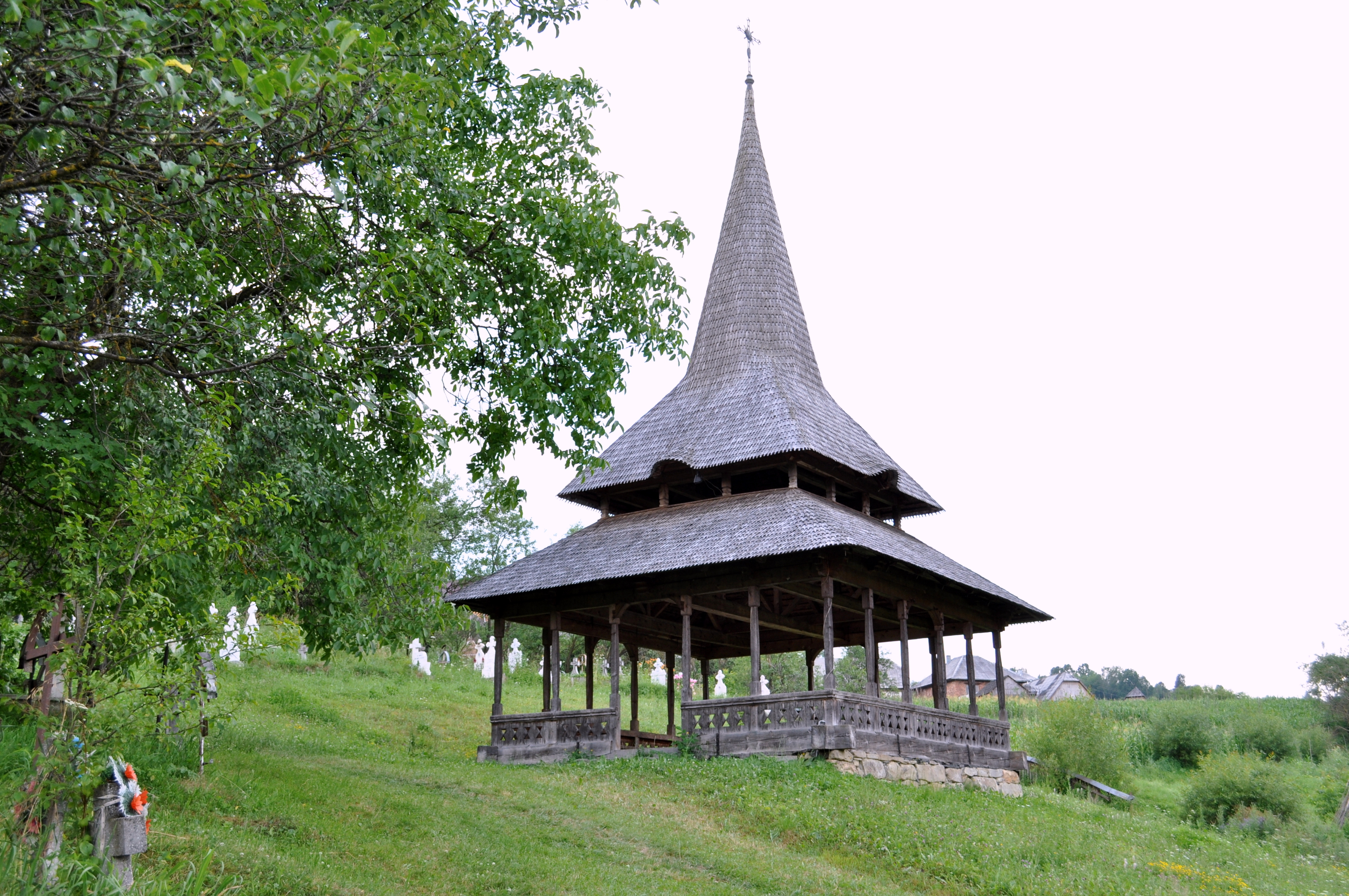
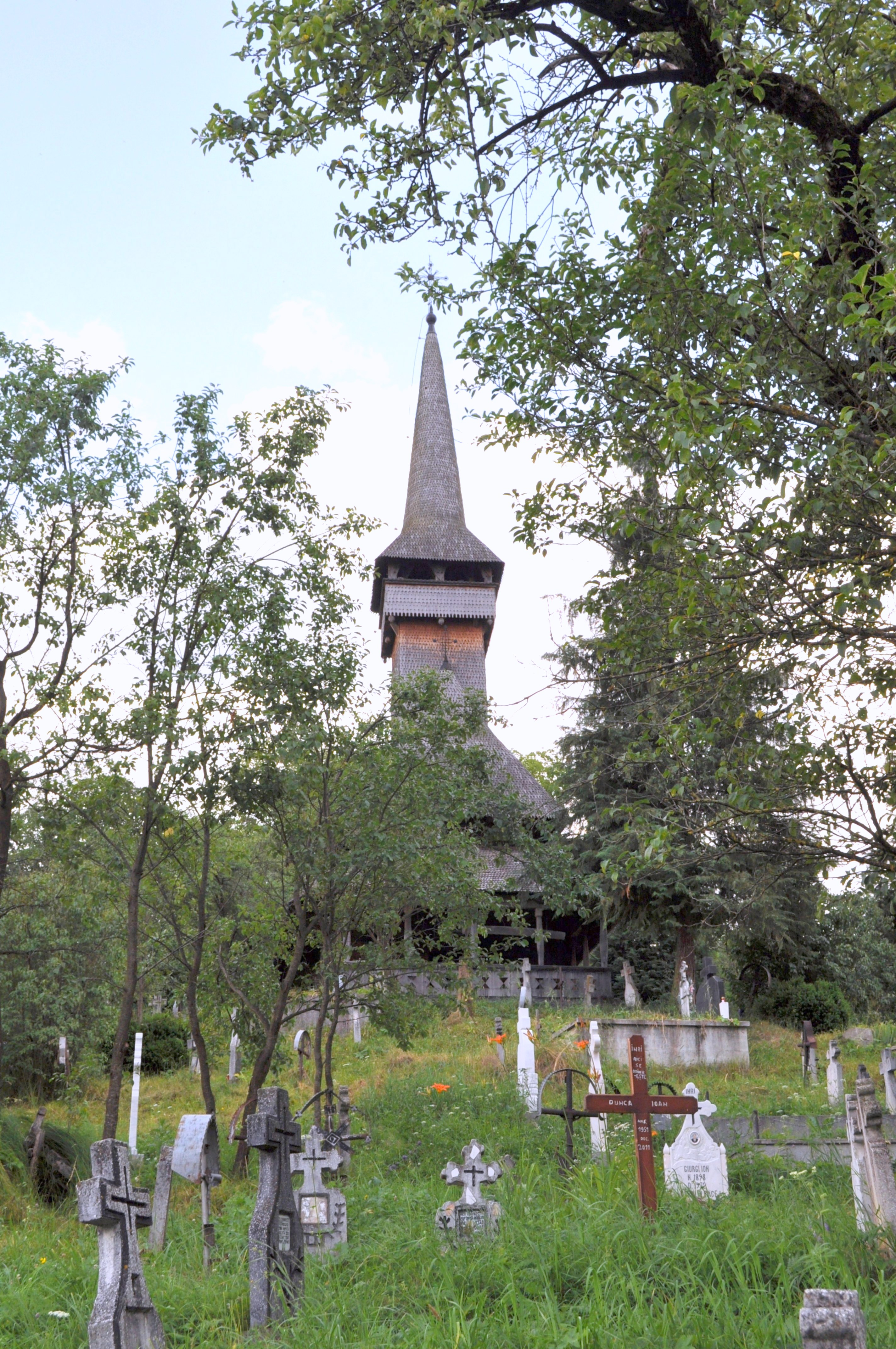
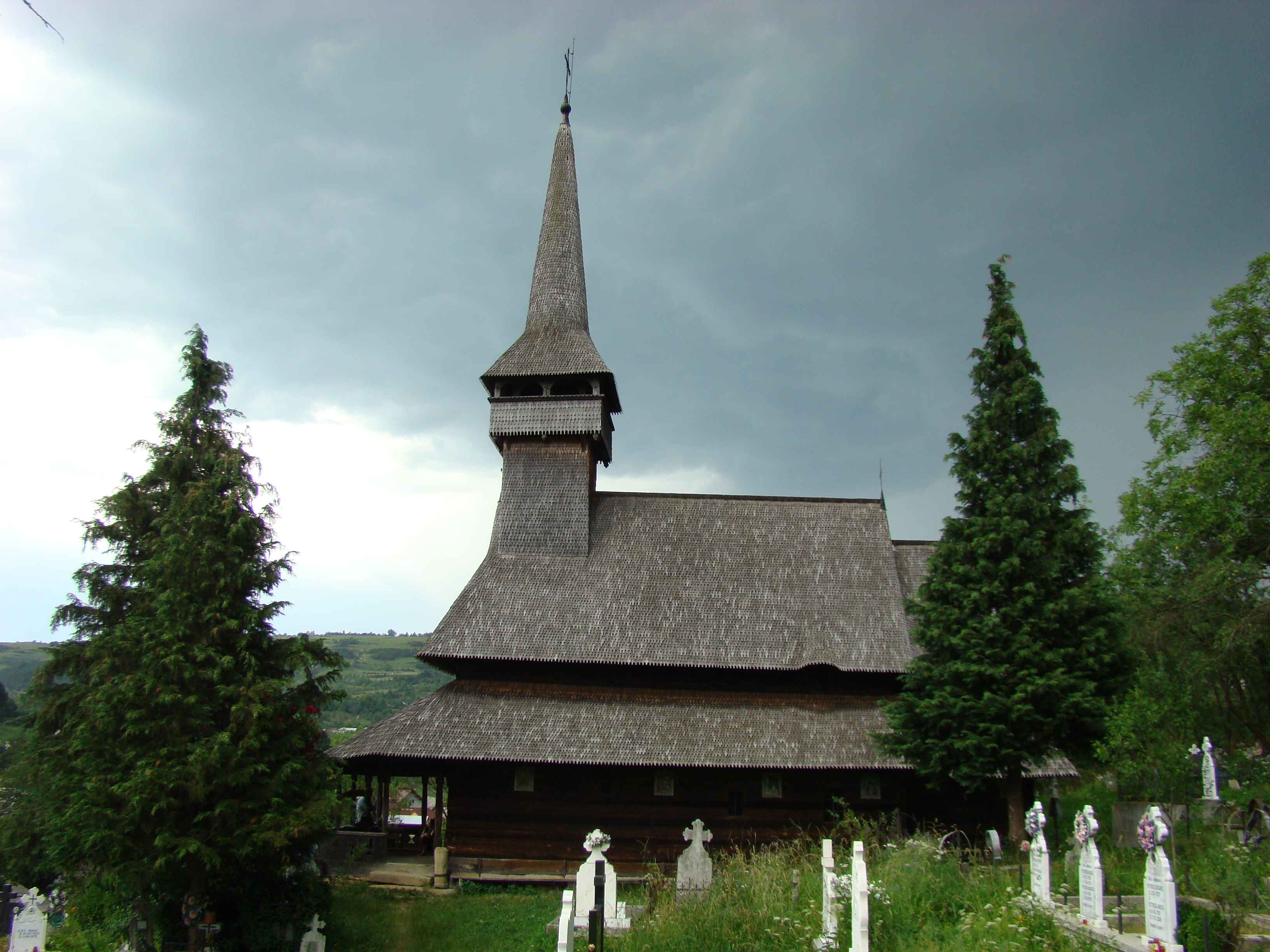

## Imagini din interior

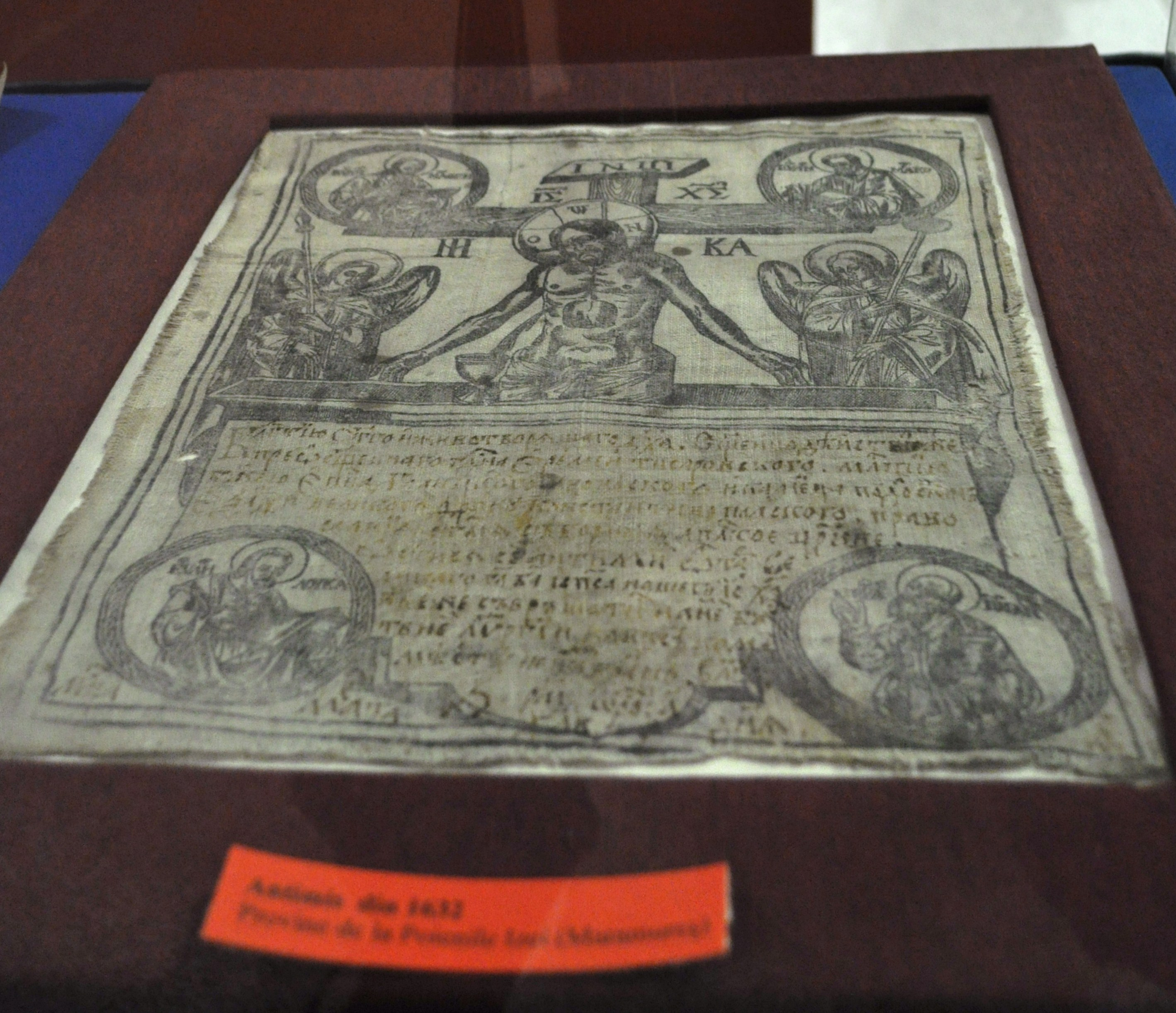
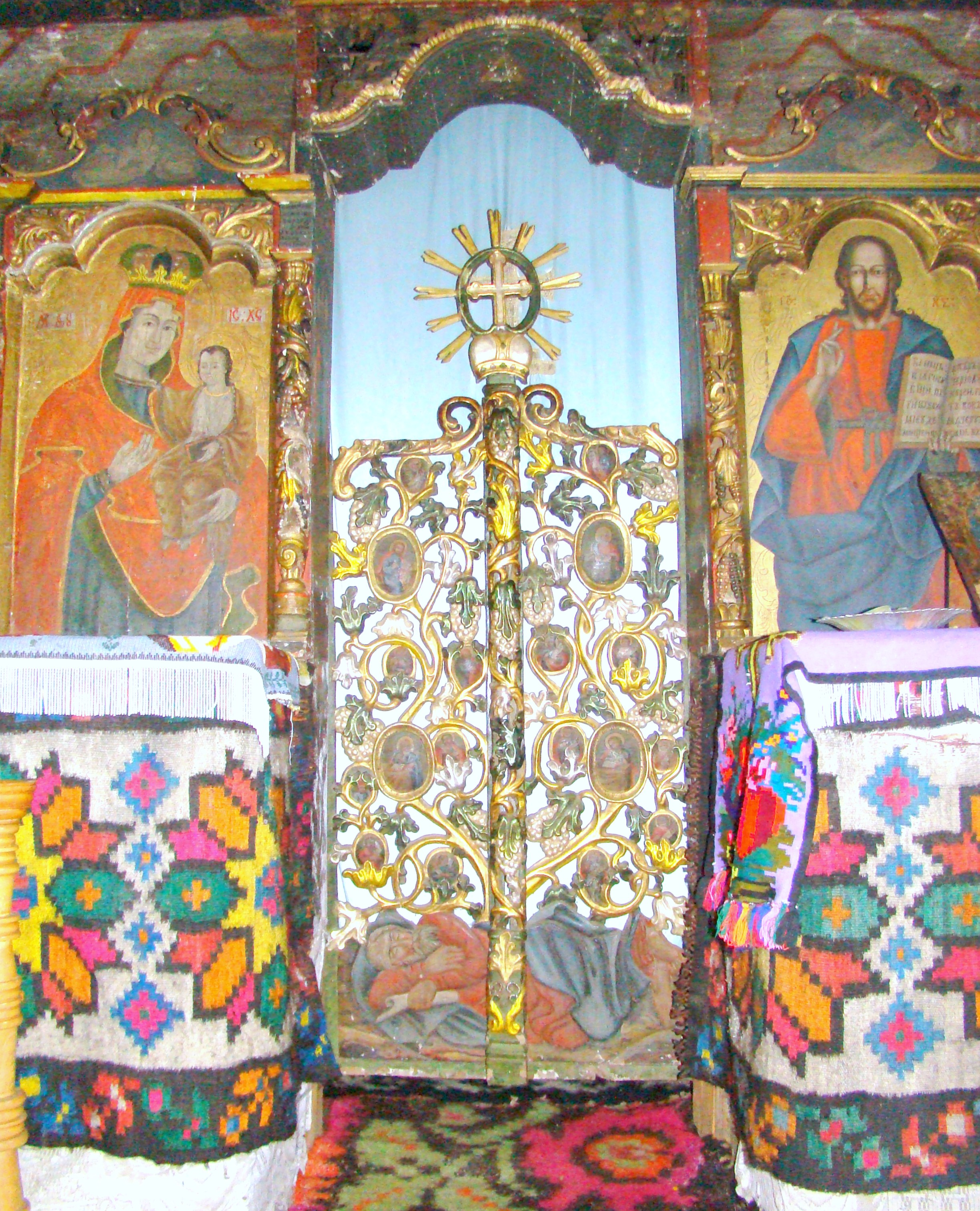
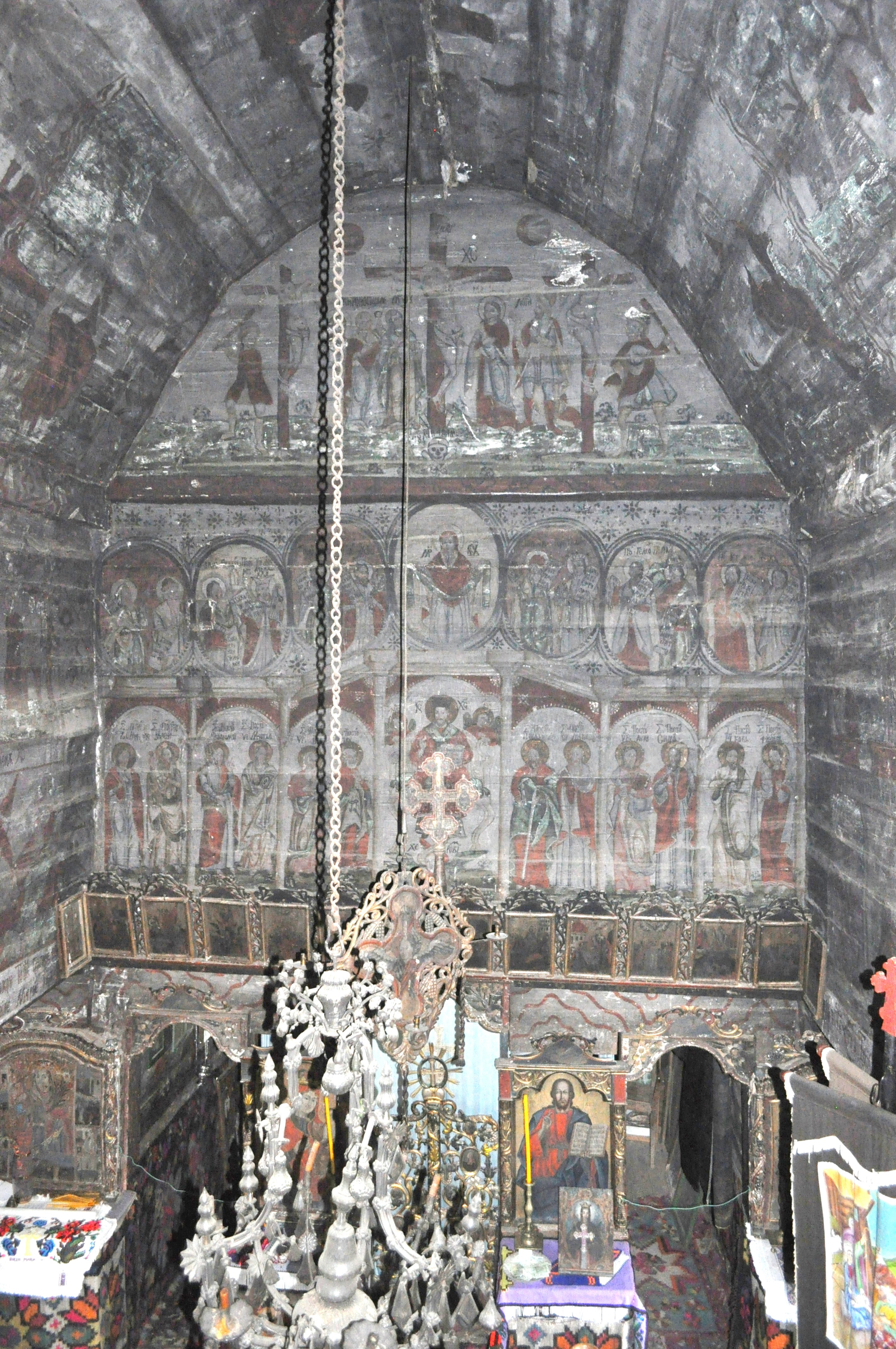
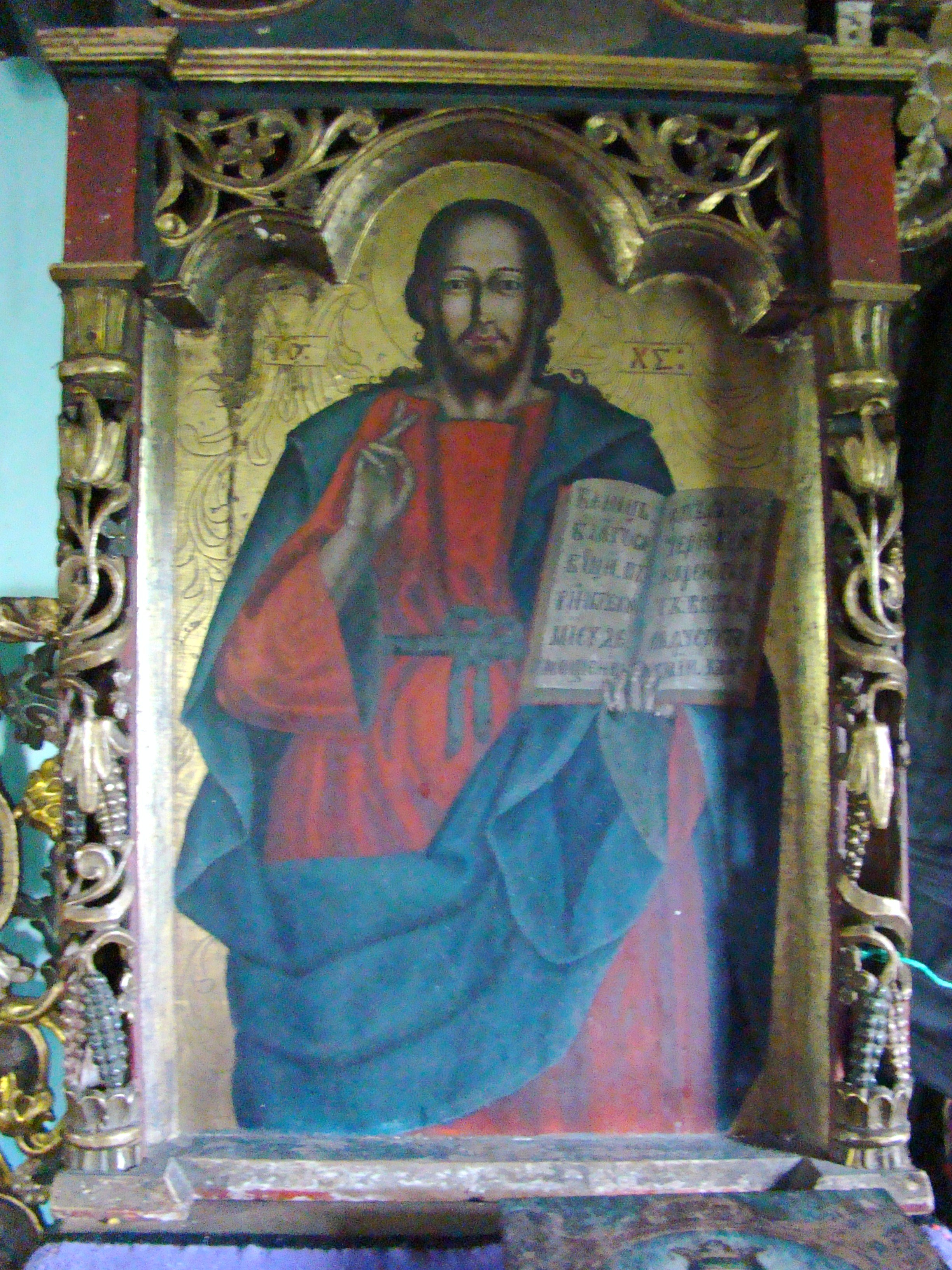
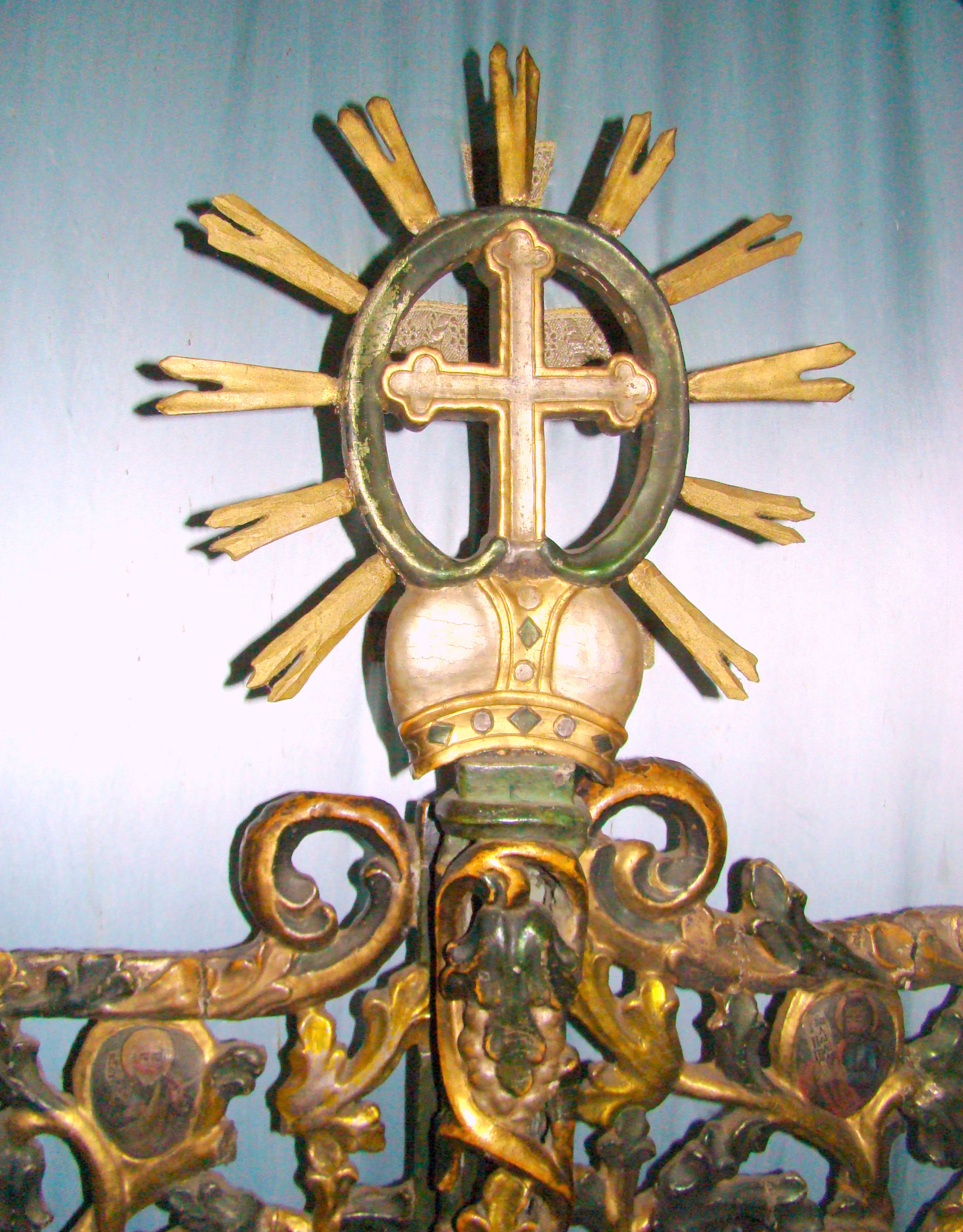
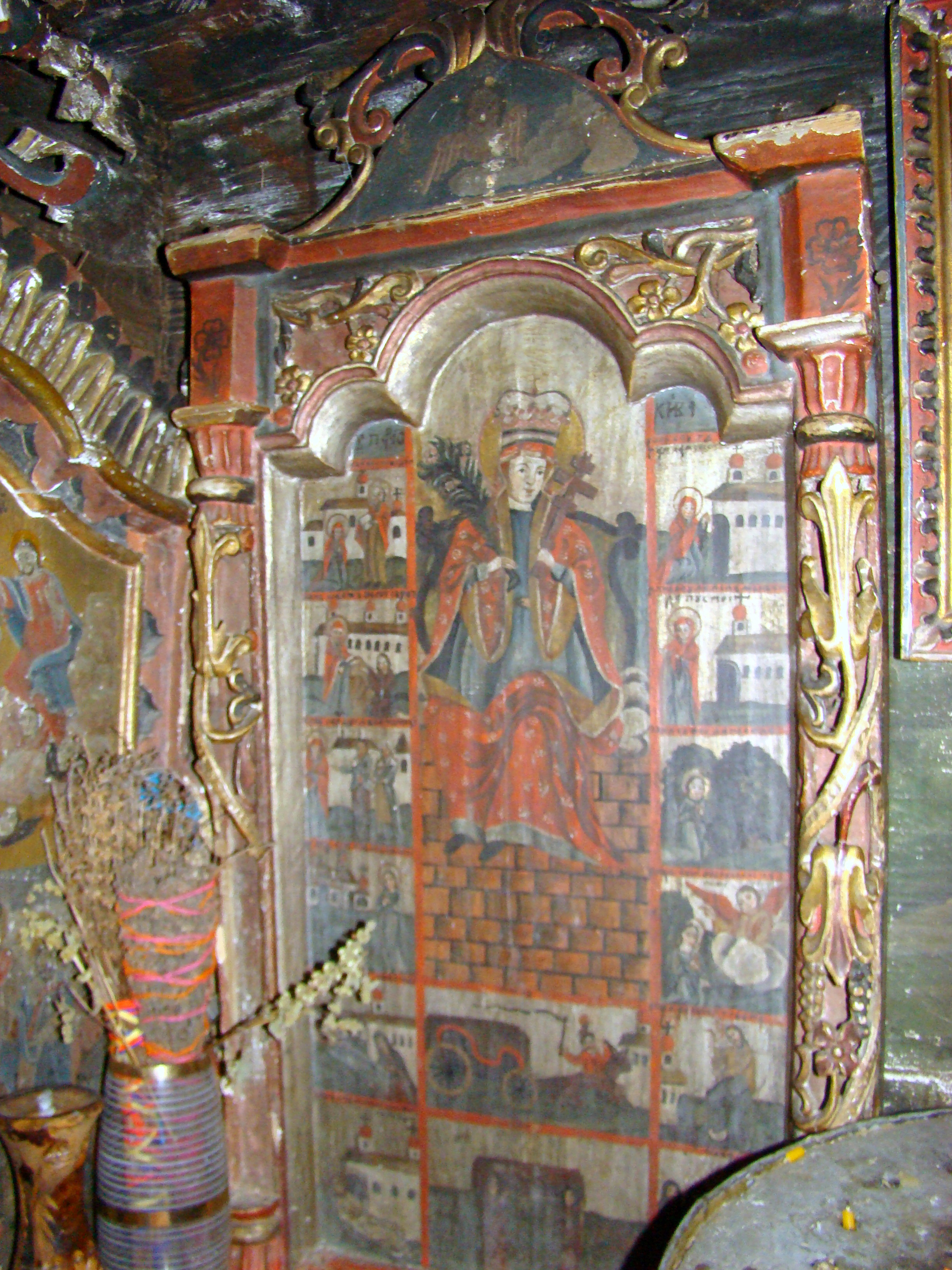
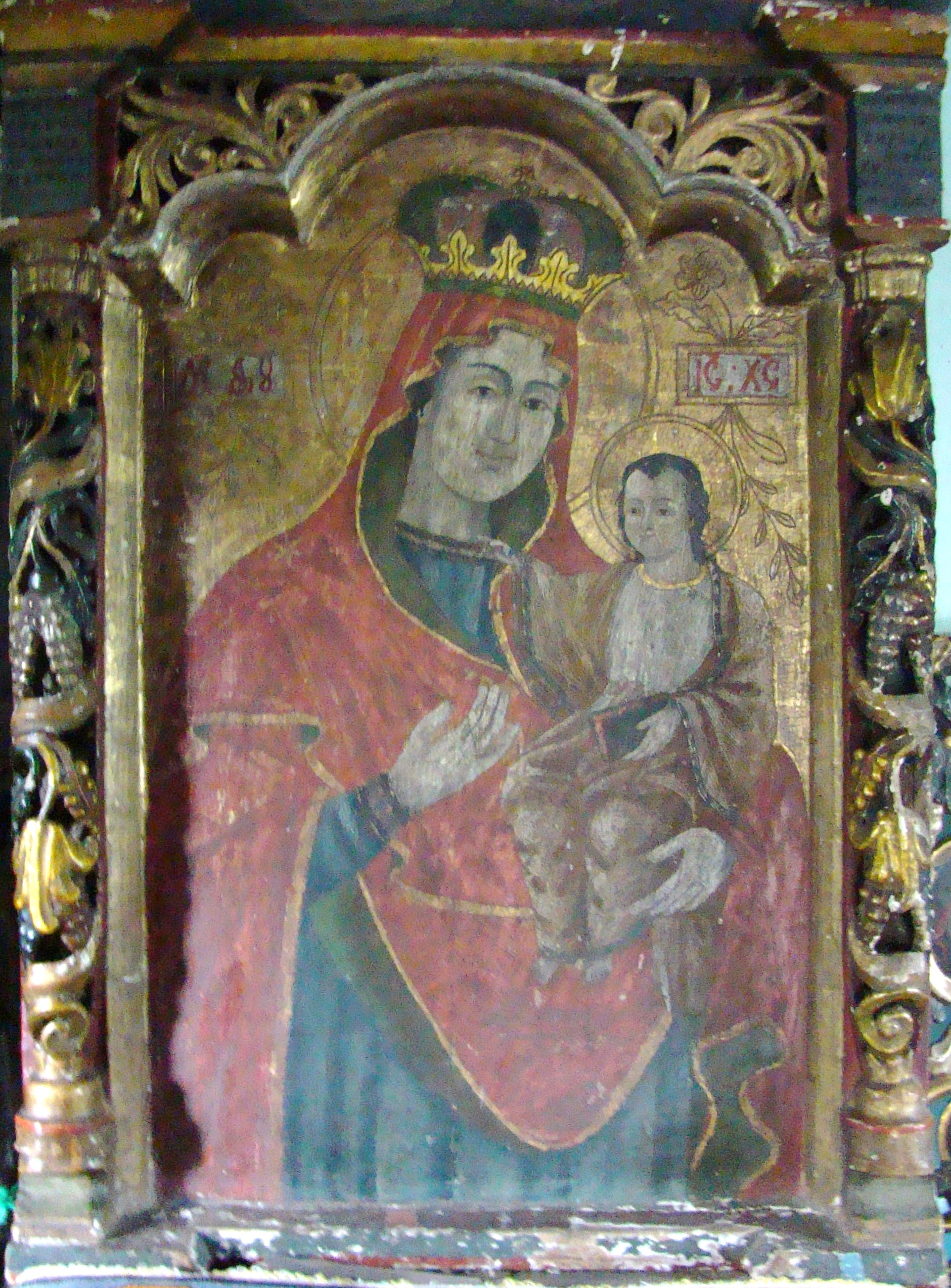
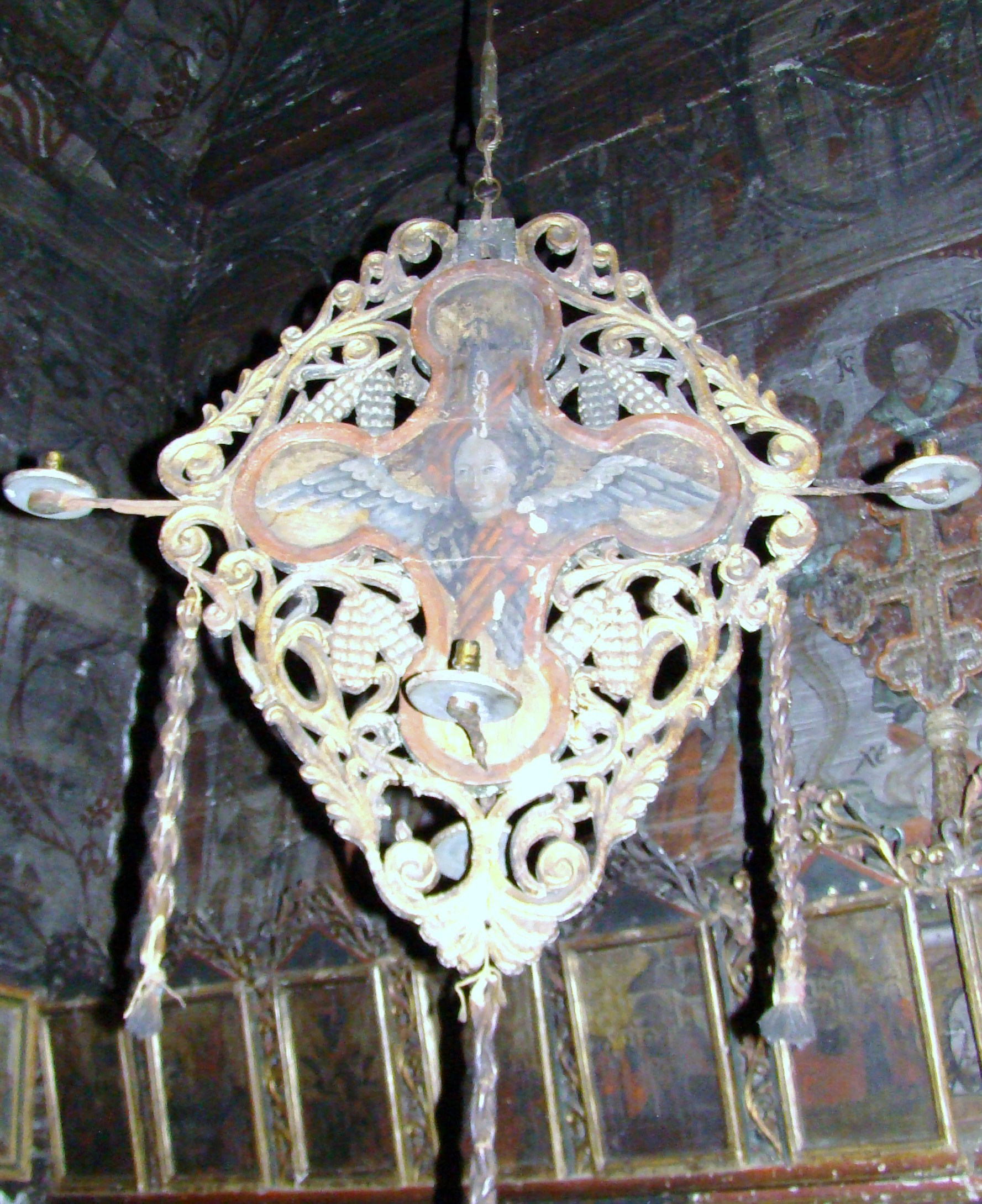
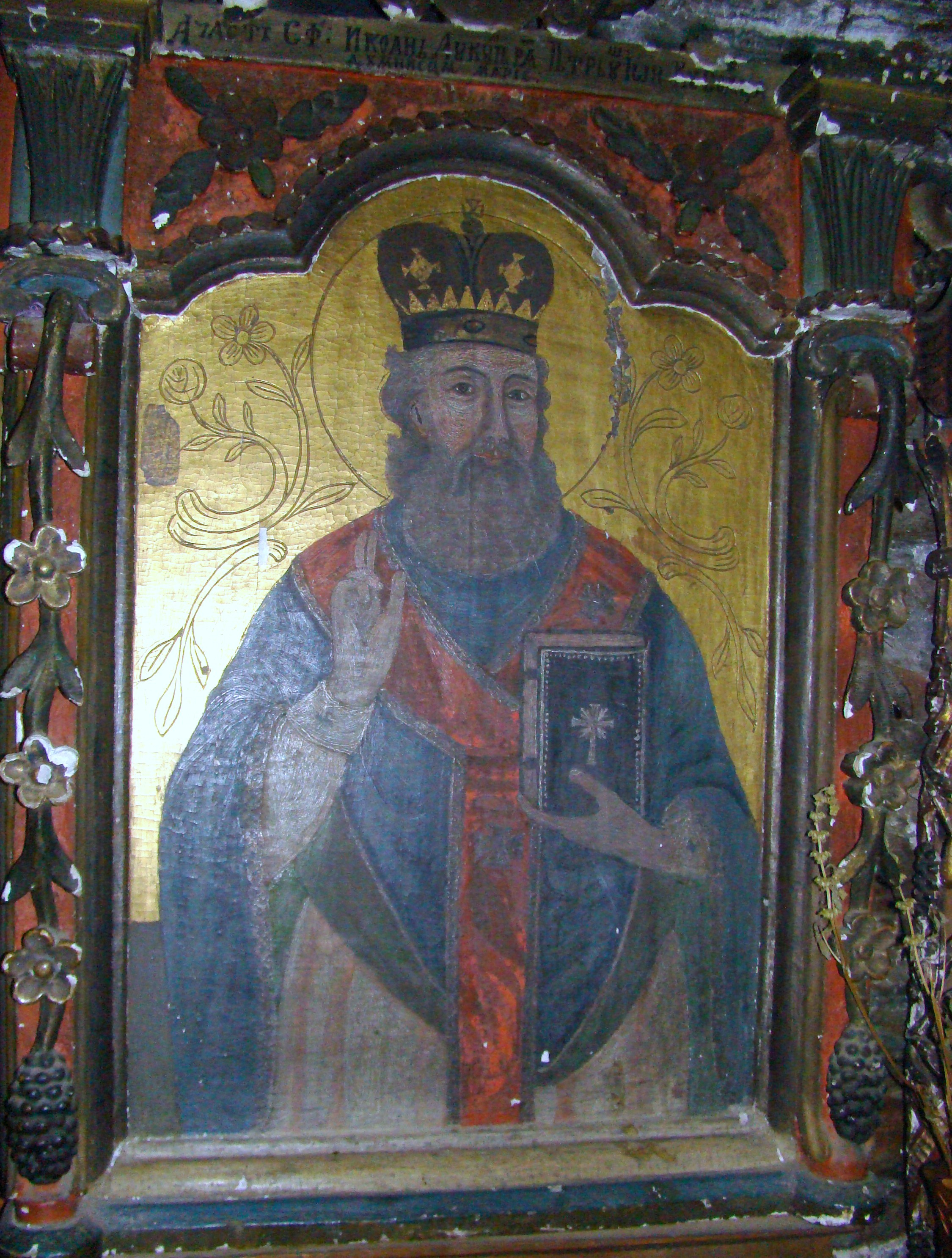
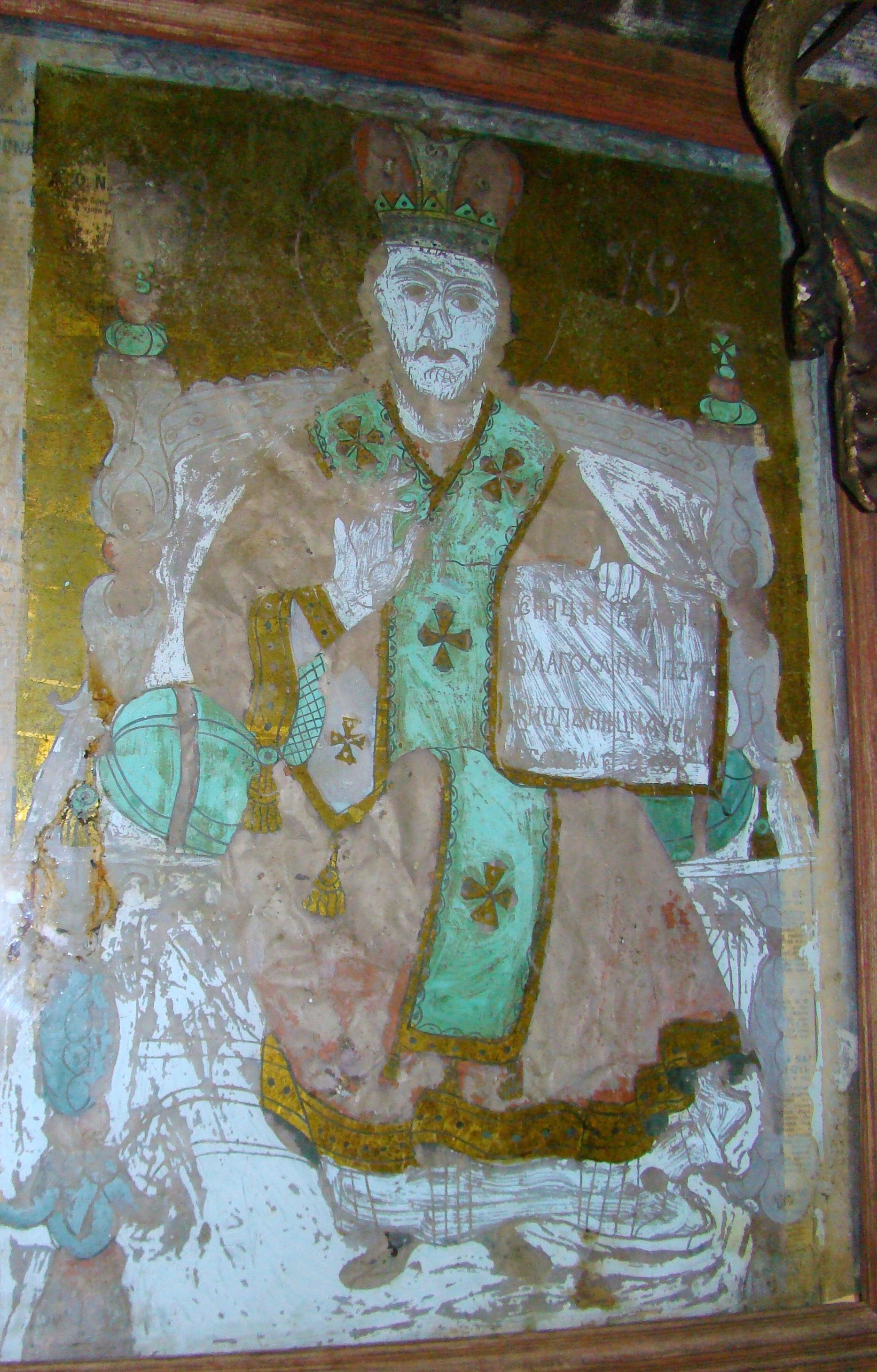
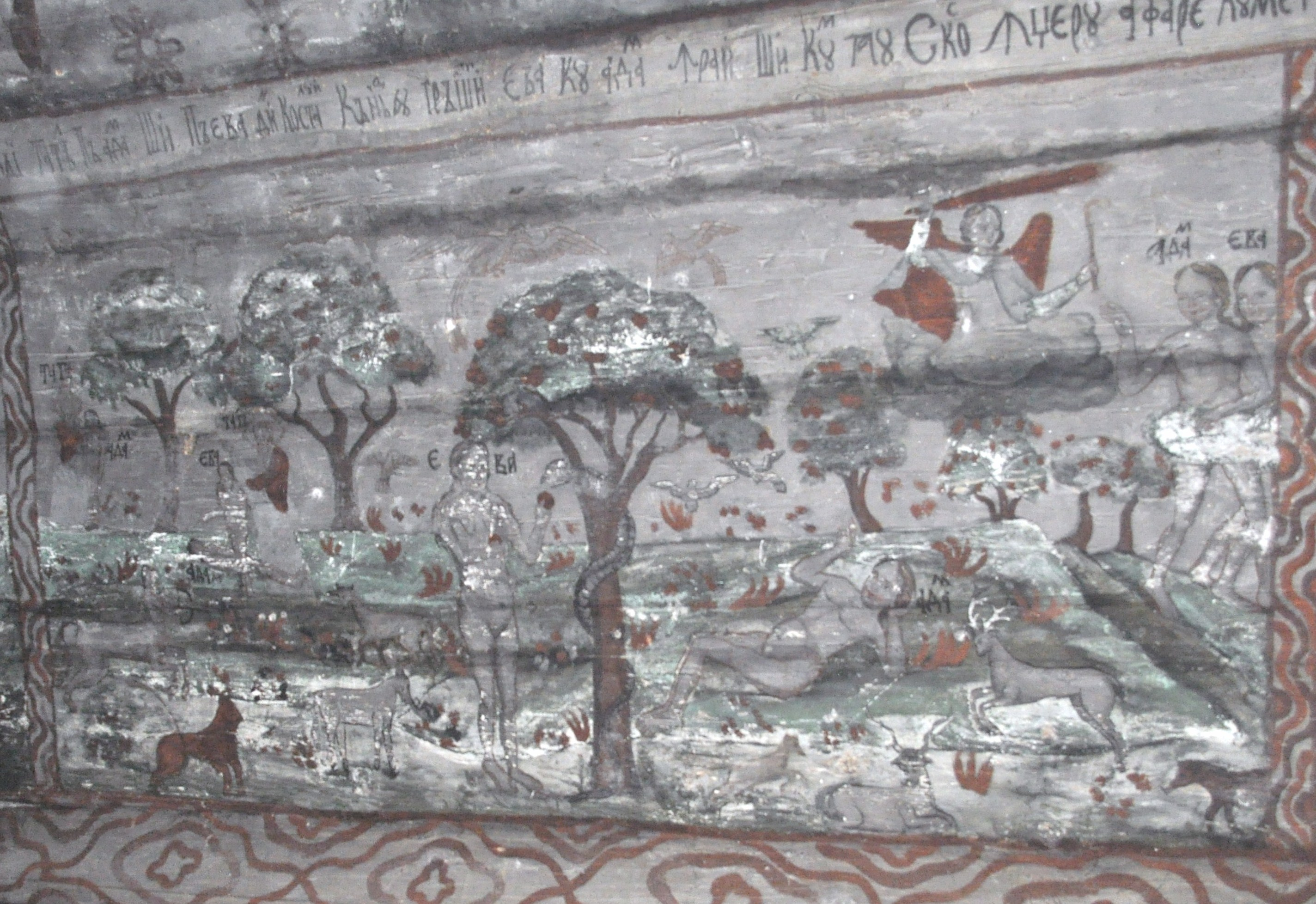
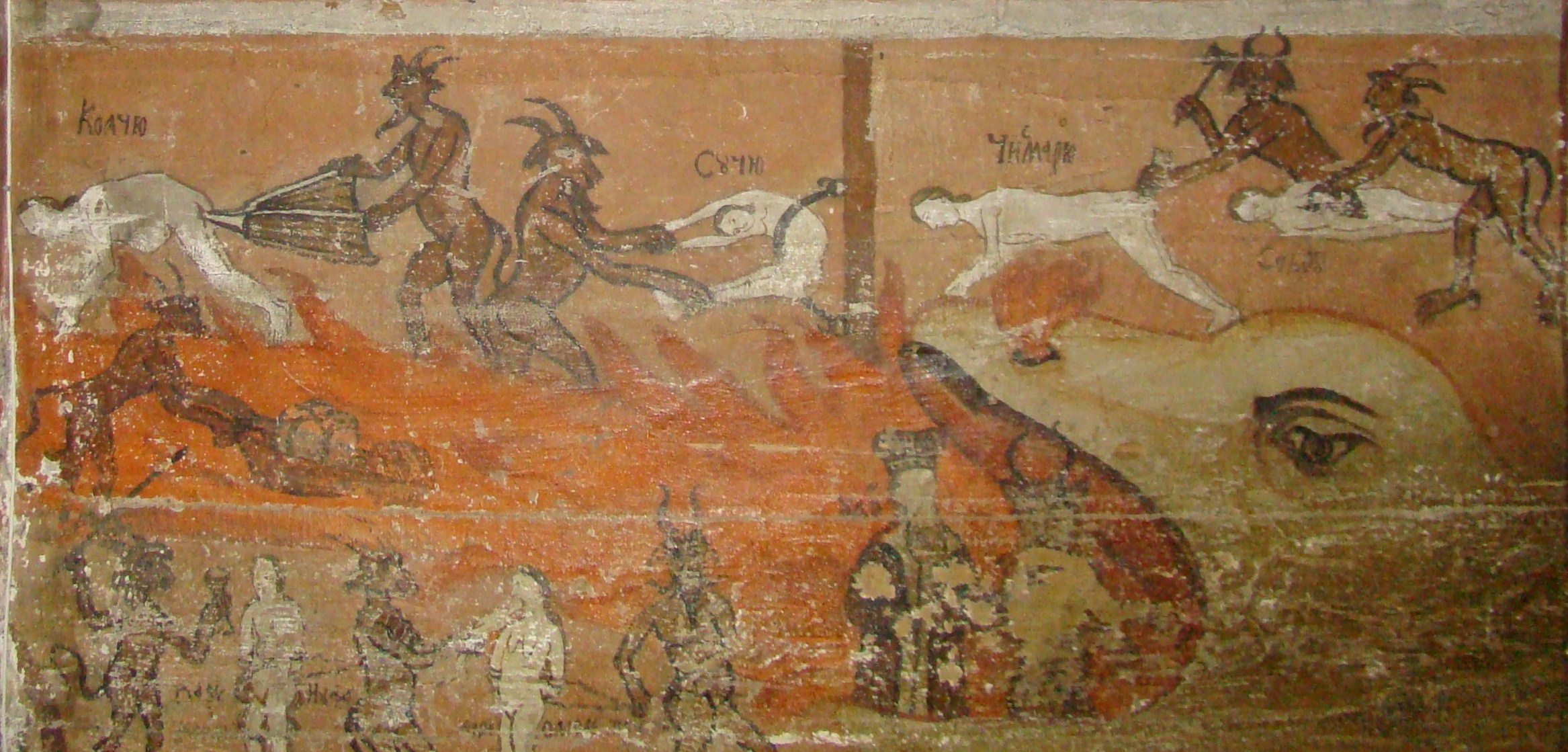
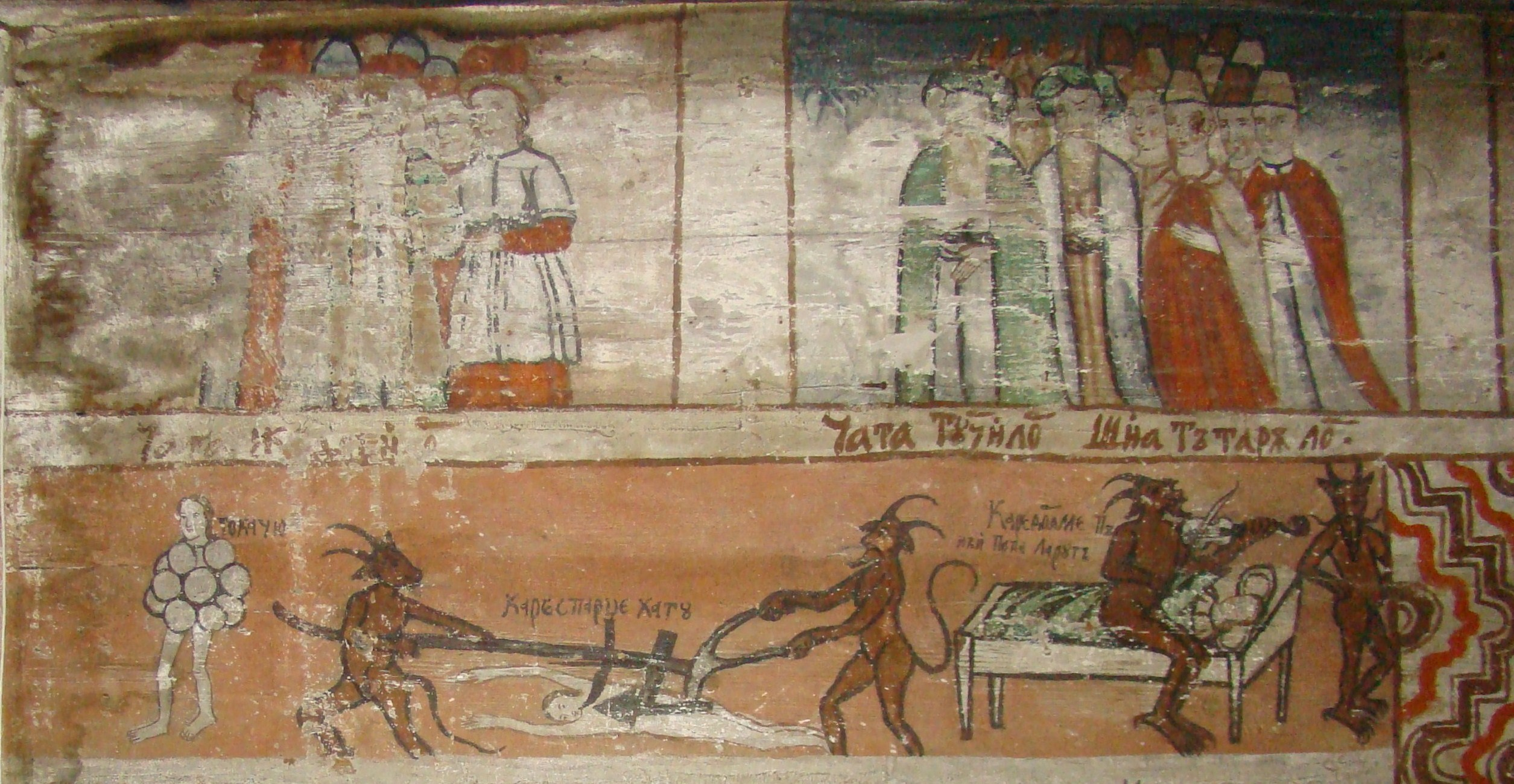
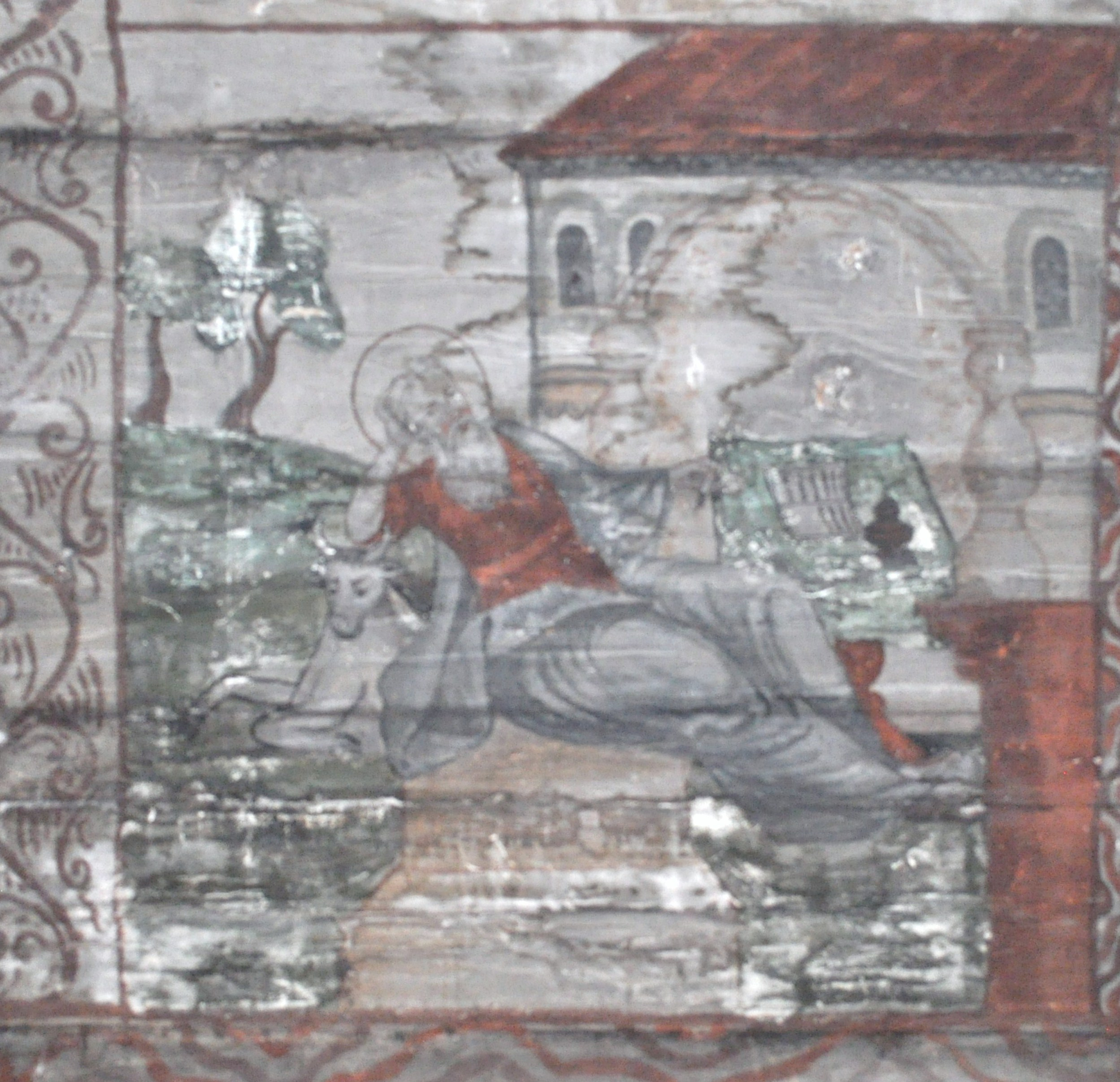
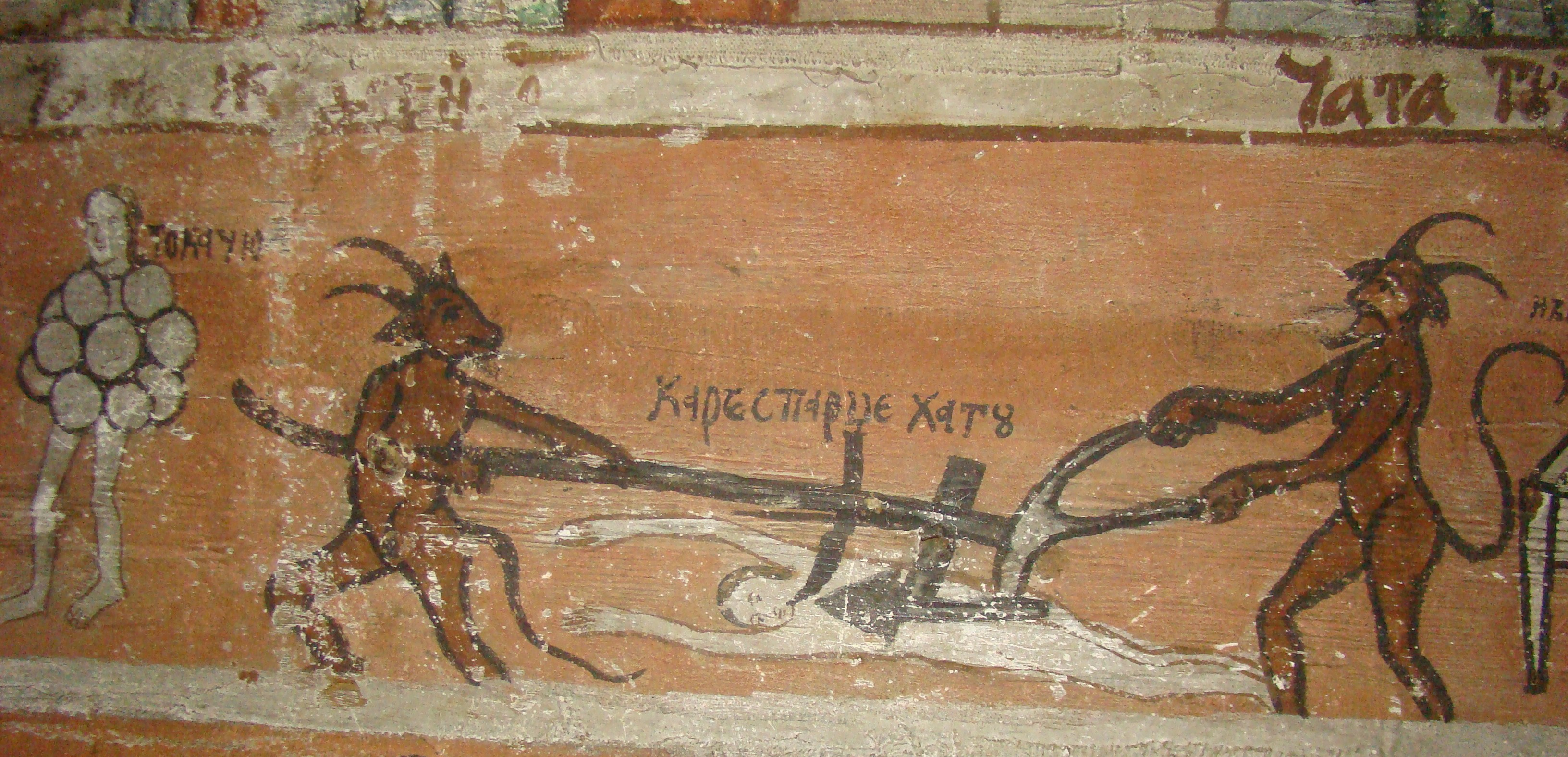
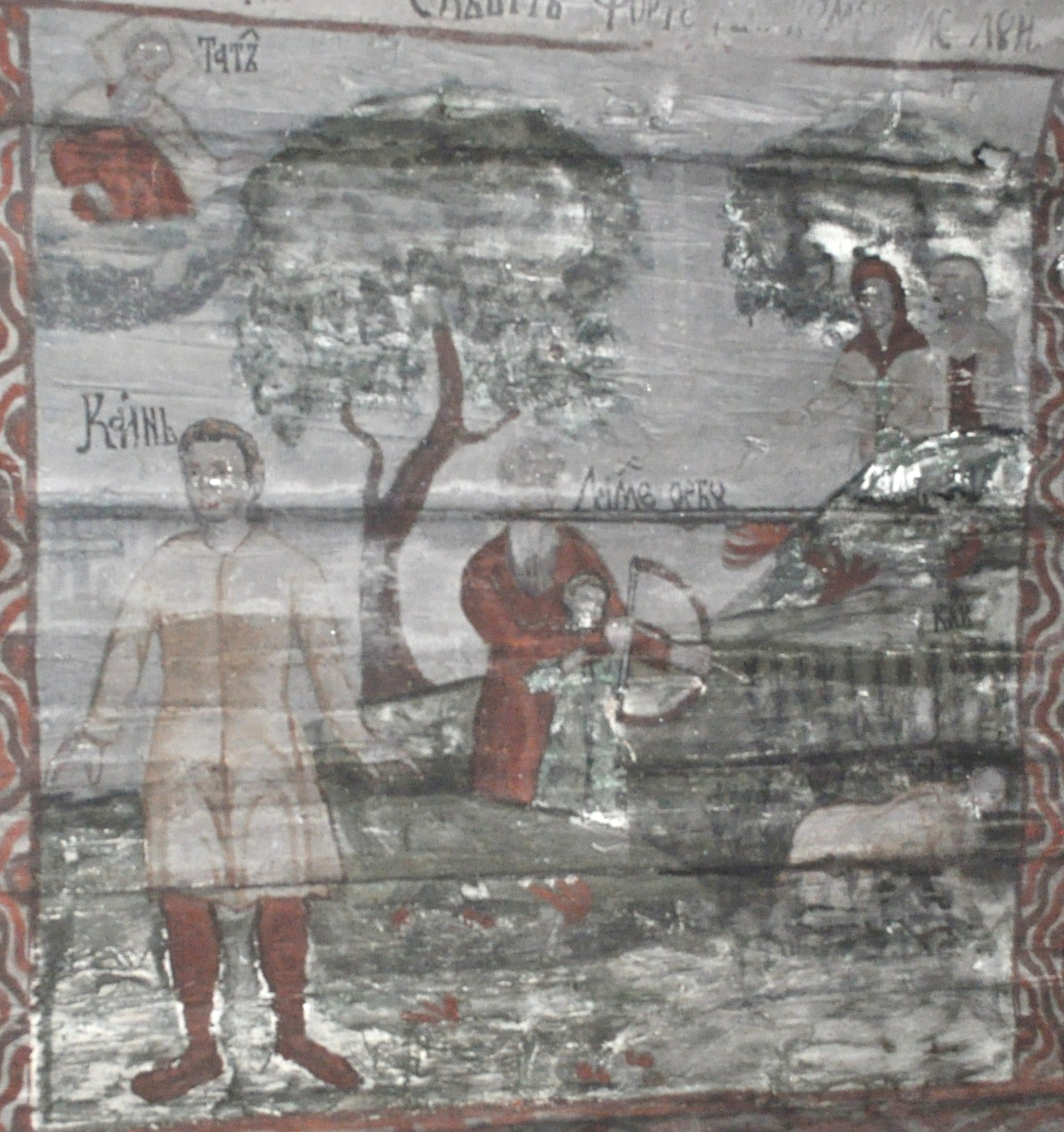
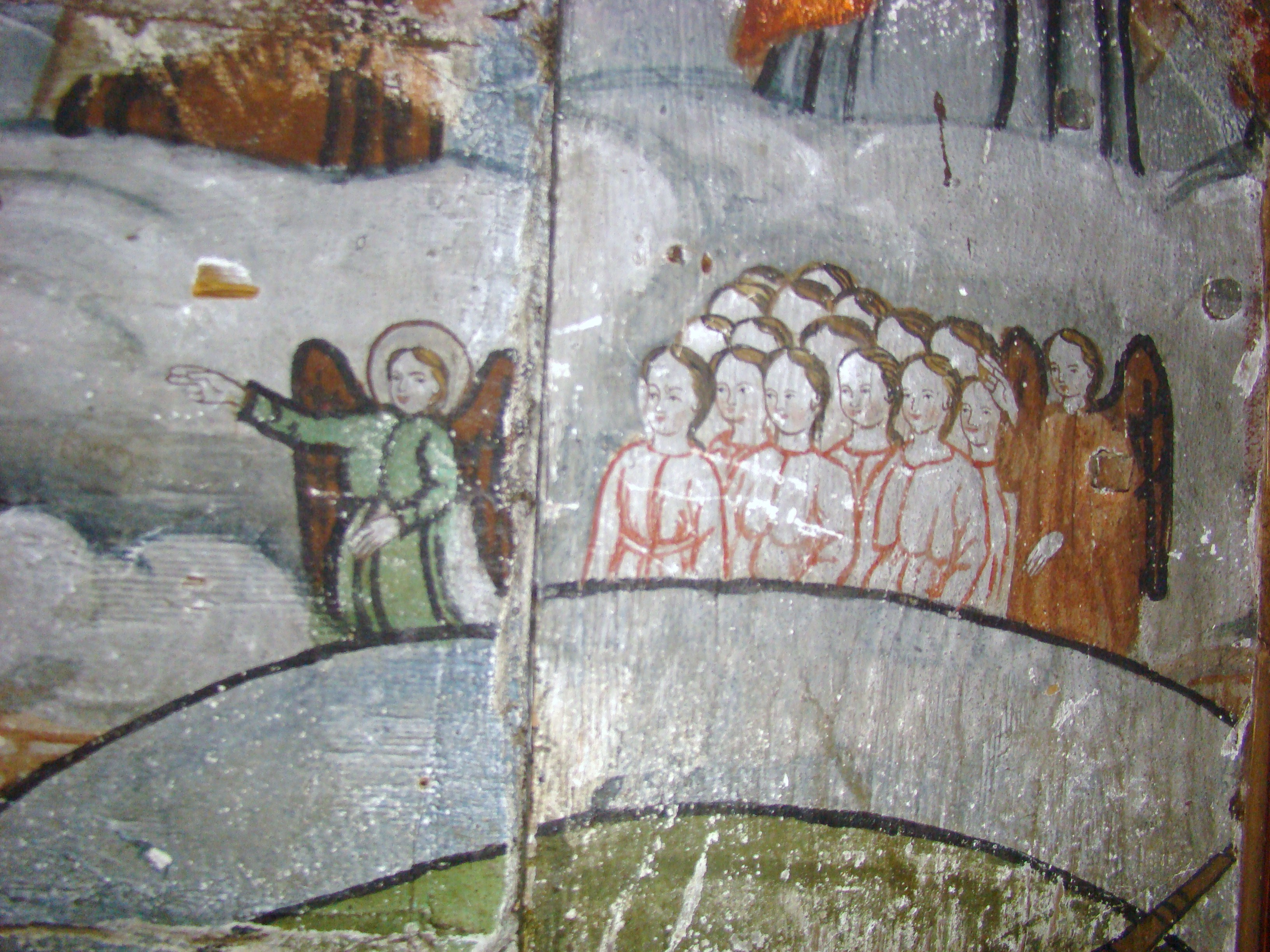
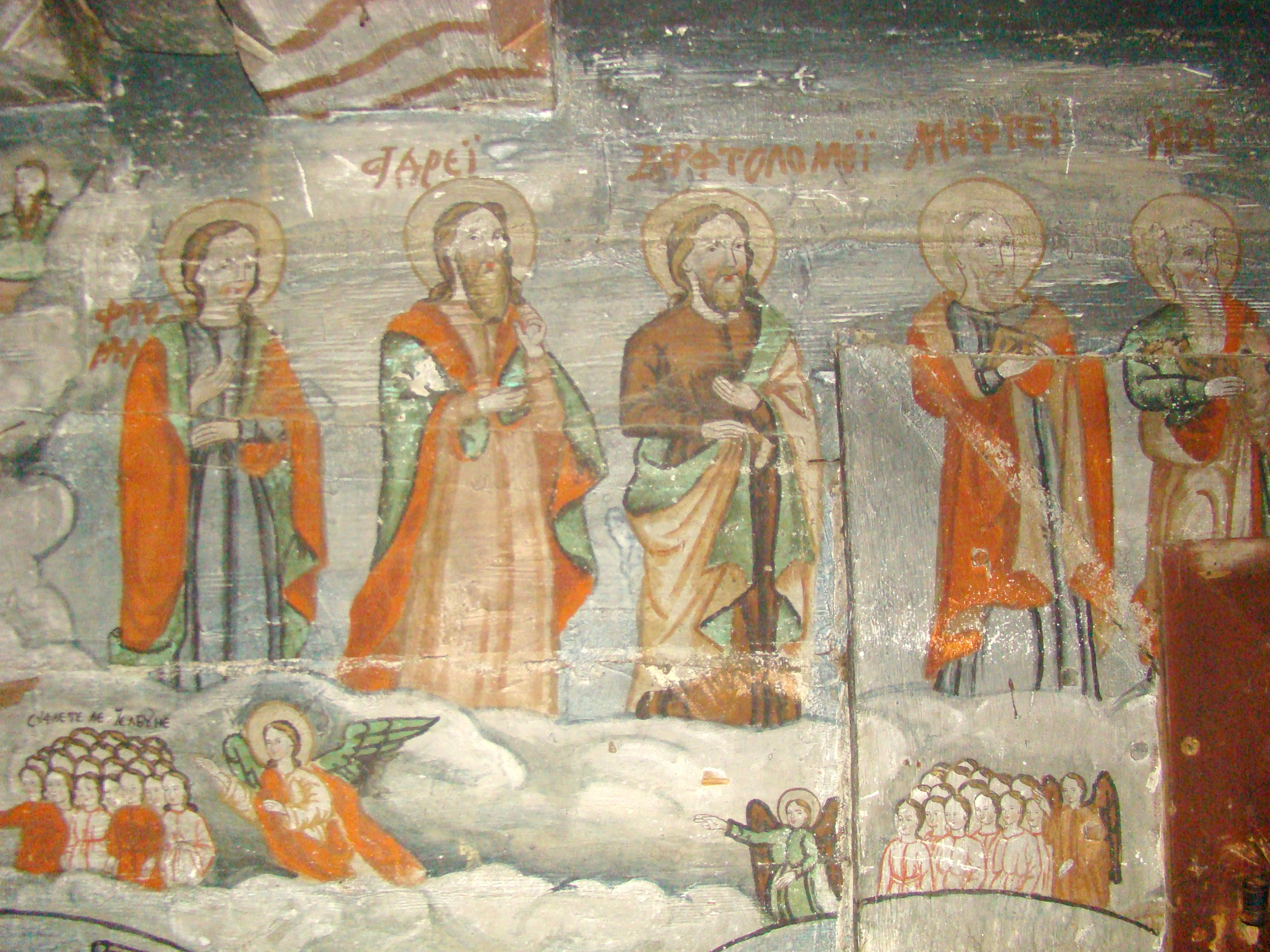
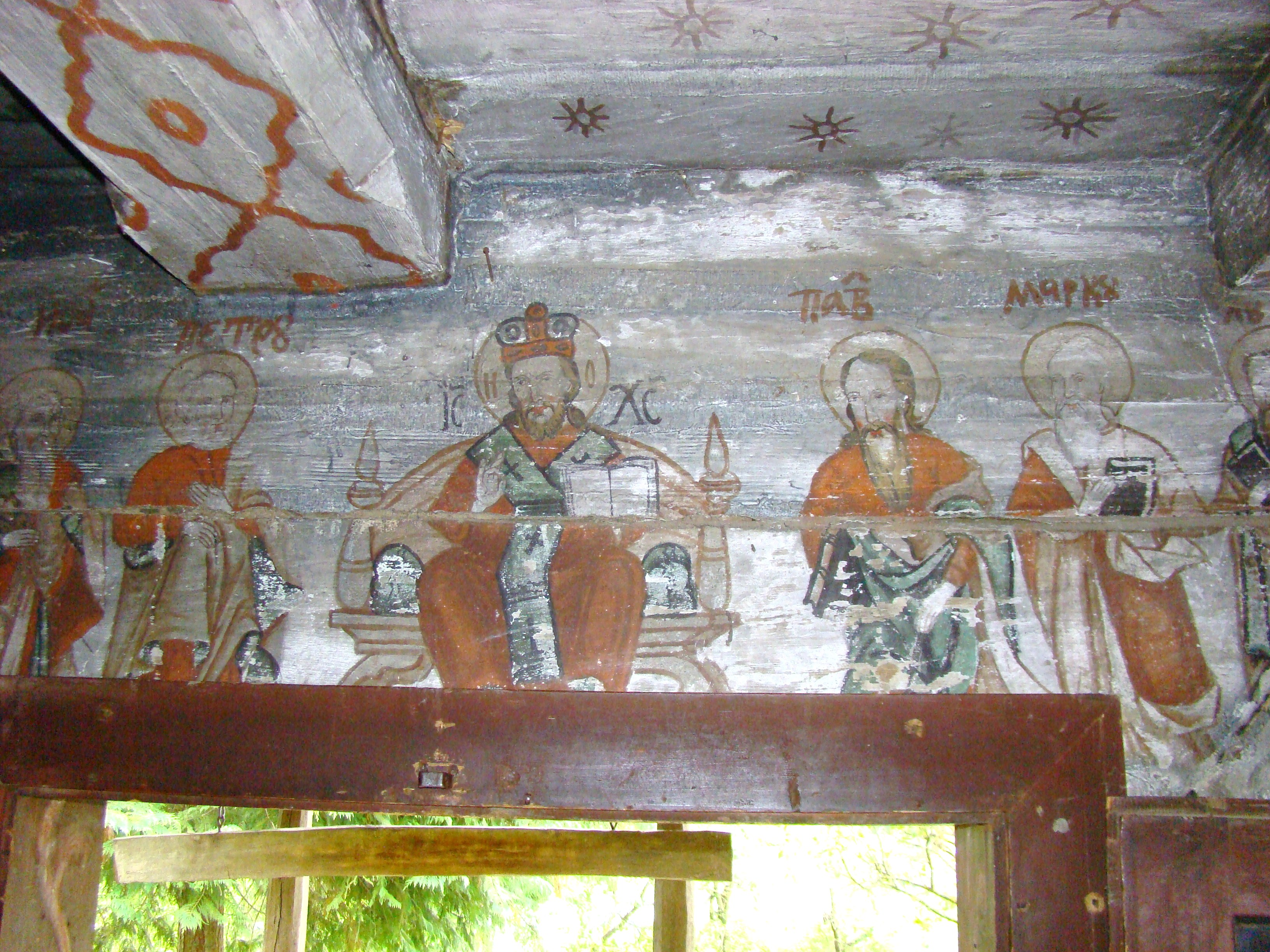
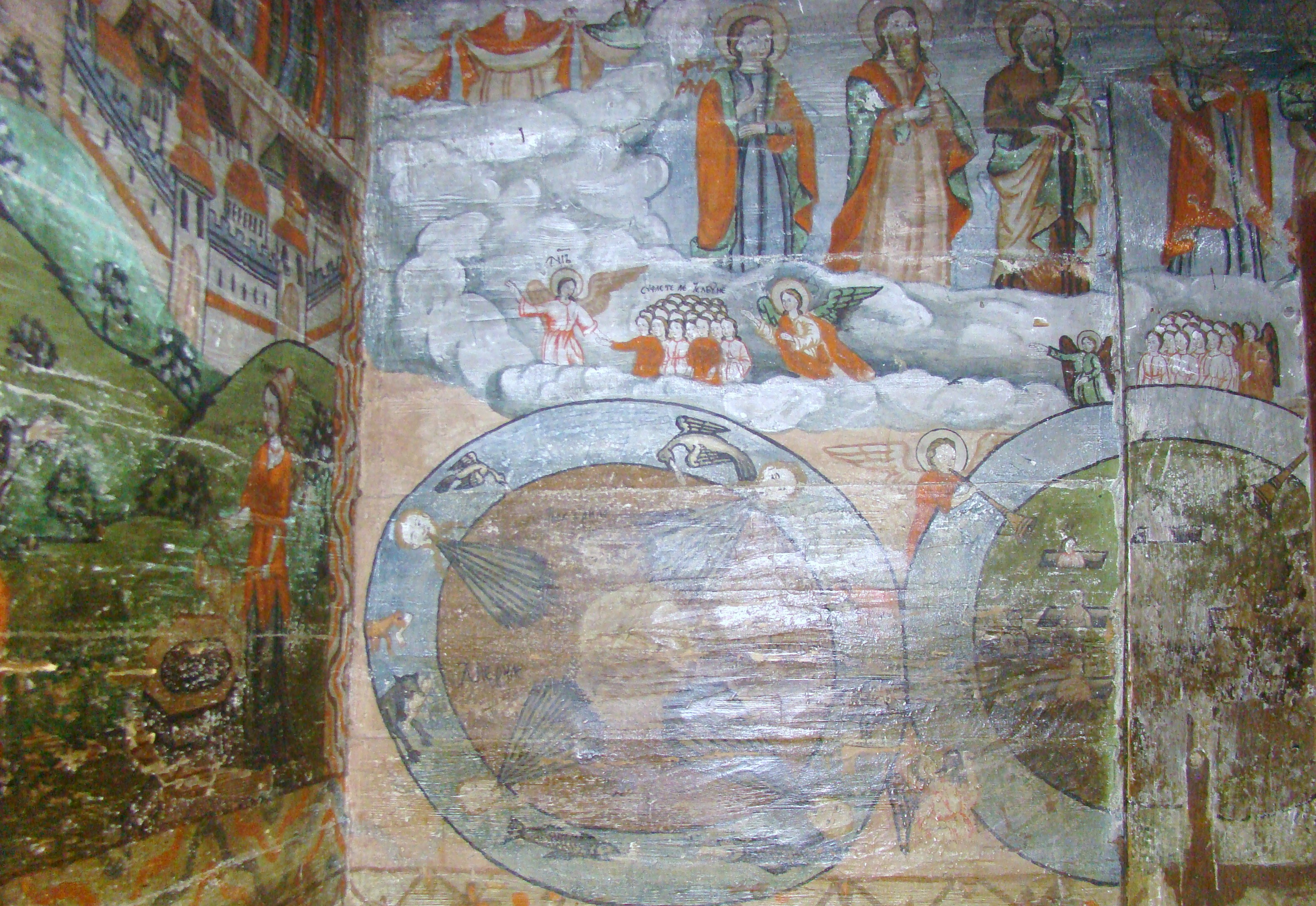
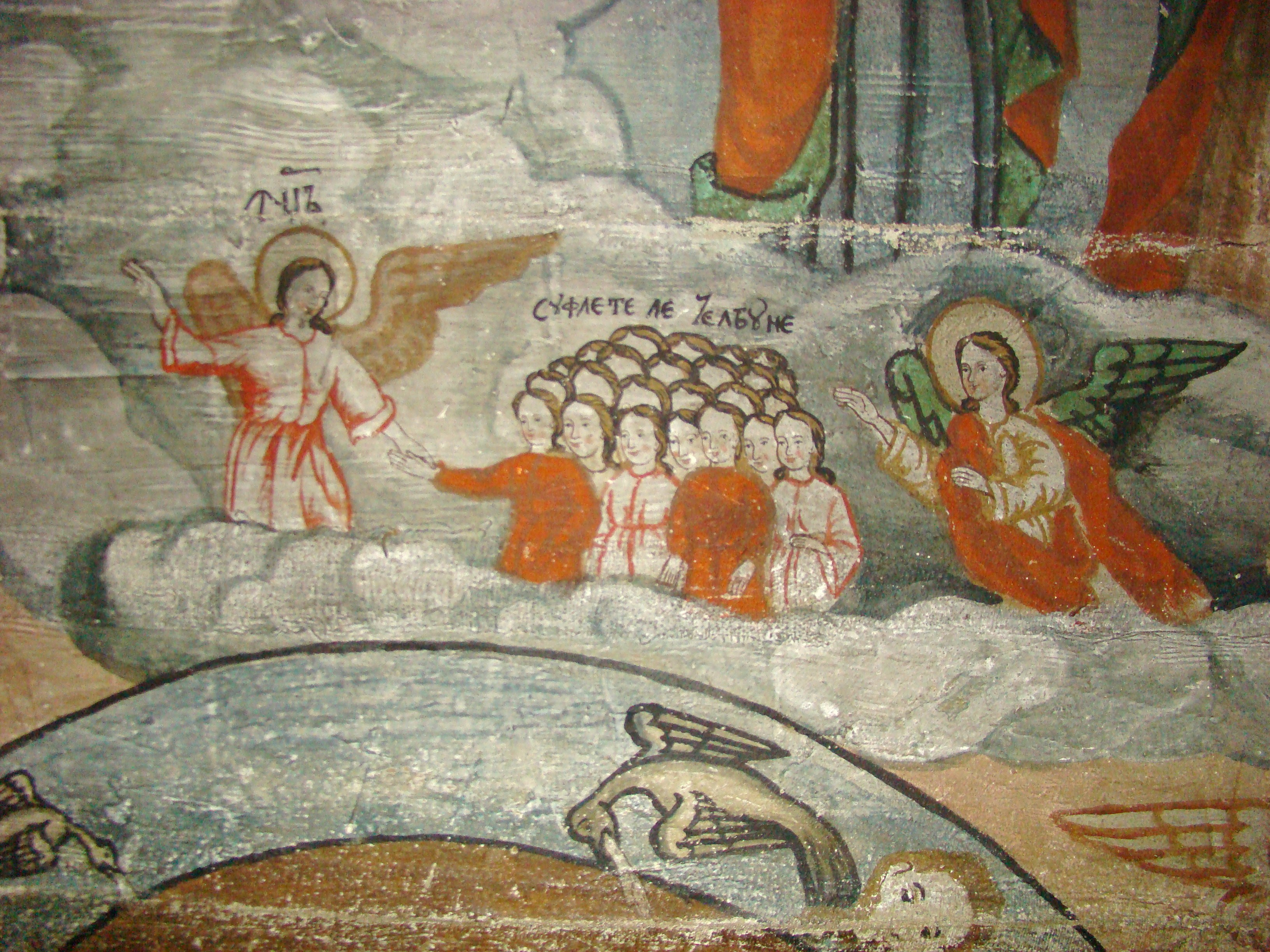
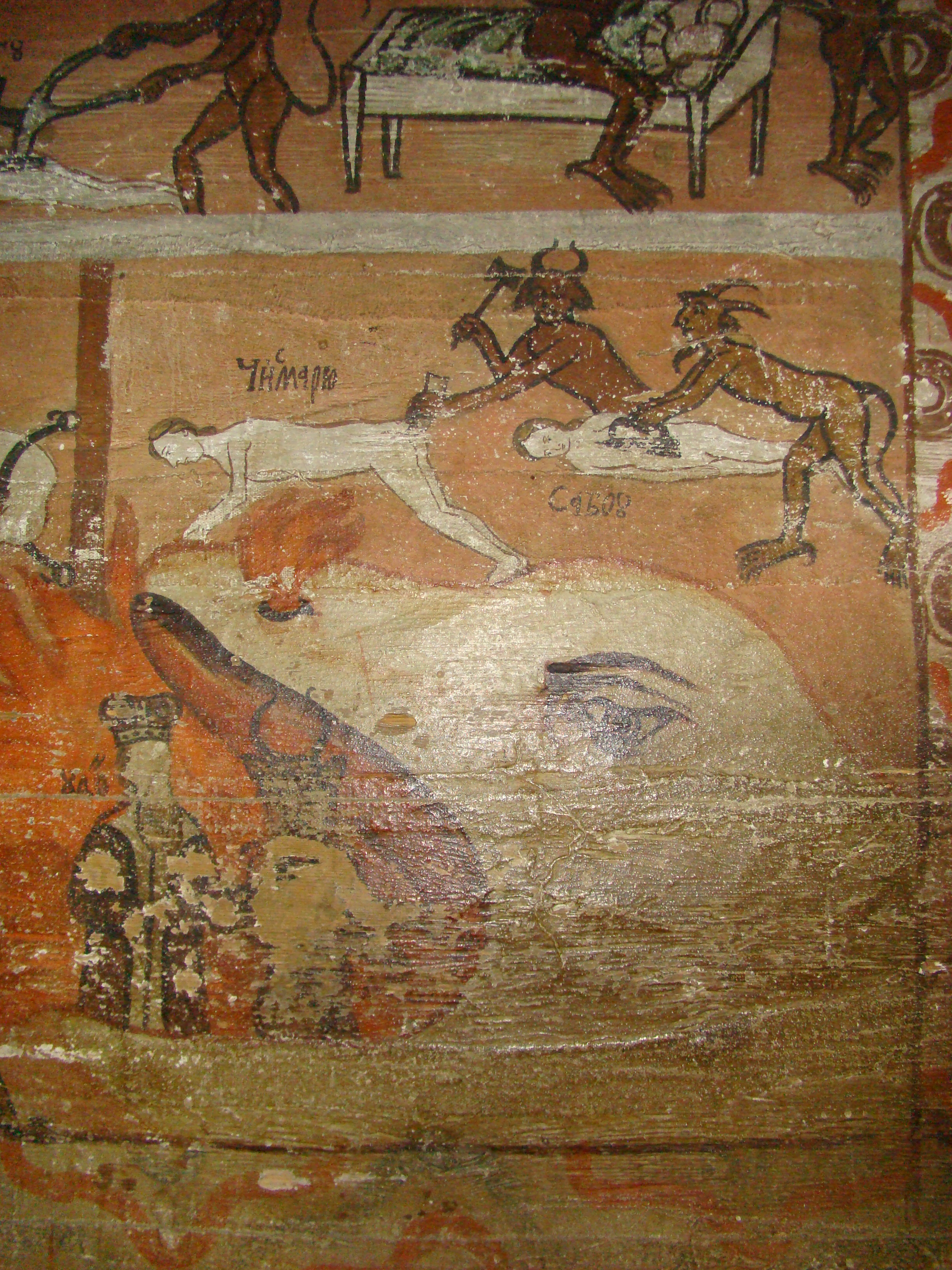
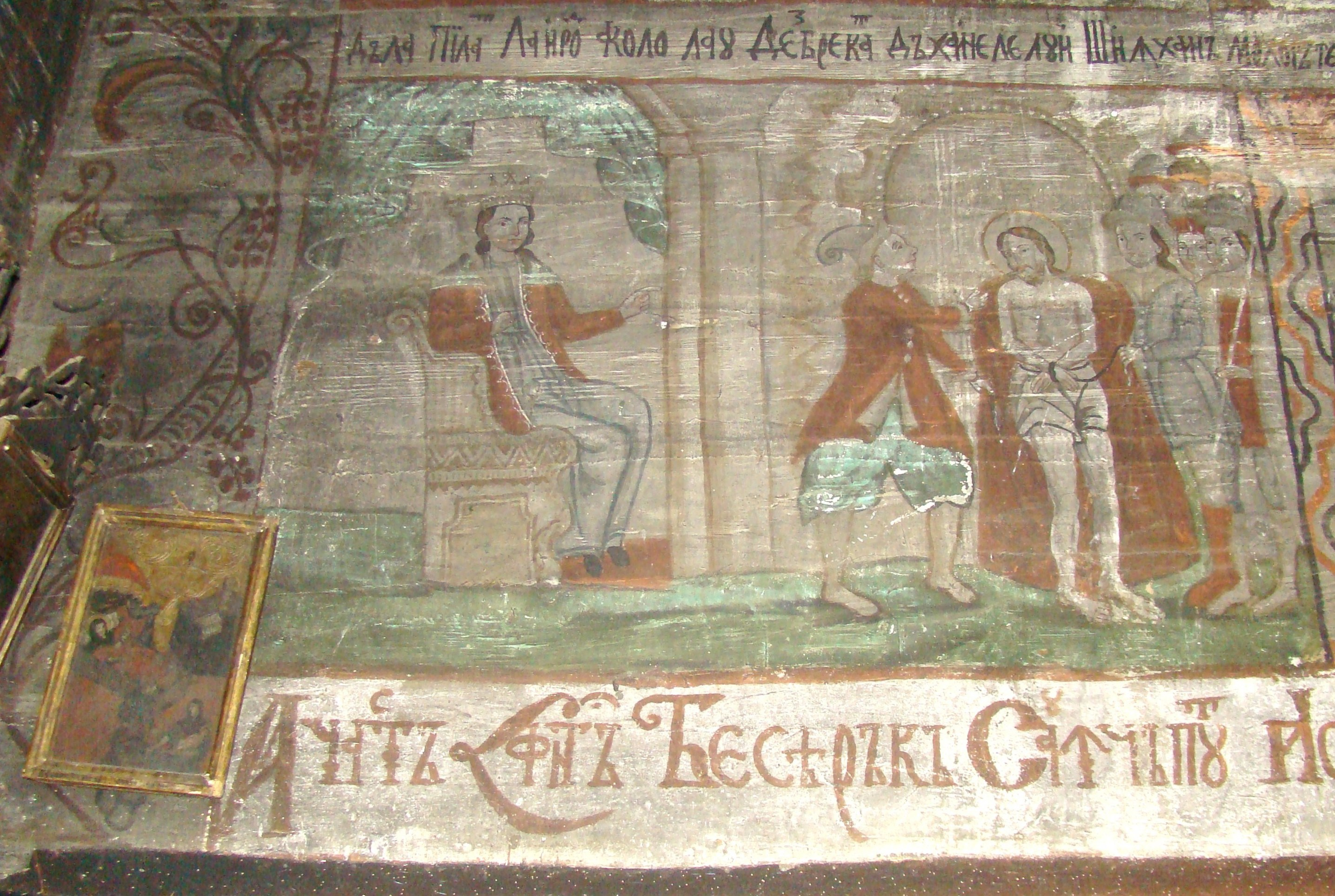
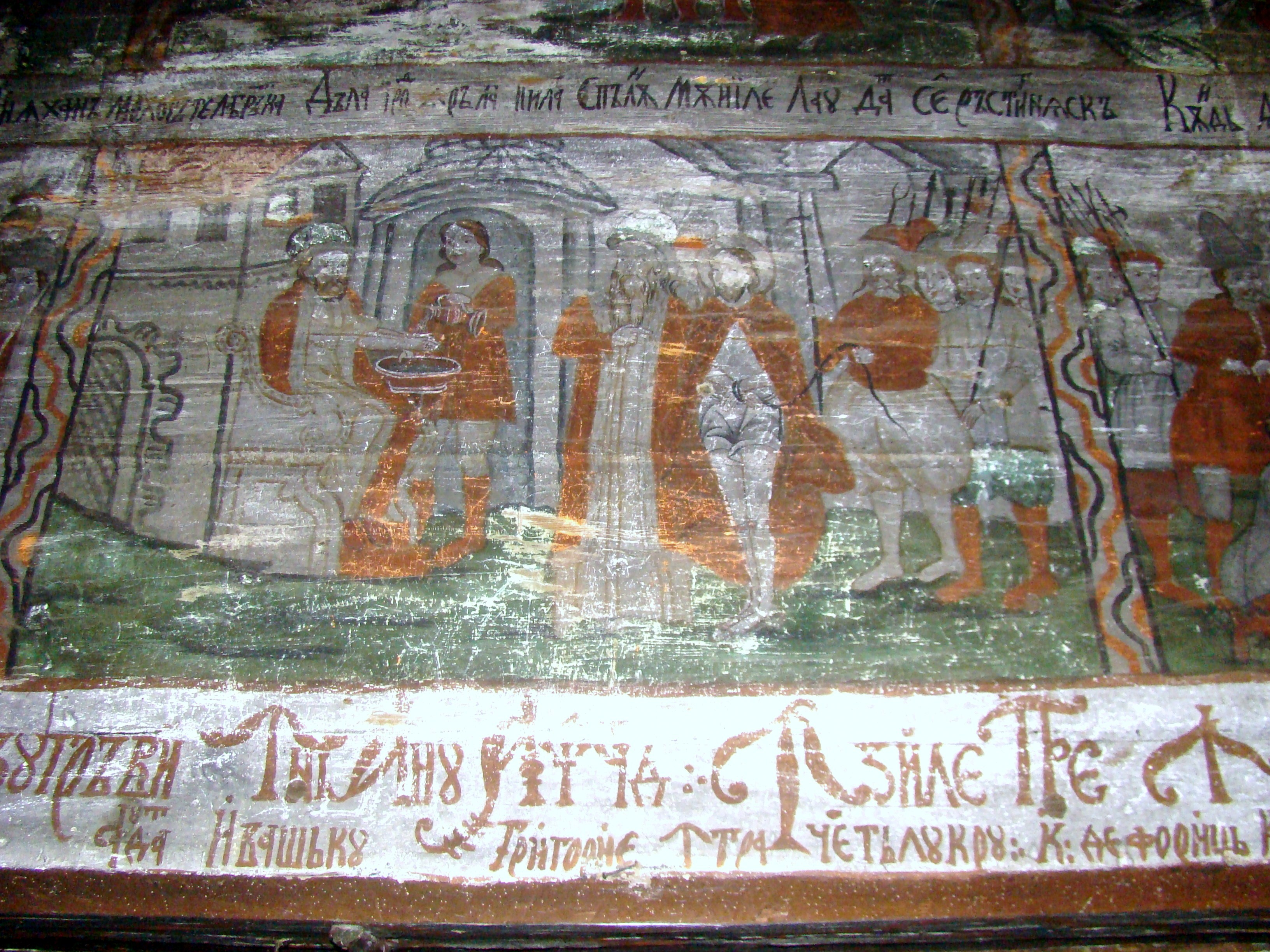
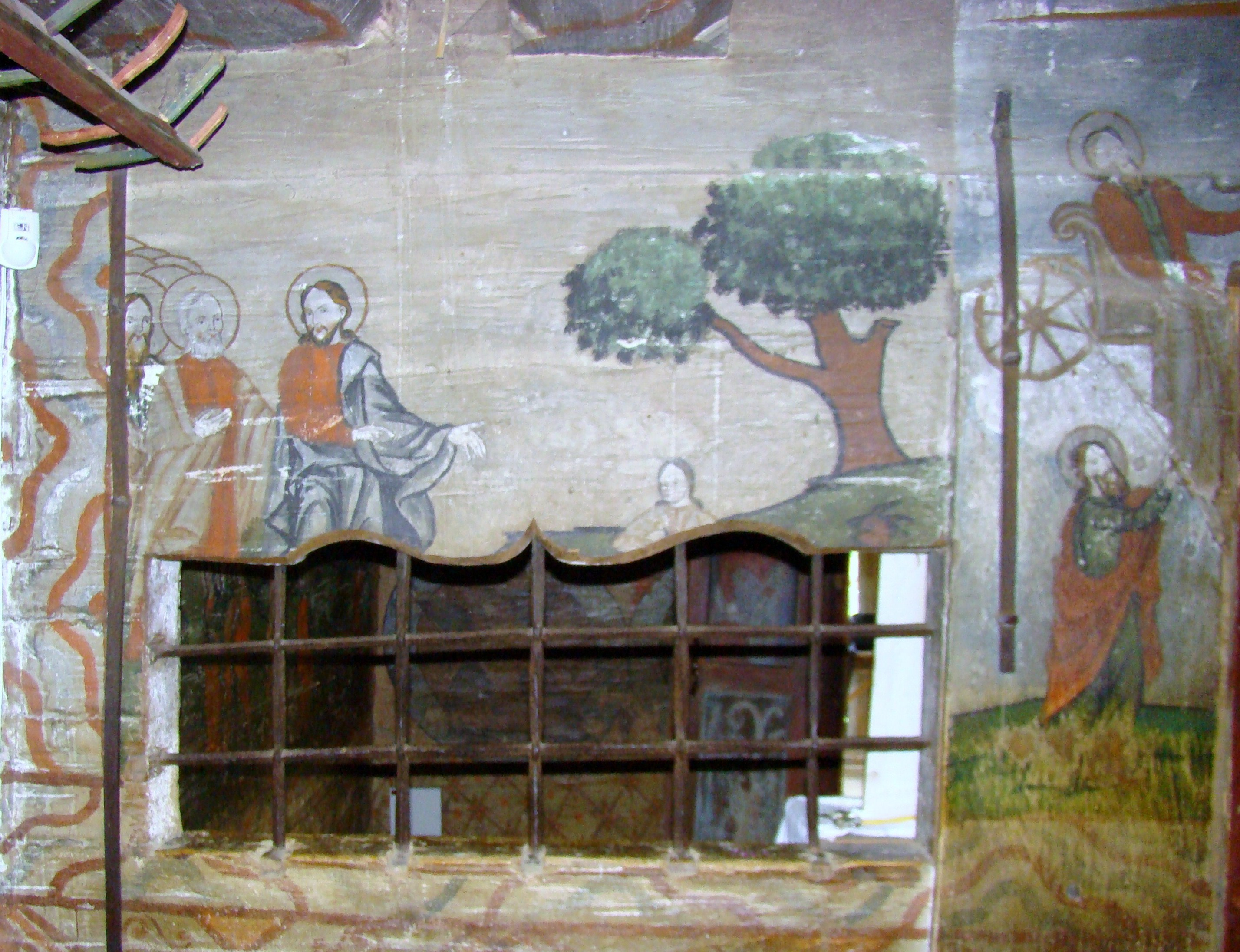
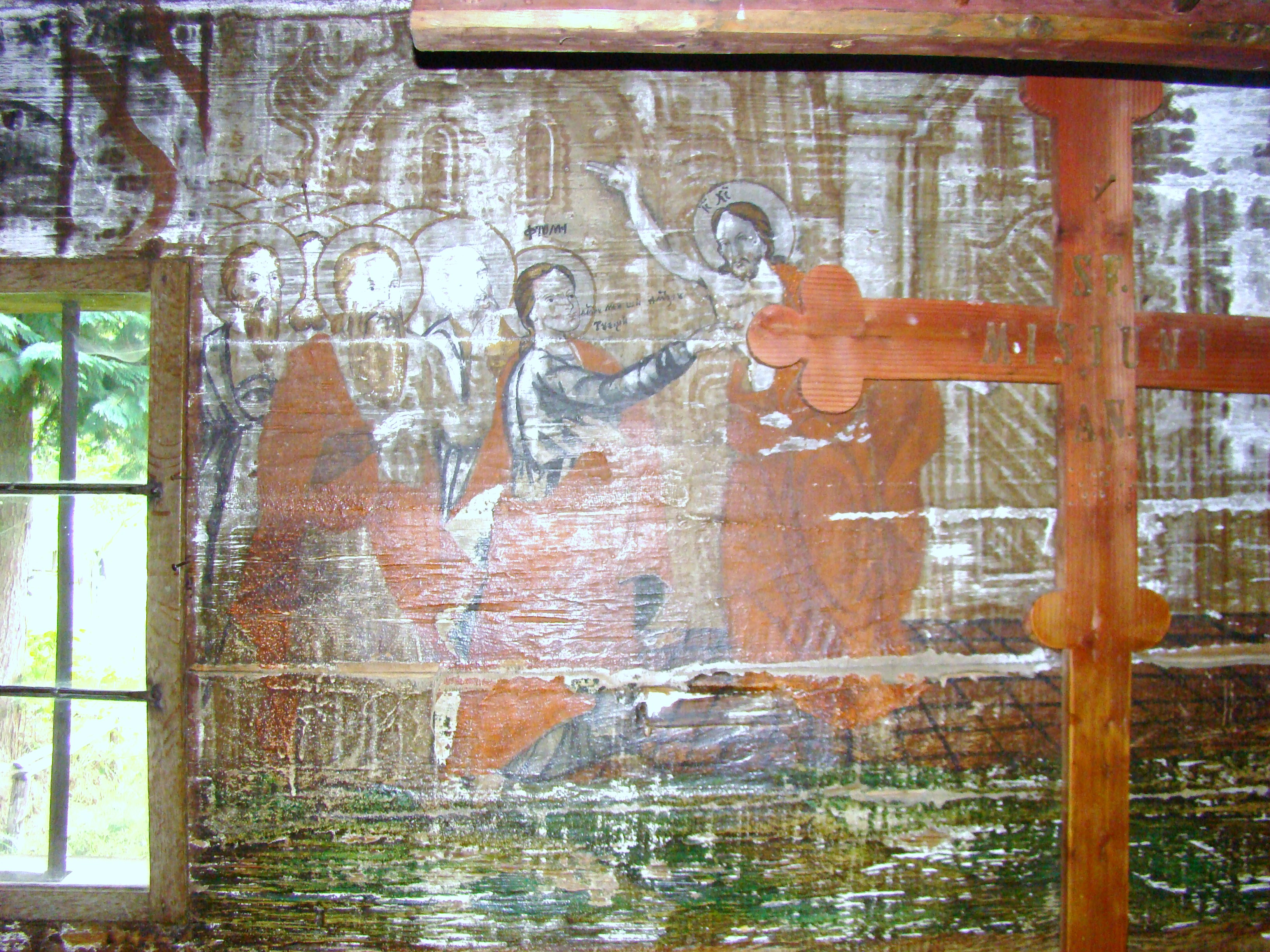
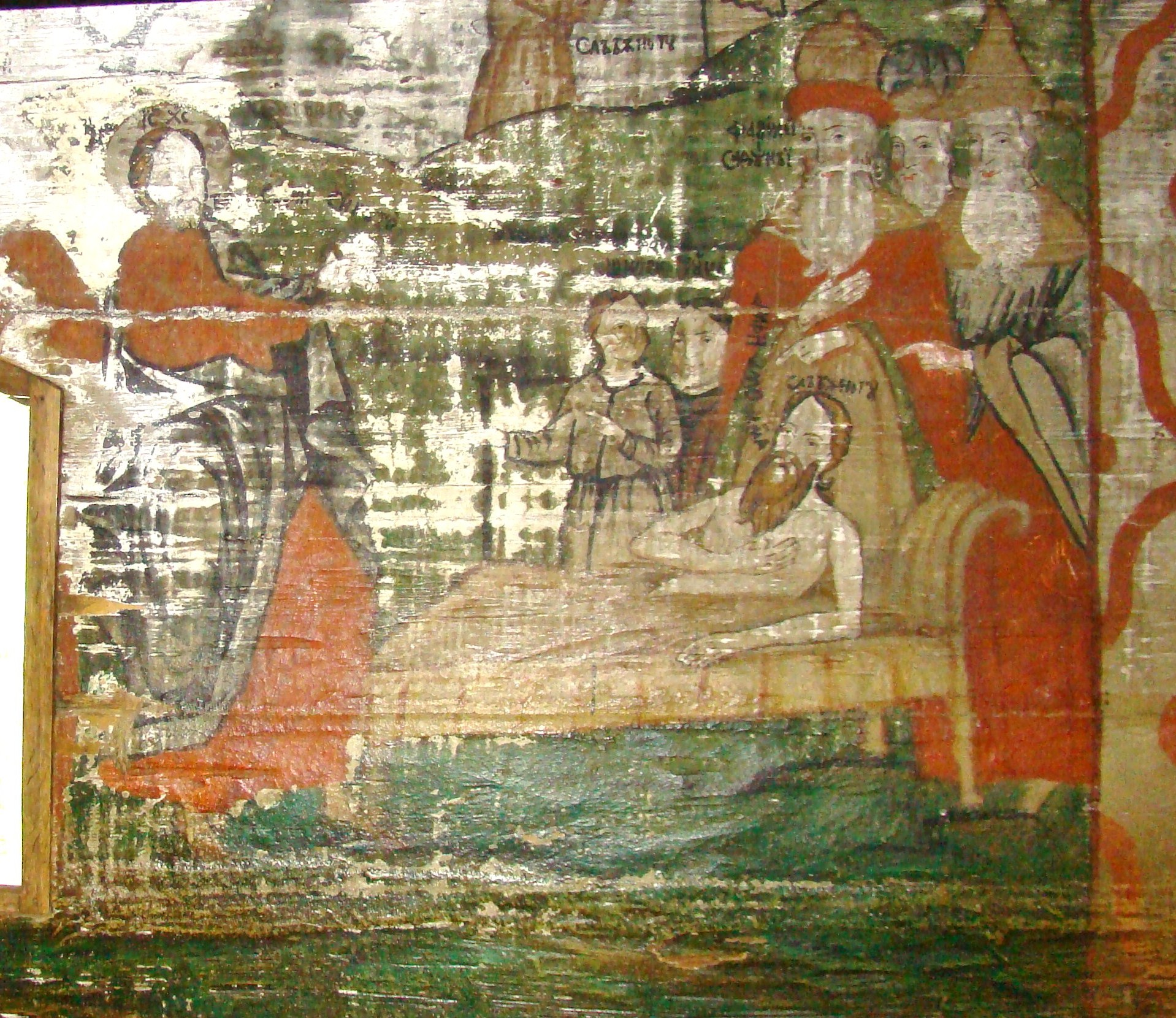
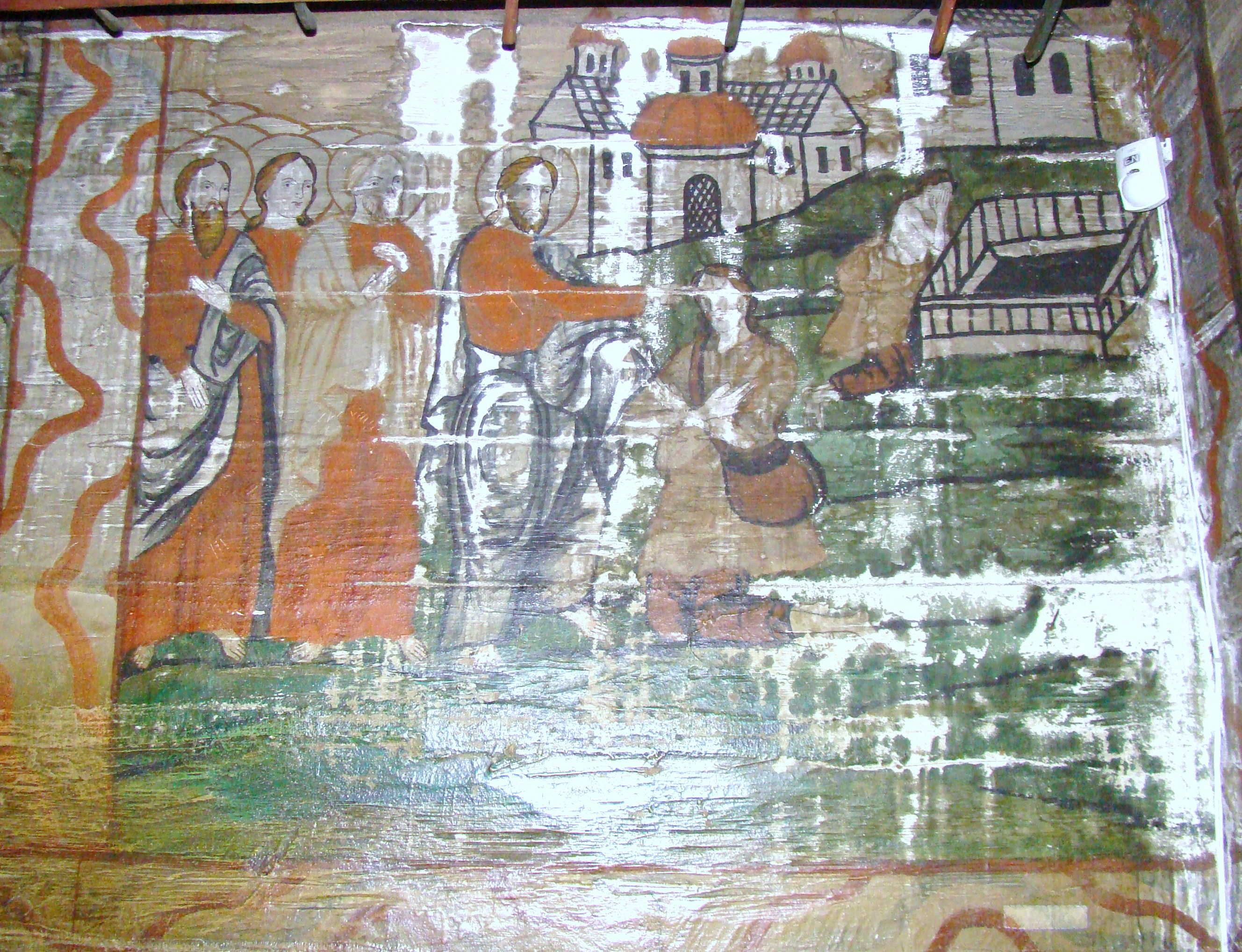
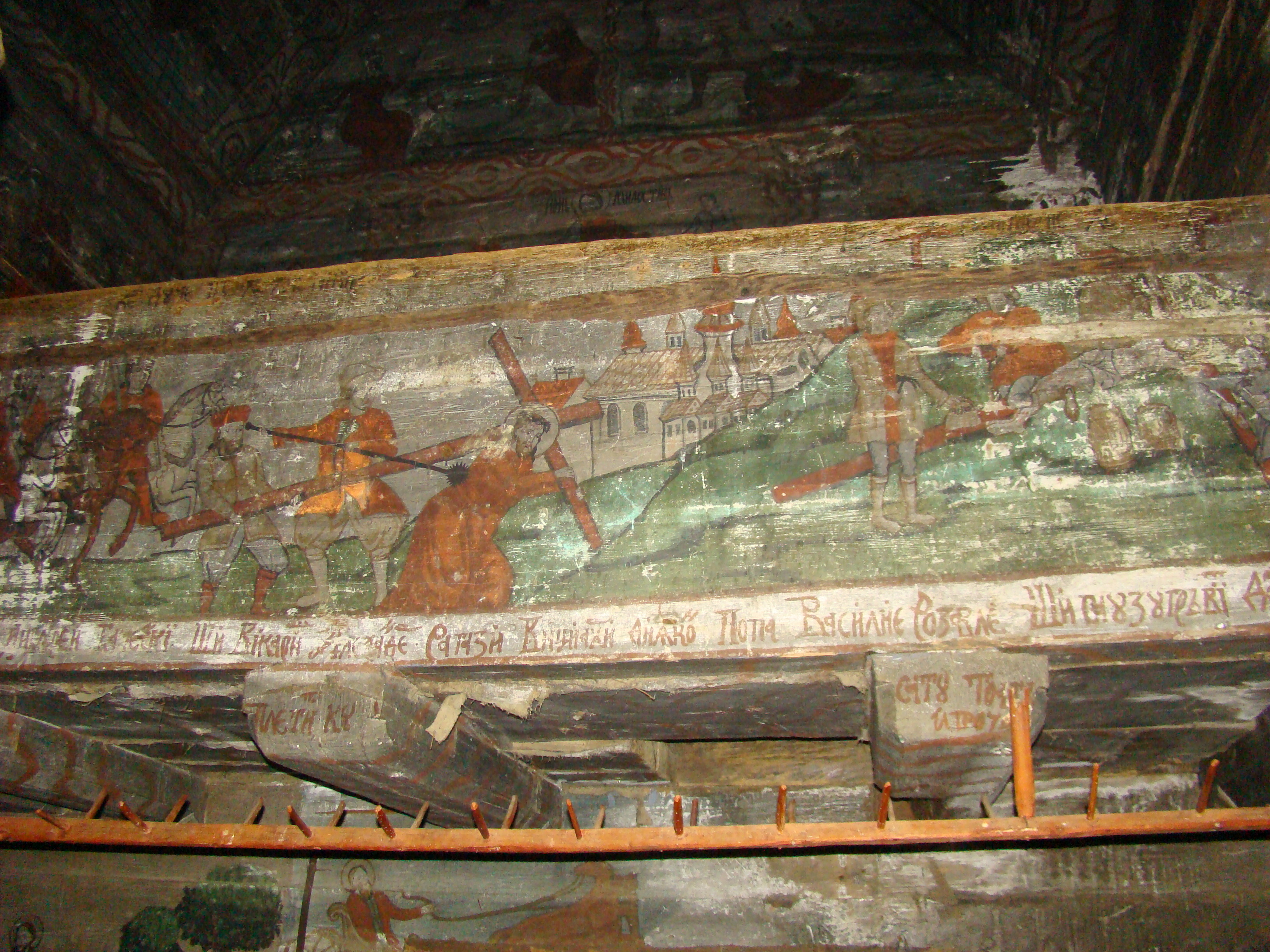
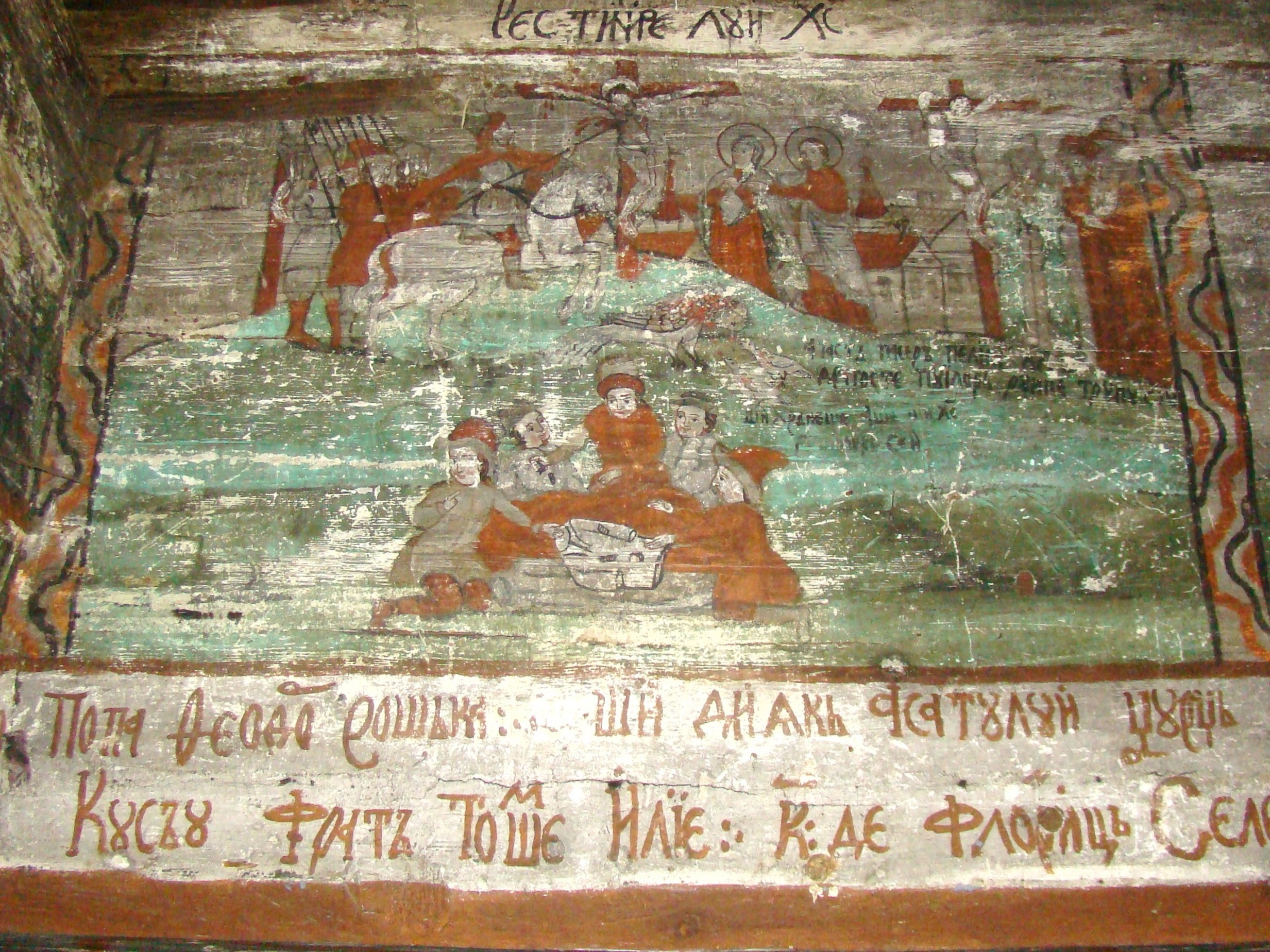
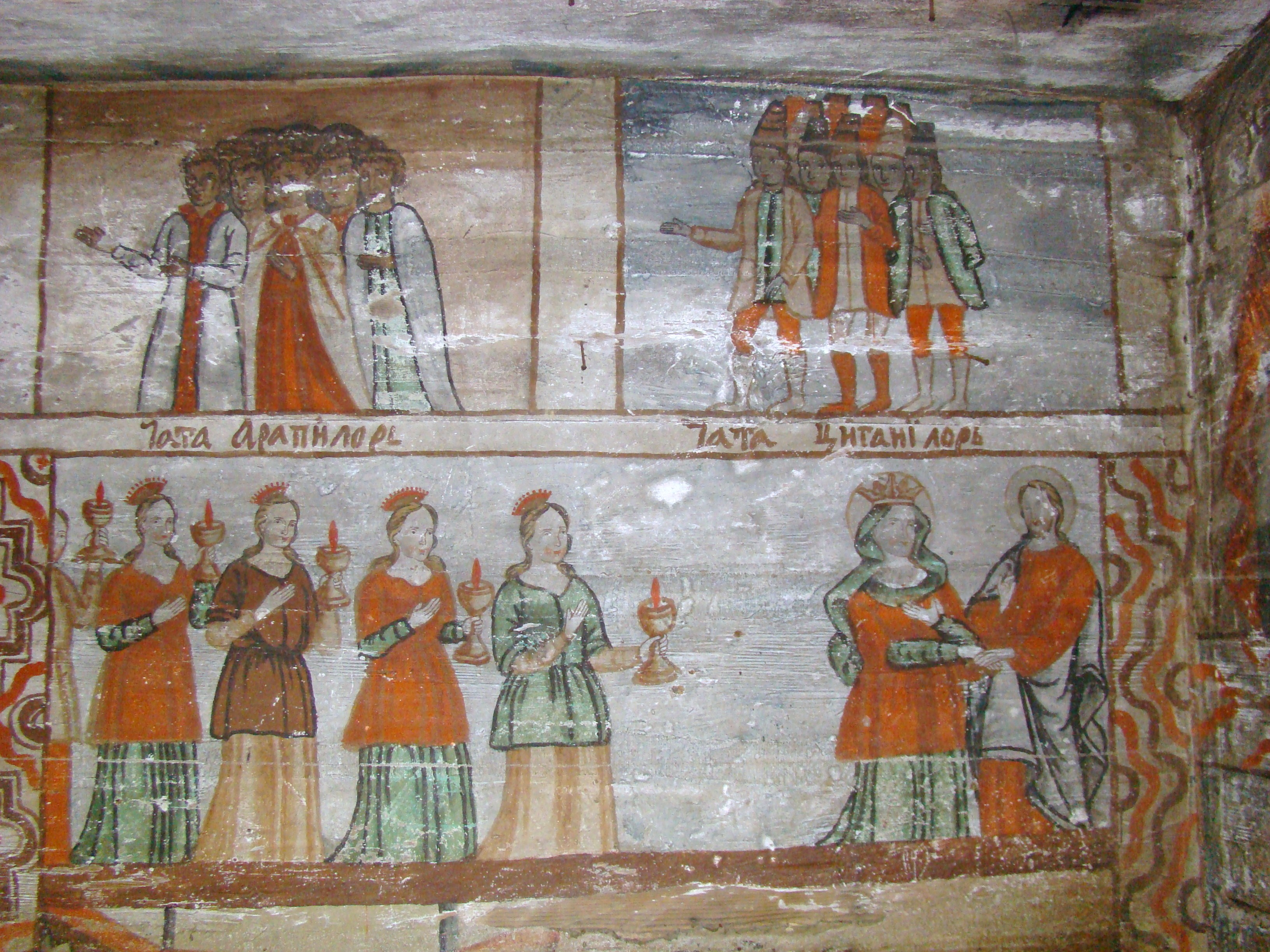
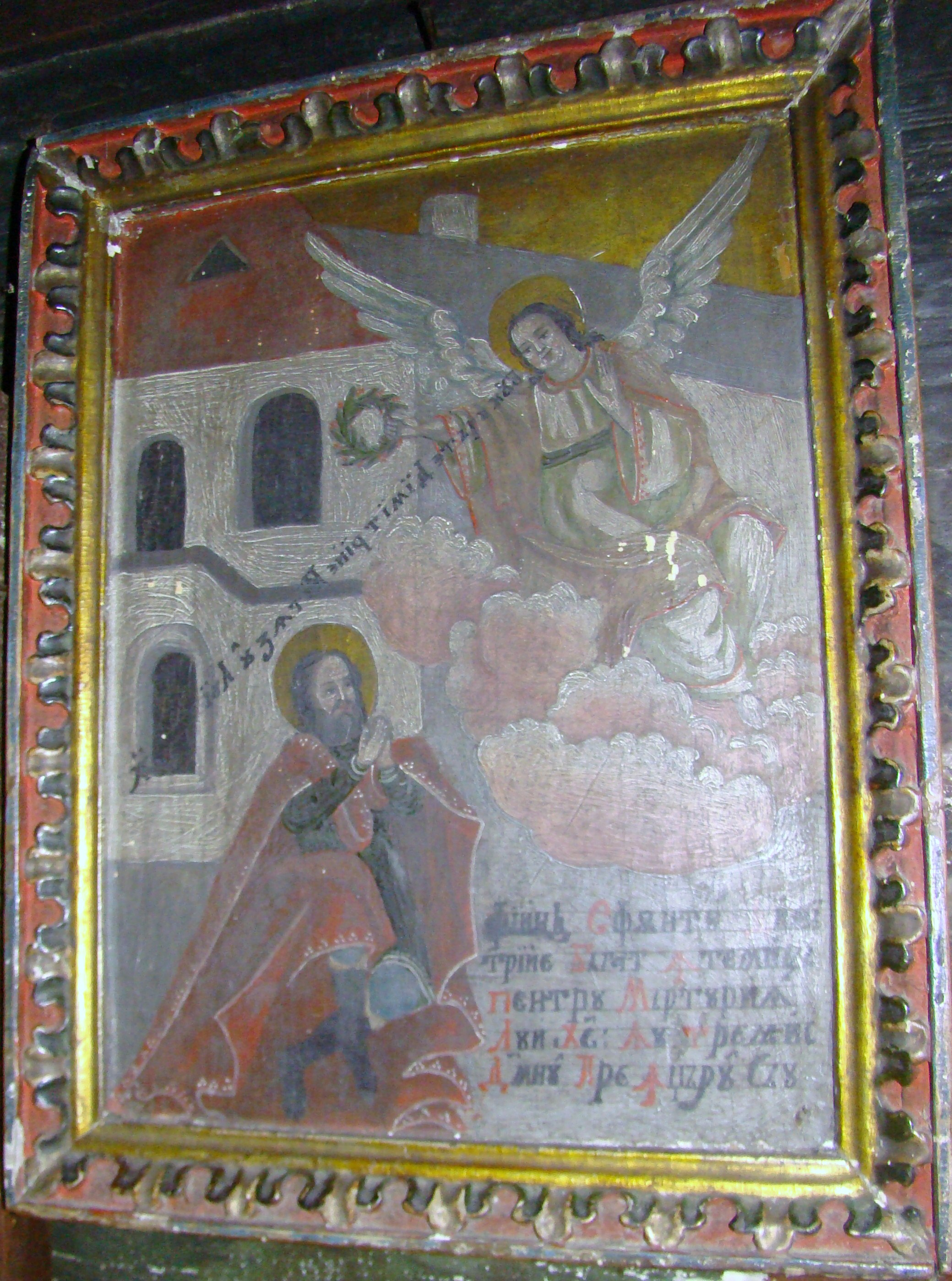
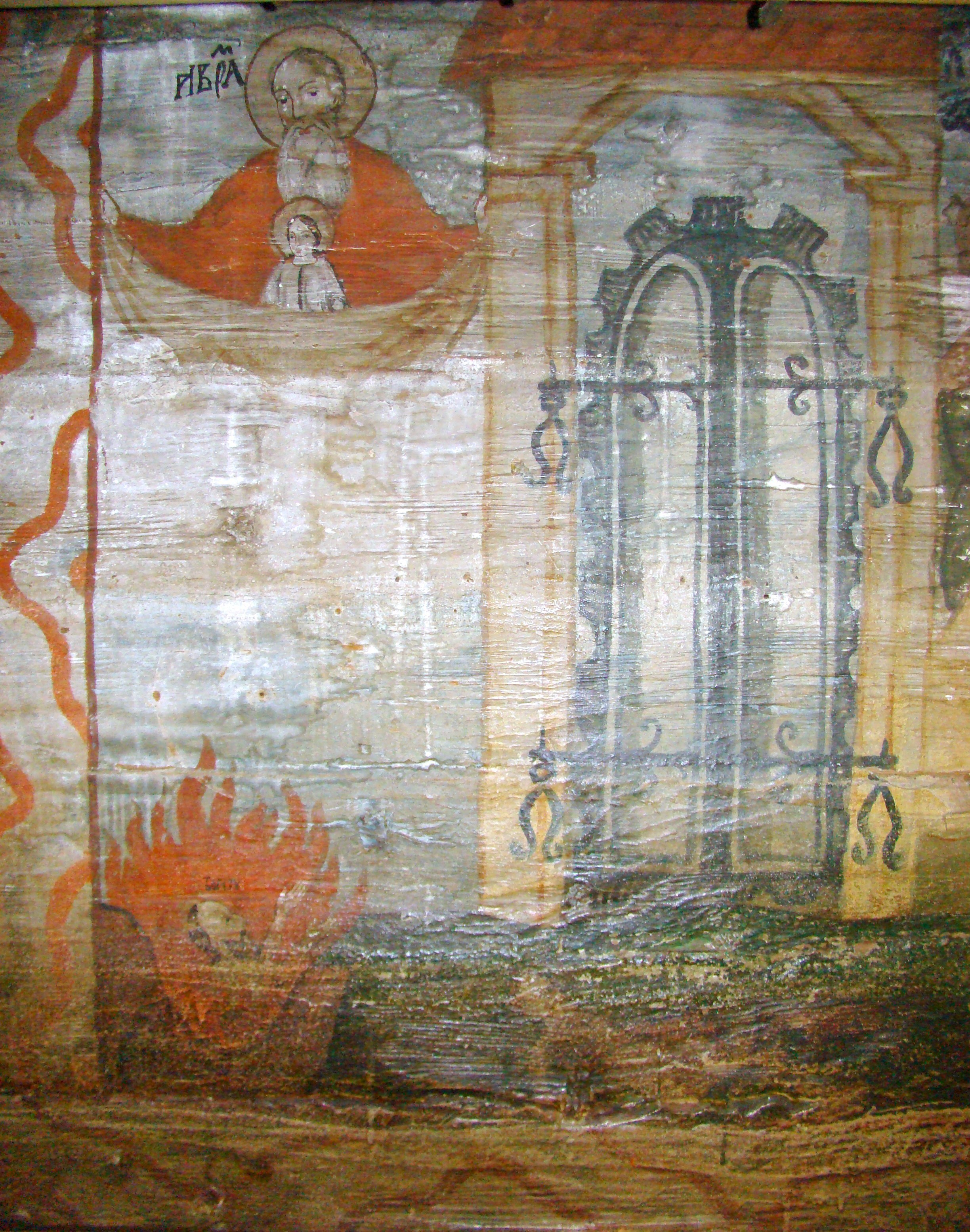
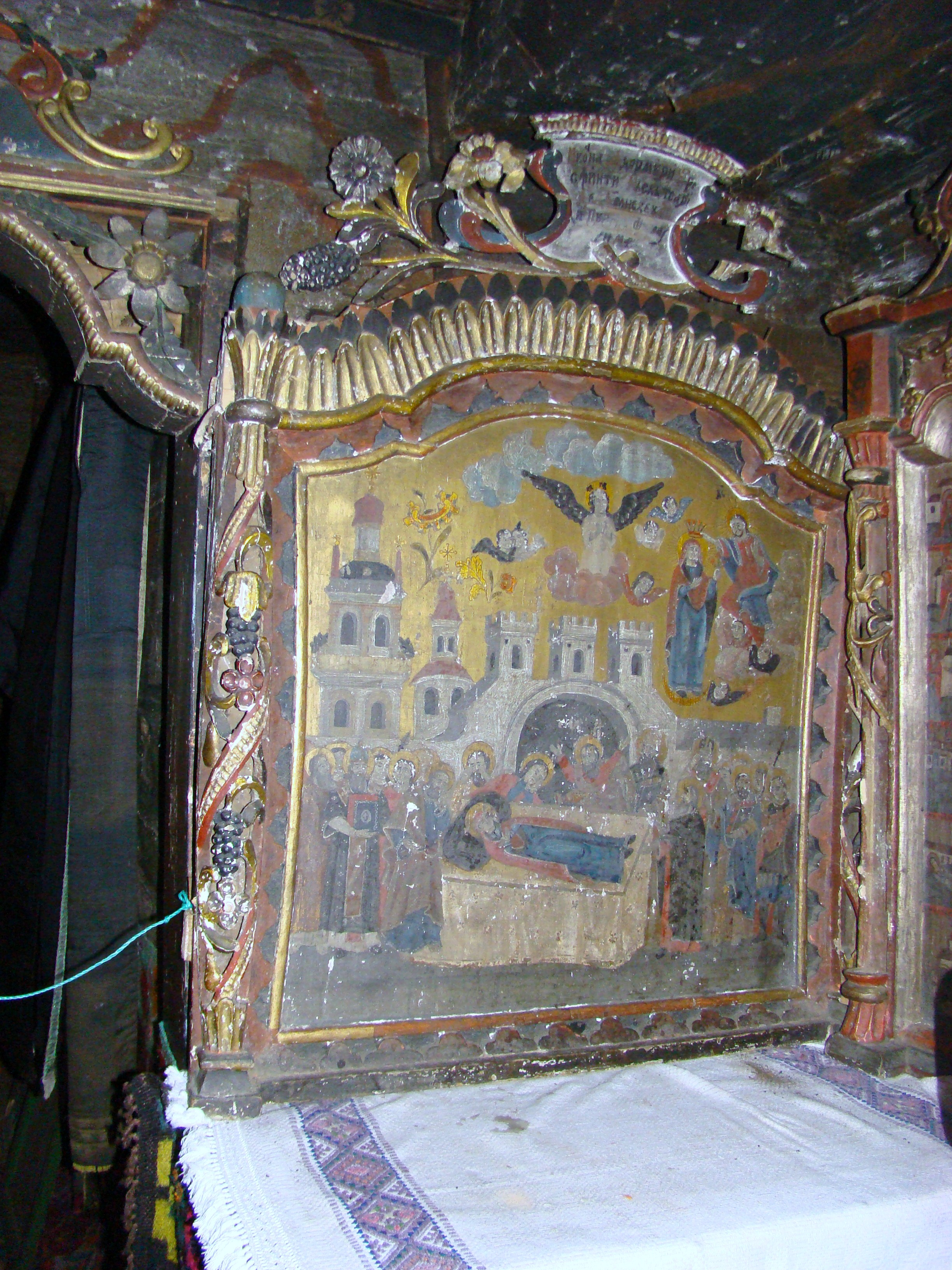
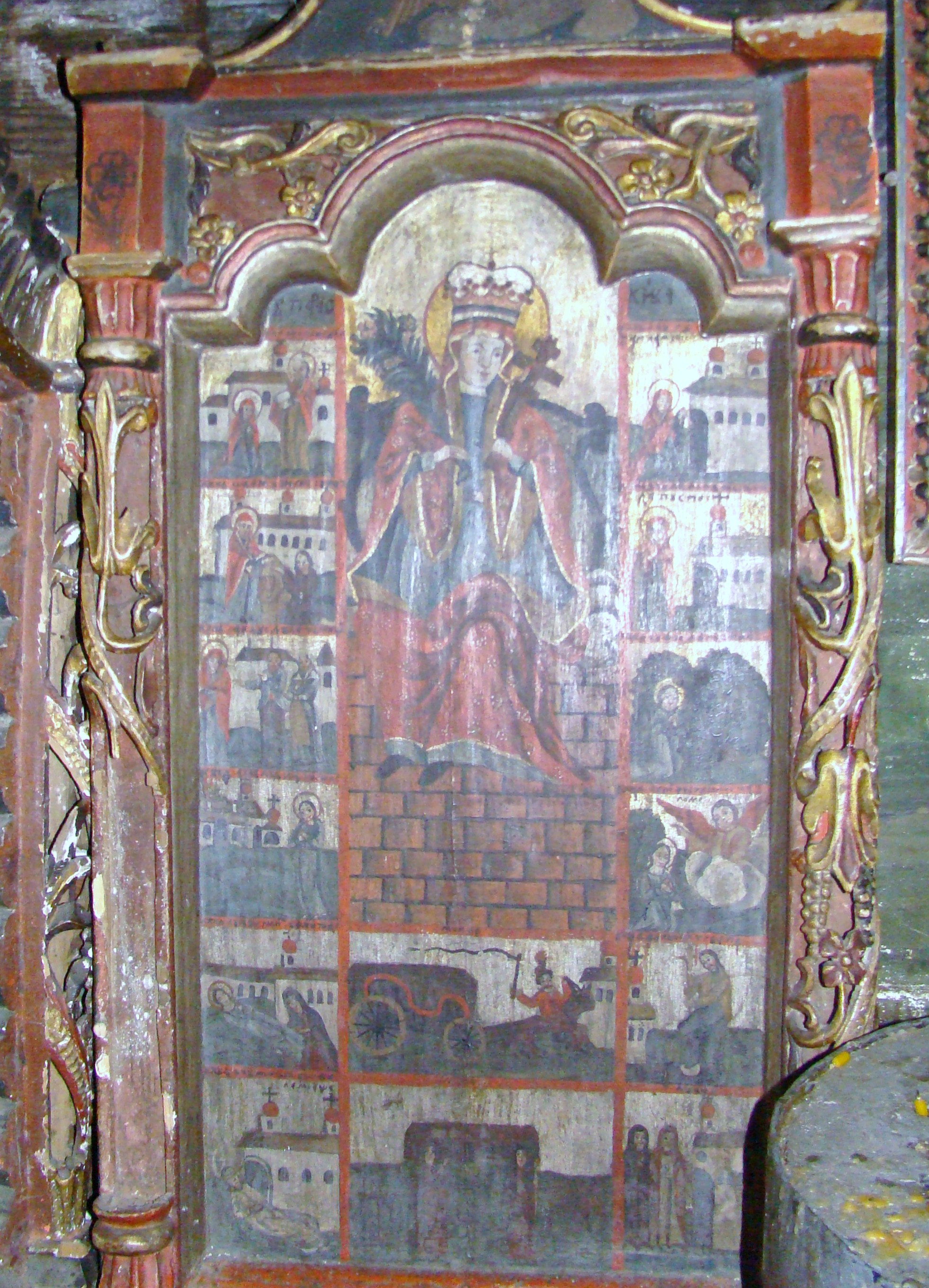
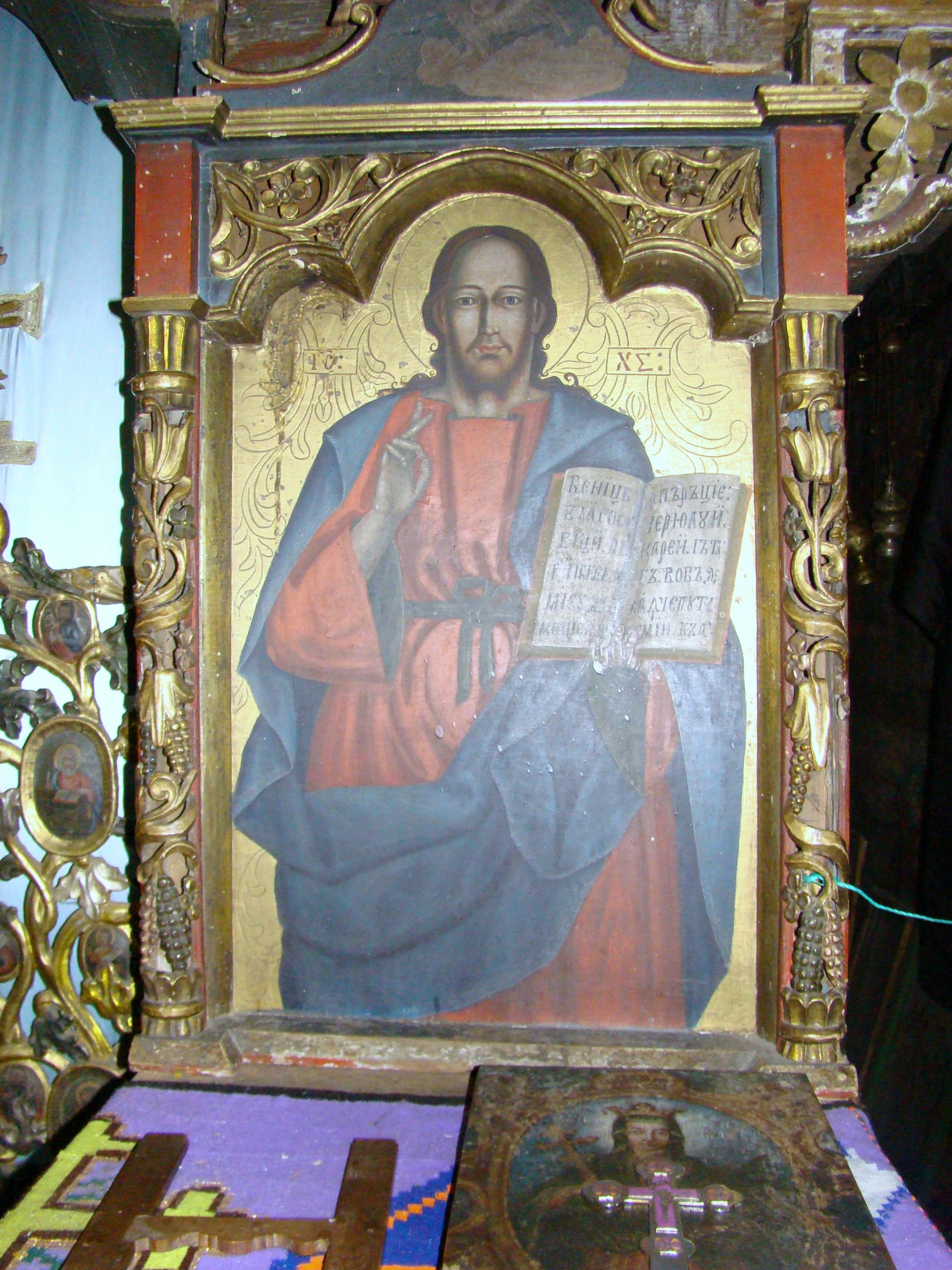

## Pronaosul
Pictura pronaosului este aproape în întregime închinată Judecății de Apoi și unor teme auxiliare: Pilda fecioarelor, cu semnificație eshatologică, Învierea lui Iisus și Samarineanca la fântână ca simboluri ale speranței în viața veșnică. Pe peretele estic este înfățișată Maica Domnului încadrată de prooroci.
Judecata de Apoi se desfășoară pe pereții de vest, sud și nord. În centru se află Iisus Pantocrator, încadrat de apostoli; dedesubt, la stânga începe "focul iadului" care se continuă, amplu, pe peretele nordic; la dreapta apar îngeri sunând din trâmbițe sau purtând în brațe suflete; puțin mai jos, două reprezentări circulare ilustrează, una - Cele patru vânturi dezlănțuiteși animalele înapoind trupurile oamenilor pentru judecată, iar cealaltă - Învierea morților. Pe pereții de nord și sud sunt înfățișate cetele celor drepți (împărați, patriarhi, sihaștri, călugări, mucenici și mucenițe) și neamurile păcătoșilor, în costume pitorești (evrei, turci, tătari, "arapi" și țigani), îndreptându-se spre scaunul judecății. Iadul descris în amănunțime se prelungește până la jumătatea peretelui nordic, unde apare capul de reptilă al monstrului Leviathan, cu gura căscată, din care țâșnesc flăcări. Se descifrează "mincinosul spânzurat de limbă", cea care a descântat vacile ("mana vacilor").
„Picturile sunt lucrate într-o tempera grasă sau o emulsie în ulei, care conferă culorilor un aspect păstos și strălucitor. Gama cromatică este îmbogățită, folosind, alături de roșu permanent, brun-roșcat, verde-veronese, smarald și oliv, ocru-galben, albastru-gri, alb și negru. În acest sens una dintre cele mai frumoase scene este Samarineanca la fântână în care cele trei tonalități de verde strălucesc fastuos în peisajul de coline.”—Anca Pop-Bratu,  Pictura murală maramureșeană

## Patrimoniul bisericii
Biserica „Sf. Cuvioasă Paraschiva” din Poienile Izei are un patrimoniu bogat, constând în clopote, icoane, cărți și obiecte de cult.
Clopotele: În foișorul din turn sunt amplasate trei clopote, armonizate, care au sunet deosebit:
•	Cel mic, de 15 kg, din secolul al XIII-lea
•	Cel mijlociu, de 30 kg, pe care stă scris „Poienile lui Ilieș, 1673”
•	Cel mare, de 37 kg, cu mențiunea „Șaieu-Poiana, 1673”
Icoanele pe lemn: între acestea se înscriu icoanele împărătești, 12 icoane prăznicare, 5 icoane mari, reprezentând pe Iisus Hristos, Maica Domnului și Sfântul Dimitrie. Deisis este realizată de un meșter anonim maramureșean din prima jumătate a secolului al XVII-lea. Icoanele Sfântului Nicolae și Adormirii Maicii Domnului, datând din aceeași epocă, sunt opere ale zugravilor din Mănăstirea Moisei, important centru de pictură maramureșeană din prima jumătate a secolului al XVIII-lea, unde sculptura se îmbina armonios cu pictura, într-un mod artistic impresionant. Icoana Sfântului Mare Mucenic Dimitrie este una din cele mai vechi icoane din zona Maramureșului istoric.
Icoane pe sticlă: mai multe icoane pe sticlă constituie valori de patrimoniu ale bisericii, reprezentând busturi de sfinți, între care se remarcă icoana Sfântului Nicolae, realizată pe sticlă lucrată manual.

## Cărți vechi de cult
1. Antologhion – Râmnic, 1745;
2. Apostol – fără titlu;
3. Ceaslov – fără titlu;
4. Catavasier – Blaj, 1762;
5. Chiriacodromion – Bălgrad, 1699;
6. Evanghelie – „cumpărată în 1743, nov. 21”;
7. Euhologhion – manuscris;
8. Euhologhion – Blaj, 1784;
9. Liturghier – Iași;
10. Liturghier – București, 1787;
11. Minologhion – Blaj, 1781;
12. Molidvelnic – Râmnic, 1730;
13. Octoih – Râmnic, 1750;
14. Psaltire – Blaj, 1780;
15. Triod – Blaj, 1780;
16. Triodion – Râmnic.
Mai multe cărți vechi de cult sunt păstrate la muzeul de pe lângă Protopopiatul Sighetu Marmației.